# 大正時代の日本の勅令一覧
大正時代の日本の勅令一覧（たいしょうじだいのにほんのちょくれいいちらん）では、大日本帝国憲法下の日本のうち、大正年間における勅令の一覧を掲載する。（）内は各年の勅令番号。

## 大正元年
- 大喪使官制（勅令第1号）
- 廃朝中服役特免等ニ関スル件（勅令第2号）
- 朝鮮総督府高等土地調査委員会官制（勅令第3号）
- 朝鮮総督府道地方土地調査委員会官制（勅令第4号）
- 朝鮮人ノ試補及見習ニ関スル件（勅令第5号）
- 朝鮮国有森林未墾地及森林産物特別処分令（勅令第6号）
- 台湾ニ於テ生産スル繭生糸又ハ真綿ノ買入又ハ売払ニ関スル随意契約ノ件（勅令第7号）
- 樺太酒類出港税法施行期日ノ件（勅令第8号）
- 樺太酒類出港税法施行規則（勅令第9号）
- 工業用酒精酒類其ノ他酒精含有飲料戻税法施行規則中改正ノ件（勅令第10号）
- 明治三十四年法律第十号施行規則中改正ノ件（勅令第11号）
- 間接国税犯則者処分法等ヲ樺太ニ施行スルノ件（勅令第12号）
- 間接国税犯則者処分法施行規則中改正ノ件（勅令第13号）
- 保管金規則及明治三十三年法律第五十号ヲ樺太ニ施行スルノ件（勅令第14号）
- 海軍兵学校条例中改正ノ件（勅令第15号）
- 海軍機関学校条例中改正ノ件（勅令第16号）
- 海軍経理学校条例中改正ノ件（勅令第17号）
- 市制第百六十九条及町村制第百四十九条ニ依ル命令ノ件（勅令第18号）
- 休日ニ関スル件（勅令第19号）
- 交通至難ノ場所ニ在勤シ無線電信業務ニ従事スル台湾総督府郵便局職員ニ手当給与ノ件（勅令第20号）
- 北海道庁森林監守規程中改正ノ件（勅令第21号）
- 台湾総督府専売局官制中改正ノ件（勅令第22号）
- 恩赦令（勅令第23号）
- 大赦令（勅令第24号）
- 陸軍省官制中改正ノ件（勅令第25号）
- 陸軍服制中改正ノ件（勅令第26号）
- 中央気象台官制中改正ノ件（勅令第27号）
- 監獄官制中改正ノ件（勅令第28号）
- 台湾総督府医院官制中改正ノ件（勅令第29号）
- 懲戒又ハ懲罰ノ免除ニ関スル件（勅令第30号）
- 船舶職員法準用ノ件（勅令第31号）
- 蕃地ニ於ケル討伐捜索及警戒ニ従事スル台湾総督府職員又ハ其ノ遺族ニ一時金ヲ給スルノ件（勅令第32号）
- 警察官及消防官服制中改正ノ件（勅令第33号）
- 行旅死亡人ヲ火葬スルノ件（勅令第34号）
- 明治四十一年勅令第二百六十六号中改正ノ件（勅令第35号）
- 明治三十九年法律第三十四号、同四十二年法律第八号及同年法律第九号ヲ朝鮮、台湾及樺太ニ施行スルノ件（勅令第36号）
- 関東州ニ於ケル国債ニ関スル件（勅令第37号）
- 北海道水産税税区令廃止ノ件（勅令第38号）
- 駅屯土特別処分令（勅令第39号）
- 明治三十二年勅令第百六十九号中改正ノ件（勅令第40号）
- 出納官吏弁償責任ノ免除ニ関スル件（勅令第41号）
- 専売塩特別定価売渡及交付金下付規則中改正ノ件（勅令第42号）
- 大喪使官制廃止ノ件（勅令第43号）
- 陸軍給与令中改正ノ件（勅令第44号）
- 開港港則中改正ノ件（勅令第45号）
- 明治二十三年勅令第六十六号廃止ノ件（勅令第46号）
- 明治三十二年勅令第二百七十六号中改正ノ件（勅令第47号）
- 朝鮮総督府書記官及事務官ノ特別任用ニ関スル件（勅令第48号）
- 府県行政及郡行政ニ関シ主務大臣ノ許可ヲ要セサル事項ニ関スル件（勅令第49号）
- 水利組合法第八十条ニ依ル命令ノ件（勅令第50号）
- 明治三十八年勅令第百六十六号中改正ノ件（勅令第51号）
- 臨時制度整理局官制廃止ノ件（勅令第52号）
- 神官神職服制改正ノ件（勅令第53号）
- 明治二十九年勅令第三百六十五号改正ノ件（勅令第54号）
- 大喪儀ノ用ニ供シタル建造物及其ノ附属物ノ譲与ニ関スル件（勅令第55号）
- 明治四十五年法律第十八号施行期日ノ件（勅令第56号）
- 明治三十三年勅令第三百八十号中改正ノ件（勅令第57号）

## 大正2年
- 明治二十八年勅令第百四号中改正ノ件（勅令第1号）
- 明治四十一年勅令第百五十八号中改正ノ件（勅令第2号）
- 明治三十九年勅令第百三十三号中改正ノ件（勅令第3号）
- 明治四十三年勅令第二百六十六号中改正ノ件（勅令第4号）
- 産業組合法ノ一部ヲ台湾ニ施行スルノ件（勅令第5号）
- 関東州内ニ設立スル重要物産取引市場ニ関スル件（勅令第6号）
- 明治二十七年勅令第二十二号中改正ノ件（勅令第7号）
- 明治二十七年勅令第百六十四号廃止ノ件（勅令第8号）
- 軍用ノ飛行機又ハ気球ニ乗シ航空演習ニ従事スル者ニ一時賜金ヲ給与スルノ件（勅令第9号）
- 軍用ノ飛行機又ハ気球ニ乗シ航空演習ニ従事スル者ニ手当ヲ給与スルノ件（勅令第10号）
- 潜水艇ニ在リテ勤務スル者ニ一時賜金ヲ給与スルノ件（勅令第11号）
- 徴発事務条例中改正ノ件（勅令第12号）
- 旅順海軍経理部条例旅順海軍病院条例及旅順海軍監獄官制廃止ノ件（勅令第13号）
- 海軍監獄令中改正ノ件（勅令第14号）
- 旅順海軍工作部条例改正ノ件（勅令第15号）
- 赤十字記章名称等使用者処罰ノ件（勅令第16号）
- 台湾総督府文官服制中改正ノ件（勅令第17号）
- 高等中学校令中改正ノ件（勅令第18号）
- 国境ニ於ケル朝鮮総督府税関出張所在勤ノ監視監吏ノ特別任用ニ関スル件（勅令第19号）
- 軍人傷痍記章条例（勅令第20号）
- 海軍省官制中改正ノ件（勅令第21号）
- 海軍教育本部条例中改正ノ件（勅令第22号）
- 海軍監獄官制中改正ノ件（勅令第23号）
- 明治三十二年勅令第百四十五号中改正ノ件（勅令第24号）
- 徴兵旅費繰替支弁ニ関スル件（勅令第25号）
- 海軍特修兵令（勅令第26号）
- 海軍水雷学校条例中改正ノ件（勅令第27号）
- 運用術練習艦令（勅令第28号）
- 癈兵院条例中改正ノ件（勅令第29号）
- 陸軍兵器廠条例改正ノ件（勅令第30号）
- 臨時陸運建築部条例廃止ノ件（勅令第31号）
- 明治三十二年勅令第四百五十六号中改正ノ件（勅令第32号）
- 禁猟交付金査定委員会官制廃止ノ件（勅令第33号）
- 水路部条例中改正ノ件（勅令第34号）
- 海軍測器庫条例廃止ノ件（勅令第35号）
- 東北帝国大学官制中改正ノ件（勅令第36号）
- 東北帝国大学医学専門部附属医院職員ニ手当給与ノ件（勅令第37号）
- 朝鮮総督府中学校官制中改正ノ件（勅令第38号）
- 平壌高等普通学校官制中改正ノ件（勅令第39号）
- 京城女子高等普通学校官制中改正ノ件（勅令第40号）
- 明治四十五年法律第十号施行期日ノ件（勅令第41号）
- 作業会計規則中改正ノ件（勅令第42号）
- 陸軍給与令中改正ノ件（勅令第43号）
- 台湾島及澎湖島駐箚陸軍部隊給与規則中改正ノ件（勅令第44号）
- 海軍給与令中改正ノ件（勅令第45号）
- 明治三十七年勅令第七十九号廃止ノ件（勅令第46号）
- 海軍兵備品会計規則中改正ノ件（勅令第47号）
- 海軍服制中改正ノ件（勅令第48号）
- 樺太庁中学校官制中改正ノ件（勅令第49号）
- 樺太庁郵便局官制中改正ノ件（勅令第50号）
- 監獄官制中改正ノ件（勅令第51号）
- 朝鮮総督府判事及朝鮮総督府検事官等給与令中改正ノ件（勅令第52号）
- 朝鮮台湾満洲及樺太在勤文官加俸令中改正ノ件（勅令第53号）
- 大正二年法律第六号、同年法律第七号、同年法律第八号、同年法律第九号及同年法律第十号施行期日ノ件（勅令第54号）
- 朝鮮総督府地方官官制中改正ノ件（勅令第55号）
- 朝鮮総督府医院官制中改正ノ件（勅令第56号）
- 朝鮮総督府済生院官制中改正ノ件（勅令第57号）
- 高等官官等俸給令中改正ノ件（勅令第58号）
- 農商務省所管船舶及其ノ附属物件ノ売払ハ随意契約ニ依ルコトヲ得ルノ件（勅令第59号）
- 明治四十二年勅令第四十九号中改正ノ件（勅令第60号）
- 巡査給与品及賃与品規則中改正ノ件（勅令第61号）
- 明治三十四年勅令第百三十九号中改正ノ件（勅令第62号）
- 明治四十年勅令第百十五号中改正ノ件（勅令第63号）
- 海軍葬喪令中改正ノ件（勅令第64号）
- 所得税法施行規則中改正ノ件（勅令第65号）
- 海軍准士官下士任用進級条例中改正ノ件（勅令第66号）
- 朝鮮総督府鉄道局官制中改正ノ件（勅令第67号）
- 朝鮮総督府税関官制中改正ノ件（勅令第68号）
- 所得税ヲ免除スヘキ製造業指定ノ件（勅令第69号）
- 明治四十三年勅令第四百三号中改正ノ件（勅令第70号）
- 大正元年勅令第五号中改正ノ件（勅令第71号）
- 刑事略式手続法施行期日ノ件（勅令第72号）
- 刑事略式手続法ヲ樺太ニ施行スルノ件（勅令第73号）
- 鉄道院官制中改正ノ件（勅令第74号）
- 明治四十二年勅令第三百三十七号改正ノ件（勅令第75号）
- 望楼長望楼手任用令廃止ノ件（勅令第76号）
- 監獄官制中改正ノ件（勅令第77号）
- 高等官官等俸給令中改正ノ件（勅令第78号）
- 奏任及判任待遇監獄職員給与令中改正ノ件（勅令第79号）
- 監獄職員特別任用令（勅令第80号）　※ 典獄及看守長特別任用令廃止
- 大正二年法律第五号施行期日ノ件（勅令第81号）
- 台湾総督府中学校官制中改正ノ件（勅令第82号）
- 台湾総督府高等女学校官制中改正ノ件（勅令第83号）
- 鉄道院職員特別任用令改正ノ件（勅令第84号）
- 朝鮮総督府監獄官制中改正ノ件（勅令第85号）
- 明治三十三年勅令第二百五十五号廃止ノ件（勅令第86号）
- 朝鮮総督府臨時土地調査局官制中改正ノ件（勅令第87号）
- 台湾総督府国語学校官制中改正ノ件（勅令第88号）
- 明治二十九年勅令第三百六十六号中改正ノ件（勅令第89号）
- 明治四十二年勅令第百七十号中改正ノ件（勅令第90号）
- 大正二年法律第十八号施行期日ノ件（勅令第91号）
- 耕地整理登記令中改正ノ件（勅令第92号）
- 船舶登記規則中改正ノ件（勅令第93号）
- 大正二年度歳出予算中第一予備金ヲ以テ補充シ得ヘキ費途ノ件（勅令第94号）
- 明治三十年勅令第九号中改正ノ件（勅令第95号）
- 台湾官有森林原野及産物特別処分令中改正ノ件（勅令第96号）
- 大正二年法律第十九号施行期日ノ件（勅令第97号）
- 朝鮮総督府逓信官署官制中改正ノ件（勅令第98号）
- 朝鮮総督府営林廠ニ臨時職員ヲ置クノ件（勅令第99号）
- 朝鮮総督府中央試験所官制中改正ノ件（勅令第100号）
- 朝鮮総督府済生院主事ノ特別任用ニ関スル件（勅令第101号）
- 軽便鉄道法ノ一部ヲ樺太ニ施行スルノ件（勅令第102号）
- 樺太庁ノ管理ニ属スル炭礦採掘ノ請負及該炭礦ヨリ採掘シタル石炭ノ売渡ニ関スル随意契約ノ件（勅令第103号）
- 明治四十五年勅令第百四十号中改正ノ件（勅令第104号）
- 大正二年法律第十一号及同年法律第十二号施行期日ノ件（勅令第105号）
- 内閣所属職員官制中改正ノ件（勅令第106号）
- 印刷局官制中改正ノ件（勅令第107号）
- 賞勲局官制中改正ノ件（勅令第108号）
- 明治三十九年勅令第三十二号中改正ノ件（勅令第109号）
- 法制局官制中改正ノ件（勅令第110号）
- 国勢調査準備委員会官制廃止ノ件（勅令第111号）
- 拓殖局官制廃止ノ件（勅令第112号）
- 鉄道院官制中改正ノ件（勅令第113号）
- 朝鮮総督府官制中改正ノ件（勅令第114号）
- 台湾総督府官制中改正ノ件（勅令第115号）
- 台湾総督府法院職員官等俸給及定員令中改正ノ件（勅令第116号）
- 台湾総督府鉄道部官制中改正ノ件（勅令第117号）
- 臨時台湾総督府工事部官制中改正ノ件（勅令第118号）
- 台湾総督府専売局官制中改正ノ件（勅令第119号）
- 台湾総督府税関官制中改正ノ件（勅令第120号）
- 台湾総督府医院官制中改正ノ件（勅令第121号）
- 台湾総督府郵便局官制中改正ノ件（勅令第122号）
- 台湾総督府監獄官制中改正ノ件（勅令第123号）
- 台湾総督府作業所官制中改正ノ件（勅令第124号）
- 台湾総督府阿里山作業所官制中改正ノ件（勅令第125号）
- 台湾総督府地方官官制中改正ノ件（勅令第126号）
- 明治四十二年勅令第二百九十一号中改正ノ件（勅令第127号）
- 関東都督府官制中改正ノ件（勅令第128号）
- 樺太庁官制中改正ノ件（勅令第129号）
- 大正二年法律第十二号ノ休職給ニ関スル件（勅令第130号）
- 会計検査院事務章程中改正ノ件（勅令第131号）
- 明治四十三年勅令第百十三号中改正ノ件（勅令第132号）
- 行政裁判所令（勅令第133号）　※ 行政裁判所処務規定及び明治34年勅令第72号廃止
- 明治二十三年勅令第百十一号中改正ノ件（勅令第134号）
- 貴族院事務局官制中改正ノ件（勅令第135号）
- 衆議院事務局官制中改正ノ件（勅令第136号）
- 枢密院官制中改正ノ件（勅令第137号）
- 明治二十六年勅令第百二十一号中改正ノ件（勅令第138号）
- 外務省官制中改正ノ件（勅令第139号）
- 在外公館職員定員令中改正ノ件（勅令第140号）
- 商務官官制等廃止ノ件（勅令第141号）　※ 商務官官制、明治43年勅令第307号及び同年勅令第308号廃止
- 内務省官制中改正ノ件（勅令第142号）
- 明治四十四年勅令第九十七号改正ノ件（勅令第143号）
- 明治二十六年勅令第百二十八号廃止ノ件（勅令第144号）
- 明治三十一年勅令第二百六十八号廃止ノ件（勅令第145号）
- 防疫職員官制中改正ノ件（勅令第146号）
- 衛生試験所官制中改正ノ件（勅令第147号）
- 古社寺保存会規則中改正ノ件（勅令第148号）
- 警視庁官制改正ノ件（勅令第149号）
- 北海道庁官制改正ノ件（勅令第150号）
- 地方官官制改正ノ件（勅令第151号）
- 明治四十年勅令第九十九号中改正ノ件（勅令第152号）
- 大蔵省官制中改正ノ件（勅令第153号）
- 明治三十九年勅令第八十七号中改正ノ件（勅令第154号）
- 明治四十二年勅令第二百六号中改正ノ件（勅令第155号）
- 造幣局官制中改正ノ件（勅令第156号）　※ 明治38年勅令第177号廃止
- 専売局官制中改正ノ件（勅令第157号）
- 税関官制中改正ノ件（勅令第158号）
- 税務監督局官制中改正ノ件（勅令第159号）
- 税務署官制中改正ノ件（勅令第160号）
- 醸造試験所官制中改正ノ件（勅令第161号）
- 大蔵省ニ臨時職員増置ノ件（勅令第162号）
- 明治四十年勅令第二百五十九号及明治四十一年勅令第百十四号廃止ノ件（勅令第163号）
- 臨時国債整理委員会規則中改正ノ件（勅令第164号）
- 陸軍省官制中改正ノ件（勅令第165号）
- 軍馬補充部条例中改正ノ件（勅令第166号）
- 馬政局官制中改正ノ件（勅令第167号）
- 海軍省官制中改正ノ件（勅令第168号）
- 司法省官制中改正ノ件（勅令第169号）
- 明治四十一年勅令第二百八十三号中改正ノ件（勅令第170号）
- 判事検事官等俸給令中改正ノ件（勅令第171号）
- 明治四十三年勅令第五十八号中改正ノ件（勅令第172号）
- 文部省官制中改正ノ件（勅令第173号）
- 明治四十年勅令第二百十五号中改正ノ件（勅令第174号）
- 維新史料編纂会官制中改正ノ件（勅令第175号）
- 教育調査会官制（勅令第176号）
- 高等教育会議規則廃止ノ件（勅令第177号）
- 国語調査委員会官制廃止ノ件（勅令第178号）
- 文芸委員会官制廃止ノ件（勅令第179号）
- 通俗教育調査委員会官制廃止ノ件（勅令第180号）
- 東北帝国大学官制中改正ノ件（勅令第181号）
- 九州帝国大学官制中改正ノ件（勅令第182号）
- 文部省直轄諸学校職員定員令中改正ノ件（勅令第183号）
- 中央気象台官制中改正ノ件（勅令第184号）
- 農商務省官制中改正ノ件（勅令第185号）
- 明治四十一年勅令第二百二十八号中改正ノ件（勅令第186号）
- 明治三十九年勅令第五十八号中改正ノ件（勅令第187号）
- 明治四十四年勅令第百号中改正ノ件（勅令第188号）
- 明治四十三年勅令第七十七号中改正ノ件（勅令第189号）
- 明治三十八年勅令第七十六号中改正ノ件（勅令第190号）
- 明治三十九年勅令第五十号中改正ノ件（勅令第191号）
- 製鉄所官制中改正ノ件（勅令第192号）
- 明治三十九年勅令第五号廃止ノ件（勅令第193号）
- 特許局官制中改正ノ件（勅令第194号）
- 林区署官制中改正ノ件（勅令第195号）
- 明治三十九年勅令第五十九号廃止ノ件（勅令第196号）
- 農事試験場官制中改正ノ件（勅令第197号）
- 蚕業講習所官制中改正ノ件（勅令第198号）
- 原蚕種製造所官制中改正ノ件（勅令第199号）
- 生糸検査所官制中改正ノ件（勅令第200号）
- 工業試験所官制中改正ノ件（勅令第201号）
- 花莚検査所官制中改正ノ件（勅令第202号）
- 鉱山監督署官制中改正ノ件（勅令第203号）
- 水産講習所官制中改正ノ件（勅令第204号）
- 生産調査会官制廃止ノ件（勅令第205号）
- 林野整理審査会規則廃止ノ件（勅令第206号）
- 逓信省官制中改正ノ件（勅令第207号）
- 臨時発電水力調査局官制廃止ノ件（勅令第208号）
- 為替貯金局官制（勅令第209号）
- 地方逓信官署官制（勅令第210号）
- 明治三十一年勅令第二百六号中改正ノ件（勅令第211号）
- 航路標識管理所官制中改正ノ件（勅令第212号）
- 商船学校官制中改正ノ件（勅令第213号）
- 高等官官等俸給令中改正ノ件（勅令第214号）
- 判任官俸給令中改正ノ件（勅令第215号）
- 朝鮮総督府判事及朝鮮総督府検事官等給与令中改正ノ件（勅令第216号）
- 在外公館費用条例中改正ノ件（勅令第217号）
- 明治四十三年勅令第百六十八号改正ノ件（勅令第218号）
- 明治四十年勅令第百六十四号中改正ノ件（勅令第219号）
- 明治三十五年勅令第百二十六号中改正ノ件（勅令第220号）
- 明治三十六年勅令第四十八号中改正ノ件（勅令第221号）
- 明治四十二年勅令第百五十一号中改正ノ件（勅令第222号）
- 明治四十二年勅令第二百十五号中改正ノ件（勅令第223号）
- 明治四十二年勅令第二百十六号中改正ノ件（勅令第224号）
- 通信官署経費渡切規則中改正ノ件（勅令第225号）
- 明治二十九年勅令第百八十二号中改正ノ件（勅令第226号）
- 明治三十七年勅令第四十二号中改正ノ件（勅令第227号）
- 商務官特別任用令廃止ノ件（勅令第228号）
- 警視庁職員特別任用令（勅令第229号）
- 道庁府県警察部長及府県港務部長ノ特別任用ニ関スル件（勅令第230号）
- 明治四十年勅令第二百七十四号中改正ノ件（勅令第231号）
- 専売局職員特別任用令中改正ノ件（勅令第232号）
- 税務監督局及税務署職員特別任用令中改正ノ件（勅令第233号）
- 陸軍録事任用令中改正ノ件（勅令第234号）
- 文部省督学官任用ノ件（勅令第235号）
- 明治三十年勅令第三百四十五号廃止ノ件（勅令第236号）
- 文部省直轄諸学校長任用ノ件（勅令第237号）
- 明治四十年勅令第二百十八号廃止ノ件（勅令第238号）
- 明治四十年勅令第二百七十五号中改正ノ件（勅令第239号）
- 電気事務官及臨時発電水力調査局事務官特別任用令廃止ノ件（勅令第240号）
- 為替貯金局及地方逓信官署職員特別任用令（勅令第241号）　※ 明治43年勅令第170号廃止
- 海員審判所職員定員及任用令中改正ノ件（勅令第242号）
- 警察官及消防官服制中改正ノ件（勅令第243号）
- 税関官吏及水夫服制中改正ノ件（勅令第244号）
- 北海道会議員選挙令中改正ノ件（勅令第245号）
- 明治三十九年勅令第百七十二号中改正ノ件（勅令第246号）
- 明治三十三年勅令第八十一号中改正ノ件（勅令第247号）
- 明治四十四年勅令第二百四十二号中改正ノ件（勅令第248号）
- 明治四十四年勅令第四十八号中改正ノ件（勅令第249号）
- 明治三十九年勅令第二百四十七号中改正ノ件（勅令第250号）
- 陸軍給与令中改正ノ件（勅令第251号）
- 台湾島及澎湖島駐箚陸軍部隊給与規則中改正ノ件（勅令第252号）
- 朝鮮樺太満洲駐箚陸軍部隊給与令中改正ノ件（勅令第253号）
- 清国駐箚陸軍部隊給与令中改正ノ件（勅令第254号）
- 故議定官元帥海軍大将大勲位功三級威仁親王国葬ノ件（勅令第255号）
- 廃朝中歌舞音曲停止ノ件（勅令第256号）
- 憲兵条例中改正ノ件（勅令第257号）
- 小学校令中改正ノ件（勅令第258号）
- 大正元年勅令第十九号中改正ノ件（勅令第259号）
- 明治四十年勅令第百二十七号中改正ノ件（勅令第260号）
- 文官任用令改正ノ件（勅令第261号）
- 任用分限又ハ官等ノ初叙陞叙ノ規定ヲ適用セサル文官ニ関スル件（勅令第262号）
- 明治四十五年勅令第七十九号中改正ノ件（勅令第263号）
- 関東州裁判令中改正ノ件（勅令第264号）
- 明治四十年勅令第二十四号中改正ノ件（勅令第265号）
- 関東都督府海務局官制中改正ノ件（勅令第266号）
- 関東都督府観測所官制中改正ノ件（勅令第267号）
- 関東都督府監獄署官制中改正ノ件（勅令第268号）
- 関東都督府通信官署官制中改正ノ件（勅令第269号）
- 関東都督府中学校官制中改正ノ件（勅令第270号）
- 旅順工科学堂官制中改正ノ件（勅令第271号）
- 関東都督府高等女学校官制中改正ノ件（勅令第272号）
- 関東都督府作業所官制廃止ノ件（勅令第273号）
- 明治四十四年勅令第九十一号廃止ノ件（勅令第274号）
- 明治三十九年勅令第三百十八号中改正ノ件（勅令第275号）
- 神宮皇學館官制中改正ノ件（勅令第276号）
- 神宮皇學館職員官等俸給令改正ノ件（勅令第277号）
- 神宮皇學館長ノ特別任用ニ関スル件（勅令第278号）
- 台湾総督府民政部通信局及台湾総督府郵便局現業員ノ共済組合ニ関スル件（勅令第279号）
- 臘虎及膃肭獣ノ獣皮ヲ商人ニ委託シテ随意契約ニ依リ売却セシムルコトヲ得ルノ件（勅令第280号）
- 関東都督府官制中改正ノ件（勅令第281号）
- 台湾総督府阿里山作業所木材及製品売払代金延納ニ関スル件（勅令第282号）
- 朝鮮ニ施行スル法律ニ関スル件（勅令第283号）
- 要塞地帯法ノ一部ヲ朝鮮ニ施行スルノ件（勅令第284号）
- 明治四十四年勅令第百七十八号中改正ノ件（勅令第285号）
- 陸軍録事、陸軍監獄看守長、陸軍監獄看守及陸軍警守服制中改正ノ件（勅令第286号）
- 市町村立小学校教員加俸令中改正ノ件（勅令第287号）
- 海軍給与令中改正ノ件（勅令第288号）
- 神宮伶人ニ関スル件（勅令第289号）
- 神宮司庁官制中改正ノ件（勅令第290号）
- 外交官及領事官官制中改正ノ件（勅令第291号）
- 在外公館職員定員令中改正ノ件（勅令第292号）
- 在外公館費用条例中改正ノ件（勅令第293号）
- 専売塩特別定価売渡及交付金下付規則中改正ノ件（勅令第294号）
- 明治三十五年勅令第二百十八号中改正ノ件（勅令第295号）
- 消防組規則中改正ノ件（勅令第296号）
- 明治三十九年勅令第二百九号廃止ノ件（勅令第297号）
- 樺太庁医院官制中改正ノ件（勅令第298号）
- 陸軍召集令（勅令第299号）　※ 陸軍召集条例、明治43年勅令第183号廃止
- 蔗苗養成ニ関スル事務ニ従事セシムル為台湾総督府ニ臨時職員ヲ置クノ件（勅令第300号）
- 高等官官等俸給令中改正ノ件（勅令第301号）
- 判任官俸給令中改正ノ件（勅令第302号）
- 大礼使官制（勅令第303号）
- 海軍軍医学生、薬剤学生、造船学生、造兵学生、主計学生条例中改正ノ件（勅令第304号）
- 運河法施行期日ノ件（勅令第305号）
- 陸軍服制中改正ノ件（勅令第306号）
- 海軍高等武官准士官服役令改正ノ件（勅令第307号）
- 神社奉祀調査会官制（勅令第308号）
- 樺太庁官制中改正ノ件（勅令第309号）
- 地方官官制中改正ノ件（勅令第310号）
- 高等官官等俸給令中改正ノ件（勅令第311号）
- 樺太庁職員特別任用令中改正ノ件（勅令第312号）
- 水路測量標条例ノ一部ヲ朝鮮、台湾及樺太ニ施行スルノ件（勅令第313号）
- 関東州ニ於ケル水路測量標ニ関スル件（勅令第314号）
- 朝鮮、台湾、樺太及関東州ニ於テ水路測量標建設ノ為官有地ヲ使用スルノ件（勅令第315号）
- 行政裁判所長官、評定官及書記制服ノ件（勅令第316号）
- 明治四十一年勅令第四十五号中改正ノ件（勅令第317号）

## 大正3年
- 台湾小学校教諭及台湾公学校教諭ヲシテ奏任官ノ待遇ヲ受ケシムルノ件（大正3年勅令第1号）
- 大礼ニ関スル工作土木及物件ノ売買貸借等ハ随意契約ニ依ルコトヲ得ルノ件（大正3年勅令第2号）
- 専売用物件及労力供給ニ関スル随意契約等ノ件（大正3年勅令第3号） ※明治37年勅令第163号、明治38年勅令第158号、明治42年勅令第139号廃止
- 予戒令廃止ノ件（大正3年勅令第4号）
- 東京帝国大学官制中改正ノ件（大正3年勅令第5号）
- 京都帝国大学官制中改正ノ件（大正3年勅令第6号）
- 明治二十六年勅令第九十三号（東京帝国大学各分科大学講座ノ種類及其数ニ関スル件）中改正ノ件（大正3年勅令第7号）
- 明治三十六年勅令第六十八号（京都帝国大学法科大学医科大学文科大学及理工科大学ノ講座ニ関スル件）中改正ノ件（大正3年勅令第8号）
- 神宮祭祀令（大正3年勅令第9号）
- 官国幣社以下神社祭祀令（大正3年勅令第10号）
- 海軍旗章令（大正3年勅令第11号） ※海軍旗章条例廃止
- 海軍礼砲令（大正3年勅令第12号） ※海軍礼砲条例廃止
- 海軍葬喪令中改正ノ件（大正3年勅令第13号）
- 台湾総督府税関官制中改正ノ件（大正3年勅令第14号）
- 海軍礼式令（大正3年勅令第15号）
- 明治三十九年勅令第二百六十七号（地方産業ニ関スル技師、技手並試験場、講習所、種畜場及輸出羽二重検査所職員ノ名称、待遇、任免及官等等級配当ノ件）中改正ノ件（大正3年勅令第16号）
- 明治三十九年勅令第二百六十八号（地方産業ニ関スル技師、技手並試験場、講習所、種畜場及輸出羽二重検査所職員ノ休職ニ関スル件）中改正ノ件（大正3年勅令第17号）
- 行政庁ヲシテ委嘱ニ依リ恩賜財団済生会ノ事務ヲ執行セシムルノ件（大正3年勅令第18号）
- 海軍高等武官進級条例中改正ノ件（大正3年勅令第19号）
- 明治三十七年勅令第二百四号（戦役ノタメ召集セラレ又ハ現役ヲ延期セラレタル海軍軍人ノ上官ニ任用進級セラレタル場合ニ於ケル服役期限ニ関スル件）廃止ノ件（大正3年勅令第20号）
- 大正二年勅令第十一号（潜水艇ニ依リテ勤務スル者ニ一時賜金給与ノ件）中改正ノ件（大正3年勅令第21号）
- 海軍兵備品会計規則中改正ノ件（大正3年勅令第22号）
- 海軍服制改正ノ件（大正3年勅令第23号）
- 海軍服装令（大正3年勅令第24号）
- 海軍給与令中改正ノ件（大正3年勅令第25号）
- 明治三十九年勅令第二百五十六号（関東州海軍区ニ関スル件）中改正ノ件（大正3年勅令第26号）
- 明治四十三年勅令第三百四号（旅順港ニ関スル件）中改正ノ件（大正3年勅令第27号）
- 旅順海軍工作部条例廃止ノ件（大正3年勅令第28号）
- 明治三十三年勅令第百五号（常設海軍軍法会議ニ於ケル主理録事定員ノ件）中改正ノ件（大正3年勅令第29号）
- 海軍監獄令中改正ノ件（大正3年勅令第30号）
- 海軍造兵廠条例中改正海軍下瀬火薬製造所条例廃止ノ件（大正3年勅令第31号）
- 運用術練習艦令中改正ノ件（大正3年勅令第32号）
- 明治四十五年勅令第五号（清国事変ニ関シ騒乱地方ニ派遣シタル海軍軍人軍属ニ対スル増給ノ件）廃止ノ件（大正3年勅令第33号）
- 砂糖消費税法施行規則中改正ノ件（大正3年勅令第34号）
- 関東州防禦営造物地帯令中改正ノ件（大正3年勅令第35号）
- 海軍機関学校条例改正海軍工機学校条例廃止ノ件（大正3年勅令第36号）
- 明治四十三年勅令第二百六十八号（陸海軍所属ノ判任文官及同待遇者ニ関スル件）中改正ノ件（大正3年勅令第37号）
- 判任官俸給令中改正ノ件（大正3年勅令第38号）
- 明治四十二年勅令第百七十三号（遠洋漁業奨励法ニ依リ奨励金ヲ下付スルコトヲ得ヘキ漁猟業ノ種類、船舶ノ噸数及魚猟場所ニ関スル制限並ニ漁猟職員ノ資格及定員ニ関スル件）改正ノ件（大正3年勅令第39号）
- 憲法第七十一条ニ依リ大正二年度一般会計所属予算ヲ大正三年度ニ於テ施行スルノ件（大正3年勅令第40号）
- 海軍給与令中改正ノ件（大正3年勅令第41号）
- 府県郡ニ於テ学校図書館ノ為ニ設クル基本財産又ハ積立金ニ関スル件（大正3年勅令第42号）
- 貴族院衆議院守衛定員及給与令中改正ノ件（大正3年勅令第43号）
- 文部省直轄諸学校官制中改正蚕業講習所官制廃止ノ件（大正3年勅令第44号）
- 文部省直轄諸学校職員定員令中改正ノ件（大正3年勅令第45号）
- 明治四十三年勅令第二百五十七号（文部省直轄医学専門学校附属医院職員ニ手当給与ノ件）改正ノ件（大正3年勅令第46号）
- 台湾総督府雇員傭員死歿傷痍疾病手当規則中改正ノ件（大正3年勅令第47号）
- 海軍採炭所官制中改正ノ件（大正3年勅令第48号）
- 海上衝突予防法ヲ朝鮮ニ施行スルノ件（大正3年勅令第49号）
- 朝鮮総督府海員審判所官制（大正3年勅令第50号）
- 明治三十一年勅令第一号（航路標識視察船商船学校所属航海練習船及海底電線布設乗組員ニ食卓料、航海日当支給ノ件）中改正ノ件（大正3年勅令第51号）
- 明治三十六年勅令第二百九十五号（小林区署職員服制）改正ノ件（大正3年勅令第52号）
- 大礼使官制廃止ノ件（大正3年勅令第53号）
- 大喪使官制（大正3年勅令第54号）
- 大正三年法律第三十号（執達吏規則中改正）及同第三十一号（執達吏手数料規則中改正）施行期日ノ件（大正3年勅令第55号）
- 明治二十三年勅令第二百六十号（判事検事裁判所書記及執達吏制服ノ件）中改正ノ件（大正3年勅令第56号）
- 朝鮮総督府中学校官制中改正ノ件（大正3年勅令第57号）
- 宅地租調査ノ事務ニ従事セシムルタメ台湾総督府ニ臨時職員ヲ置クノ件（大正3年勅令第58号）
- 戸口調査ノ事務ニ従事セシムルタメ台湾総督府ニ臨時職員ヲ置クノ件（大正3年勅令第59号）
- 台湾総督府国語学校官制中改正ノ件（大正3年勅令第60号）
- 台湾総督府医院官制中改正ノ件（大正3年勅令第61号）
- 台湾総督府図書館官制（大正3年勅令第62号）
- 樺太庁中学校官制中改正ノ件（大正3年勅令第63号）
- 高等官官等俸給令中改正ノ件（大正3年勅令第64号）
- 台湾総督府外国留学生規程（大正3年勅令第65号）
- 明治四十二年勅令第二百九十一号（台湾総督府地方庁ニ税務吏設置）中改正ノ件（大正3年勅令第66号）
- 陸軍将校分限令改正ノ件（大正3年勅令第67号）
- 陸軍准士官ノ身分取扱ニ関スル件（大正3年勅令第68号）
- 東京高等蚕糸学校長及京都高等蚕業学校長特別任用ノ件（大正3年勅令第69号）
- 朝鮮総督府税関官制中改正ノ件（大正3年勅令第70号）
- 関東都督府高等女学校官制中改正ノ件（大正3年勅令第71号）
- 大正三年勅令第三十九号（裁判所構成法中改正）中一部ニ関スル施行期日ノ件（大正3年勅令第72号）
- 高等官官等俸給令中改正ノ件（大正3年勅令第73号）
- 判事検事官等俸給令中改正ノ件（大正3年勅令第74号）
- 明治四十三年勅令第四百九号（朝鮮総督ノ指定スル官署ノ経費渡切ニ関スル件）中改正ノ件（大正3年勅令第75号）
- 臨時博覧会事務局官制（大正3年勅令第76号）
- 高等官官等俸給令中改正ノ件（大正3年勅令第77号）
- 輸出入植物取締法第七条及其罰則ニ関スル規定施行期日ノ件（大正3年勅令第78号）
- 平壌高等普通学校官制中改正ノ件（大正3年勅令第79号）
- 朝鮮総督府ノ警察官署及税関所属ノ船舶乗組員ニ食卓料ヲ給スル件（大正3年勅令第80号）
- 明治四十三年勅令第三百九十三号（朝鮮総督府所属光済号乗組員ニ給スル食卓料ニ関スル件）中改正ノ件（大正3年勅令第81号）
- 朝鮮総督府裁判所職員定員令中改正ノ件（大正3年勅令第82号）
- 台湾総督府中学校官制中改正ノ件（大正3年勅令第83号）
- 台湾総督府高等女学校官制中改正ノ件（大正3年勅令第84号）
- 巴奈馬太平洋万国博覧会ニ関スル物件ノ売買貸借及工事請負ハ随意契約ニ依ルコトヲ得ル件（大正3年勅令第85号）
- 臨時海軍建築部官制中改正ノ件（大正3年勅令第86号）
- 関東州土地調査令（大正3年勅令第87号）
- 土地調査事務ノ為関東都督府ニ臨時職員増置ノ件（大正3年勅令第88号）
- 関東都督府土地審査委員会規則（大正3年勅令第89号）
- 植物検査所官制（大正3年勅令第90号）
- 明治四十四年勅令第百号（山林局ノ事務ニ従事セシムルタメ農商務省ニ臨時職員設置）中改正ノ件（大正3年勅令第91号）
- 朝鮮総督府鉄道局官制中改正ノ件（大正3年勅令第92号）
- 高等官官等俸給令中改正ノ件（大正3年勅令第93号）
- 税関官制中改正ノ件（大正3年勅令第94号）
- 税務署官制中改正ノ件（大正3年勅令第95号）
- 朝鮮総督府女子高等普通学校官制（大正3年勅令第96号）
- 高等官官等俸給令中改正ノ件（大正3年勅令第97号）
- 明治四十四年勅令第二百五十九号（京城専修学校長等ノ特別任用ニ関スル件）中改正ノ件（大正3年勅令第98号）
- 海軍軍属文官従軍服制中改正ノ件（大正3年勅令第99号）
- 海軍監獄長海軍監獄看守長及海軍監獄看守服制改正ノ件（大正3年勅令第100号）
- 海軍警査服制中改正ノ件（大正3年勅令第101号）
- 明治三十九年第二百六十五号（関税定率法第九条第一項ニ依ル製造品ノ原料輸入税払戻ニ関スル件）中改正ノ件（大正3年勅令第102号）
- 明治三十九年第二百六十六号（関税定率法第九条第二項ニ依ル肥料ノ原料輸入税払戻ニ関スル件）中改正ノ件（大正3年勅令第103号）
- 大喪ニ丁リ恵沢ヲ施サムカ為特ニ減刑ヲ行フノ件特ニ減刑ヲ行フ件（減刑令）（大正3年勅令第104号）
- 鉄道院職員ノ療養ニ関スル件（大正3年勅令第105号）
- 船舶積量改測ノ為逓信省及逓信局ニ臨時職員ヲ置クノ件（大正3年勅令第106号）
- 明治四十四年勅令第八十二号（鉱床、林野及国有未墾地調査ノ事務ニ従事セシムルタメ朝鮮総督府ニ臨時職員設置）中改正ノ件（大正3年勅令第107号）
- 北海道会議員選挙令中改正ノ件（大正3年勅令第108号）
- 司法省官制中改正ノ件（大正3年勅令第109号）
- 大正三年度歳出予算中第一予備金ヲ以テ補充シ得ヘキ費途ノ件（大正3年勅令第110号）
- 大喪儀ノ用ニ供シタル建造物及其ノ附属物ノ譲与ニ関スル件（大正3年勅令第111号）
- 徴発事務条例中改正ノ件（大正3年勅令第112号）
- 蚕業試験場官制（大正3年勅令第113号）
- 朝鮮総督府逓信官署官制中改正ノ件（大正3年勅令第114号）
- 朝鮮総督府営林廠官制中改正ノ件（大正3年勅令第115号）
- 朝鮮総督府医院官制中改正ノ件（大正3年勅令第116号）
- 朝鮮総督府営林廠ノ現業ニ従事スル判任官及雇員ノ手当ニ関スル件（大正3年勅令第117号）
- 神宮伶人服制（大正3年勅令第118号）
- 町村行政ニ関シ主務大臣許可ノ職権ヲ県知事ニ委任スルノ件（大正3年勅令第119号）
- 北海道町村行政ニ関シ主務大臣ノ職権ヲ北海道庁長官ニ委任スルノ件（大正3年勅令第120号）
- 戸籍法、寄留法、大正三年法律第二十八号（明治三十八年法律第六十二号（戸主ニアラサル者爵ヲ授ケラレタル場合ニ関スル件）中改正）、同第二十九号（明治四十三年法律第三十九号（皇族ヨリ臣籍ニ入リタル者及婚嫁ニ因リ臣籍ヨリ出テ皇族ト為リタル者ノ戸籍ニ関スル件）中改正）施行期日ノ件（大正3年勅令第121号）
- 文部省官制中改正ノ件（大正3年勅令第122号）
- 文部省直轄諸学校官制中改正ノ件（大正3年勅令第123号）
- 文部省直轄諸学校ノ名誉教授ニ関スル件（大正3年勅令第124号）
- 防務会議規則（大正3年勅令第125号）
- 台湾総督府工業講習所官制（大正3年勅令第126号）
- 高等官官等俸給令中改正ノ件（大正3年勅令第127号）
- 大正三年法律第三十五号（府県制中改正）施行期日ノ件（大正3年勅令第128号）
- 明治三十二年勅令第二百八十五号（市部会郡部会等ノ特例ニ関スル件）中改正ノ件（大正3年勅令第129号）
- 明治三十二年勅令第二百二十七号（島嶼ノ府県会議員選挙人名簿ニ関スル件）中改正ノ件（大正3年勅令第130号）
- 明治三十九年勅令第百九十一号（沖縄県国有林野特別処分ニ関スル件）中改正ノ件（大正3年勅令第131号）
- 朝鮮総督府勧業模範場官制中改正ノ件（大正3年勅令第132号）
- 朝鮮総督府地方官官制中改正ノ件（大正3年勅令第133号）
- 高等官官等俸給令中改正ノ件（大正3年勅令第134号）
- 台湾総督府ニ於ケル種畜ノ売買及貸渡ニ関スル随意契約ノ件（大正3年勅令第135号）
- 台湾総督府民政部通信局及台湾総督府郵便官署ノ現金受払ニ関スル件（大正3年勅令第136号）
- 取引所令（大正3年勅令第137号）
- 朝鮮総督府税関官制中改正ノ件（大正3年勅令第138号）
- 明治三十五年勅令第十一号（陸軍武官官等表）中改正ノ件（大正3年勅令第139号）
- 陸軍武官進級令中改正ノ件（大正3年勅令第140号）
- 府県行政及郡行政ニ関シ主務大臣ノ許可ヲ要セサル事項ニ関スル件（大正3年勅令第141号）
- 教育調査会官制中改正ノ件（大正3年勅令第142号）
- 鉄道院職員服制中改正ノ件（大正3年勅令第143号）
- 明治三十九年勅令第百三十三号（北海道地方費ヨリ給料給与ヲ受クル吏員職員ノ退隠料退職給与金遺族扶助料支給規定ニ関スル件）中改正ノ件（大正3年勅令第144号）
- 明治三十年勅令第二百九号（京都帝国大学ニ関スル件）中改正ノ件（大正3年勅令第145号）
- 明治三十六年勅令第六十八号（京都帝国大学法科大学医科大学文科大学及理工科大学講座ノ種類及其数ニ関スル件）中改正ノ件（大正3年勅令第146号）
- 朝鮮総督府医院官制中改正ノ件（大正3年勅令第147号）
- 台湾総督府官制中改正ノ件（大正3年勅令第148号）
- 台湾総督府地方官官制中改正ノ件（大正3年勅令第149号）
- 台湾総督府研究所官制中改正ノ件（大正3年勅令第150号）
- 明治四十四年勅令第三十三号（樺太ニ於ケル漁業組合ニ関スル件）中改正ノ件（大正3年勅令第151号）
- 大喪使官制廃止ノ件（大正3年勅令第152号）
- 間接国税犯則者処分法施行規則中改正ノ件（大正3年勅令第153号）
- 明治三十二年勅令第三百四十二号（開港及開港ニ於テ輸出スヘキ貨物ノ指定ニ関スル件）中改正ノ件（大正3年勅令第154号）
- 海軍予備員条例中改正ノ件（大正3年勅令第155号）
- 海軍給与令中改正ノ件（大正3年勅令第156号）
- 請願ニ依ル消防手及消防員配置ニ関スル件（大正3年勅令第157号）
- 美術審査委員会官制中改正ノ件（大正3年勅令第158号）
- 駅屯土特別処分令中改正ノ件（大正3年勅令第159号）
- 売薬法施行期日ノ件（大正3年勅令第160号）
- 北海道庁官制中改正ノ件（大正3年勅令第161号）
- 陸軍給与令中改正ノ件（大正3年勅令第162号）
- 独逸帝国船舶拿捕免除ニ関スル件（大正3年勅令第163号）
- 陸軍軍属従軍服制改正ノ件（大正3年勅令第164号）
- 林区署官制中改正ノ件（大正3年勅令第165号）
- 東京帝国大学官制中改正ノ件（大正3年勅令第166号）
- 京都帝国大学官制中改正ノ件（大正3年勅令第167号）
- 東北帝国大学官制中改正ノ件（大正3年勅令第168号）
- 九州帝国大学官制中改正ノ件（大正3年勅令第169号）
- 文部省直轄諸学校職員定員令中改正ノ件（大正3年勅令第170号）
- 明治二十六年勅令第九十三号（東京帝国大学各分科大学講座ノ種類及其数ニ関スル件）中改正ノ件（大正3年勅令第171号）
- 明治四十四年勅令第四十八号（九州帝国大学工科大学ノ講座ニ関スル件）中改正ノ件（大正3年勅令第172号）
- 明治三十八年勅令第百五十九号（地租条例第四条第一項第一号及第二号ニ依ル公共団体及期間指定ノ件）中改正ノ件（大正3年勅令第173号）
- 捕獲審検所及高等捕獲審検所開設ニ関スル件（大正3年勅令第174号）
- 大正二年勅令第九号（軍用ノ飛行機又ハ気球ニ乗シ航空演習ニ従事スル者ニ一時賜金ヲ給与スル件）中改正ノ件（大正3年勅令第175号）
- 陸軍武官進級令中改正ノ件（大正3年勅令第176号）
- 陸軍予備後備武官進級令中改正ノ件（大正3年勅令第177号）
- 海軍高等武官補充条例中改正ノ件（大正3年勅令第178号）
- 海軍高等武官進級条例中改正ノ件（大正3年勅令第179号）
- 海軍准士官下士任用進級条例中改正ノ件（大正3年勅令第180号）
- 海軍高等武官准士官服役令中改正ノ件（大正3年勅令第181号）
- 海軍下士卒各服役例中改正ノ件（大正3年勅令第182号）
- 戸籍手数料規則（大正3年勅令第183号）
- 明治三十年勅令第三百九十五号（北海道庁支庁名称位置及管轄区域表）中改正ノ件（大正3年勅令第184号）
- 神社奉祀調査会官制中改正ノ件（大正3年勅令第185号）
- 帝国議会議長副議長議員歳費及旅費支給規則中改正ノ件（大正3年勅令第186号）
- 大正三年法律第四十三号（輸入税率等ノ特例ニ関スル件）ヲ台湾及樺太ニ施行スルノ件（大正3年勅令第187号）
- 捕獲審検令中改正ノ件（大正3年勅令第188号）
- 戦時海上保険補償法施行ニ関スル件（大正3年勅令第189号）
- 警視庁消防手ノ休職ニ関スル件（大正3年勅令第190号）
- 台湾総督府鉄道部官制中改正ノ件（大正3年勅令第191号）
- 俘虜情報局官制（大正3年勅令第192号）
- 大正二年勅令第七十五号（鉄道院職員定員）中改正ノ件（大正3年勅令第193号）
- 官国幣社及神宮神部署神職任用令中改正ノ件（大正3年勅令第194号）
- 官国幣社以下神社遷座祭ニ於テ前行ノ所役ヲ務ムル者ノ服制ニ関スル件（大正3年勅令第195号）
- 戦時海上保険補償ニ関スル臨時職員増置ノ件（大正3年勅令第196号）
- 漁業取締ニ関スル臨時職員設置ノ件（大正3年勅令第197号）
- 海軍高等武官補充条例中改正ノ件（大正3年勅令第198号）
- 海軍准士官下士任用進級条例中改正ノ件（大正3年勅令第199号）
- 輸出又ハ移出スル売薬ノ取締ニ関スル件（大正3年勅令第200号）
- 花莚検査規則中改正ノ件（大正3年勅令第201号）
- 戦時ニ於ケル待命在外公館職員等ノ身分及給与ニ関スル件（大正3年勅令第202号）
- 陸軍戦時給与規則中改正ノ件（大正3年勅令第203号）
- 船舶登記規則中改正ノ件（大正3年勅令第204号）
- 公立学校職員俸給令中改正ノ件（大正3年勅令第205号）
- 陸軍補充令中改正ノ件（大正3年勅令第206号）
- 各省官制通則中改正ノ件（大正3年勅令第207号）
- 外務省官制中改正ノ件（大正3年勅令第208号）
- 内務省官制中改正ノ件（大正3年勅令第209号）
- 大蔵省官制中改正ノ件（大正3年勅令第210号）
- 陸軍省官制中改正ノ件（大正3年勅令第211号）
- 海軍省官制中改正ノ件（大正3年勅令第212号）
- 司法省官制中改正ノ件（大正3年勅令第213号）
- 文部省官制中改正ノ件（大正3年勅令第214号）
- 農商務省官制中改正ノ件（大正3年勅令第215号）
- 逓信省官制中改正ノ件（大正3年勅令第216号）
- 高等官官等俸給令中改正ノ件（大正3年勅令第217号）
- 大正二年勅令第二百六十二号（任用分限又ハ官等ノ初叙陞叙ノ規定ヲ適用セサル文官ニ関スル件）中改正ノ件（大正3年勅令第218号）
- 輸出入植物取締法施行期日ノ件（大正3年勅令第219号）
- 輸出入植物取締法ニ依リ検査ヲ行フ海港指定ノ件（大正3年勅令第220号）
- 伝染病研究所官制中改正ノ件（大正3年勅令第221号）
- 文部省官制中改正ノ件（大正3年勅令第222号）
- 高等官官等俸給令中改正（大正3年勅令第223号）
- 大正三年法律第二十一号（登録税法中改正）施行期日ノ件（大正3年勅令第224号）
- 登録税法施行規則中改正ノ件（大正3年勅令第225号）
- 寄留手続令（大正3年勅令第226号）
- 地方逓信官署官制中改正ノ件（大正3年勅令第227号）
- 明治四十一年勅令第百三十七号（在外指定学校職員退隠料及遺族扶助料法中主務大臣及領事官ノ管掌ニ属スル事項ノ件）中改正ノ件（大正3年勅令第228号）
- 営業税法施行規則改正ノ件（大正3年勅令第229号）
- 戦時事変ノ際ニ於ケル文部省外国留学生等ノ定員ニ関スル件（大正3年勅令第230号）
- 明治三十九年勅令第三十二号（臨時行賞事務ニ関スル職員ノ件）中改正ノ件（大正3年勅令第231号）
- 内務省官制中改正ノ件（大正3年勅令第232号）
- 衛生試験所官制中改正ノ件（大正3年勅令第233号）
- 大蔵省官制中改正ノ件（大正3年勅令第234号）
- 明治四十三年勅令第二百三十六号（海外ニ於ケル財務処理ノタメ大蔵省ニ臨時職員増置ノ件）中改正ノ件（大正3年勅令第235号）
- 造幣局官制中改正ノ件（大正3年勅令第236号）
- 専売局官制中改正ノ件（大正3年勅令第237号）
- 税関官制中改正ノ件（大正3年勅令第238号）
- 税務監督局官制中改正ノ件（大正3年勅令第239号）
- 税務署官制中改正ノ件（大正3年勅令第240号）
- 司法省官制中改正ノ件（大正3年勅令第241号）
- 監獄官制中改正ノ件（大正3年勅令第242号）
- 逓信省官制中改正ノ件（大正3年勅令第243号）
- 為替貯金局官制中改正ノ件（大正3年勅令第244号）
- 地方逓信官署官制中改正ノ件（大正3年勅令第245号）
- 明治四十三年勅令第百十三号（会計検査院勅任検査官、書記及技手ノ定員ニ関スル件）中改正ノ件（大正3年勅令第246号）
- 明治二十三年勅令第百十一号（行政裁判所評定官ノ員数並書記ノ員数及職務ノ件）中改正ノ件（大正3年勅令第247号）
- 警視庁官制中改正ノ件（大正3年勅令第248号）
- 北海道庁官制中改正ノ件（大正3年勅令第249号）
- 地方官官制中改正ノ件（大正3年勅令第250号）
- 明治四十年勅令第九十九号（港務部設置ノ件）中改正ノ件（大正3年勅令第251号）
- 大阪市消防規程中改正ノ件（大正3年勅令第252号）
- 高等官官等俸給令中改正ノ件（大正3年勅令第253号）
- 樺太庁官制中改正ノ件（大正3年勅令第254号）
- 樺太庁郵便局官制中改正ノ件（大正3年勅令第255号）
- 高等官官等俸給令中改正ノ件（大正3年勅令第256号）
- 臨時陸軍検疫所官制（大正3年勅令第257号）
- 帝国学士院会員ノ待遇ニ関スル件（大正3年勅令第258号）
- 教育基金令改正ノ件（大正3年勅令第259号）
- 逓信省部内ノ官吏ニシテ戦時ニ際シ所属部局以外ニ於テ臨時逓信ノ事務ニ従事シ又ハ陸海軍特設ノ事務ニ従事シタル者ノ復帰ニ関スル件（大正3年勅令第260号）
- 海軍給与令中改正ノ件（大正3年勅令第261号）
- 帝国議会議長副議長議員歳費及旅費支給規則中改正ノ件（大正3年勅令第262号）
- 大正四年度ニ於テ前年度予算ヲ施行スル件（大正3年勅令第263号）
- 山東省ニ駐箚スル陸軍部隊及之ニ属スル軍人軍属ノ給与ニ関スル件（大正3年勅令第264号）

## 大正4年
- 明治四十四年ヨリ大正三年ニ至ル間ニ於テ台湾蕃匪討伐ニ従事シ功労アル者ニ明治二十八年勅令第百十五号準用スルノ件（大正4年勅令第1号）
- 米価調節ニ関スル件（大正4年勅令第2号）
- 公立学校職員分限令（大正4年勅令第3号）
- 専売塩特別定価売渡及交付金下付規則中改正ノ件（大正4年勅令第4号）
- 取引所令中改正ノ件（大正4年勅令第5号）
- 郵便官署ヲシテ歳入金ノ受入及歳出金ノ繰替払渡ニ関スル事務ヲ取扱ハシムルノ件（大正4年勅令第6号）
- 台湾公立中学校官制（大正4年勅令第7号）
- 高等官官等俸給令中改正ノ件（大正4年勅令第8号）
- 台湾総督府国語学校長、台湾総督府中学校長及台湾総督府高等女学校長特別任用令中改正ノ件（大正4年勅令第9号）
- 山東省及南洋群島ニ在勤スル海軍軍人軍属ニ加俸支給ノ件（大正4年勅令第10号）
- 衆議院議員選挙資格ニ関スル件（大正4年勅令第11号）
- 曽木発電所等ノ売払貸付ハ随意契約ニ依ルヲ得ルノ件（大正4年勅令第12号）
- 神宮神部署職員及神宮衛士長衛士副長衛士並官国幣社職員ノ休職ニ関スル件（大正4年勅令第13号）
- 為替貯金局官制中改正ノ件（大正4年勅令第14号）
- 地方逓信官署官制中改正ノ件（大正4年勅令第15号）
- 台湾総督府官制中改正ノ件（大正4年勅令第16号）
- 明治四十三年勅令第二百三十号（台湾総督府移民事務臨時職員設置）中改正ノ件（大正4年勅令第17号）
- 台湾総督府鉄道部官制中改正ノ件（大正4年勅令第18号）
- 臨時台湾総督府工事部官制中改正ノ件（大正4年勅令第19号）
- 台湾総督府専売局官制中改正ノ件（大正4年勅令第20号）
- 台湾総督府税関官制中改正ノ件（大正4年勅令第21号）
- 台湾総督府郵便局官制中改正ノ件（大正4年勅令第22号）
- 台湾総督府監獄官制中改正ノ件（大正4年勅令第23号）
- 台湾総督府作業所官制中改正ノ件（大正4年勅令第24号）
- 台湾総督府阿里山作業所官制中改正ノ件（大正4年勅令第25号）
- 台湾総督府地方官官制中改正ノ件（大正4年勅令第26号）
- 明治四十二年勅令第二百九十一号（台湾総督府地方庁ニ税務吏設置）中改正ノ件（大正4年勅令第27号）
- 明治三十六年勅令第二百八十三号（勧業債券及興業債券ヲ会計規則第六十九条及第百三条ノ保証金ニ使用スルヲ得ル件）中改正ノ件（大正4年勅令第28号）
- 高等官官等俸給令中改正ノ件（大正4年勅令第29号）
- 明治三十七年勅令第二十三号（戦時又ハ事変ニ際シ官吏ニ非スシテ陸軍ノ事務ニ従事スル者ノ待遇ノ件）中改正ノ件（大正4年勅令第30号）
- 皇族附陸軍武官官制中改正ノ件（大正4年勅令第31号）
- 海軍採炭所官制中改正ノ件（大正4年勅令第32号）
- 海軍煉炭製造所条例中改正ノ件（大正4年勅令第33号）
- 明治三十七年勅令第五十一号（戦時又ハ事変ニ際シ官吏ニ非スシテ海軍ノ事務ニ従事スノ者ノ待遇ノ件）中改正ノ件（大正4年勅令第34号）
- 巡査看守療治料、給助料及弔祭料給与令中改正ノ件（大正4年勅令第35号）
- 明治三十八年勅令第百六十六号（郵便貯金利子割合ノ件）中改正ノ件（大正4年勅令第36号）
- 朝鮮総督府警察官署官制中改正ノ件（大正4年勅令第37号）
- 朝鮮総督府鉄道局官制中改正ノ件（大正4年勅令第38号）
- 朝鮮総督府逓信官署官制中改正ノ件（大正4年勅令第39号）
- 朝鮮総督府平壌鉱業所官制中改正ノ件（大正4年勅令第40号）
- 朝鮮総督府中学校官制中改正ノ件（大正4年勅令第41号）
- 京城高等普通学校官制中改正ノ件（大正4年勅令第42号）
- 平壌高等普通学校官制中改正ノ件（大正4年勅令第43号）
- 朝鮮総督府女子高等普通学校官制中改正ノ件（大正4年勅令第44号）
- 朝鮮総督府裁判所職員定員令中改正ノ件（大正4年勅令第45号）
- 大正三年勅令第五十八号（宅地租調査ノ事務ニ従事セシムルタメ台湾総督府ニ臨時職員設置）中改正ノ件（大正4年勅令第46号）
- 専売局作業会計規則中改正ノ件（大正4年勅令第47号）
- 海軍給与令中改正ノ件（大正4年勅令第48号）
- 海軍現役軍人結婚条例中改正ノ件（大正4年勅令第49号）
- 陸軍ノ戦時編制上特ニ配属セラレタル従卒及馬卒ノ服制ニ関スル件（大正4年勅令第50号）
- 大礼使官制（大正4年勅令第51号）
- 地方森林会規則中改正ノ件（大正4年勅令第52号）
- 陸軍給与中改正ノ件（大正4年勅令第53号）
- 大正二年勅令第六号（関東州内ニ設立スル重要物産取引市場ニ関スル件）中改正ノ件（大正4年勅令第54号）
- 樺太庁及所属官署職員ノ俸給、給料、手当及宿料前金渡ノ件（大正4年勅令第55号）
- 度量衡器又ハ計量器ノ比較検査手数料ニ関スル件（大正4年勅令第56号）
- 明治神宮造営局官制（大正4年勅令第57号）
- 神社奉祀調査会官制廃止ノ件（大正4年勅令第58号）
- 高等官官等俸給令中改正ノ件（大正4年勅令第59号）
- 朝鮮総督府官制中改正ノ件（大正4年勅令第60号）
- 朝鮮総督府道地方土地調査委員会官制中改正ノ件（大正4年勅令第61号）
- 朝鮮総督府中枢院官制中改正ノ件（大正4年勅令第62号）
- 朝鮮総督府逓信官署官制中改正ノ件（大正4年勅令第63号）
- 朝鮮総督府臨時土地調査局官制中改正ノ件（大正4年勅令第64号）
- 朝鮮総督府中央試験所官制中改正ノ件（大正4年勅令第65号）
- 朝鮮総督府地方官官制中改正ノ件（大正4年勅令第66号）
- 高等官官等俸給令中改正ノ件（大正4年勅令第67号）
- 大正元年勅令第四十八号（朝鮮総督府書記官及事務官ノ特別任用ニ関スル件）中改正ノ件（大正4年勅令第68号）
- 朝鮮総督府逓信官署職員特別任用令（大正4年勅令第69号）
- 朝鮮総督府臨時土地調査局職員特別任用令中改正ノ件（大正4年勅令第70号）
- 朝鮮総督府地方庁職員特別任用令（大正4年勅令第71号）
- 朝鮮ニ於ケル官立公立学校ノ訓導又ハ副訓導ノ休職ニ関スル件（大正4年勅令第72号）
- 関東州及南満洲鉄道附属地ニ於ケル戒厳及徴発ニ関スル件（大正4年勅令第73号）
- 臨時海軍建築部官制中改正ノ件（大正4年勅令第74号）
- 高等官官等俸給令中改正ノ件（大正4年勅令第75号）
- 大正四年度歳出予算中第一予備金ヲ以テ補充シ得ヘキ費途ノ件（大正4年勅令第76号）
- 明治神宮造営局主事特別任用ニ関スル件（大正4年勅令第77号）
- 樺太庁及其ノ所属官署ニ於ケル物件ノ売買及貸渡ニ関スル随意契約ノ件（大正4年勅令第78号）
- 大正三年法律第三十二号（耕地整理法中改正）施行期日ノ件（大正4年勅令第79号）
- 耕地整理登記令中改正ノ件（大正4年勅令第80号）
- 監獄官制中改正ノ件（大正4年勅令第81号）
- 明治四十四年勅令第二百四十一号（市税及町村税ノ賦課ニ関スル件）中改正ノ件（大正4年勅令第82号）
- 台湾官有森林原野及産物特別処分令中改正ノ件（大正4年勅令第83号）
- 明治四十四年勅令第百号（農商務省ニ臨時職員設置）中改正ノ件（大正4年勅令第84号）
- 特許局ニ臨時職員設置スルノ件（大正4年勅令第85号）
- 樺太ニ於ケル土地及森林原野ノ産物ノ無償貸付又ハ譲与ニ関スル件（大正4年勅令第86号）
- 樺太庁経費渡切ニ関スル件（大正4年勅令第87号）
- 産業組合法ヲ樺太ニ施行スルノ件（大正4年勅令第88号）
- 警視庁官制中改正ノ件（大正4年勅令第89号）
- 地方官官制中改正ノ件（大正4年勅令第90号）
- 警視庁職員特別任用令中改正ノ件（大正4年勅令第91号）
- 明治三十二年勅令第三号（警視特別任用ニ関スル件）中改正ノ件（大正4年勅令第92号）
- 明治四十三年勅令第四百三号（朝鮮人タル文官ノ分限及給与ニ関スル件）中改正ノ件（大正4年勅令第93号）
- 樺太庁郵便局官制中改正ノ件（大正4年勅令第94号）
- 樺太庁郵便局ノ取扱ニ係ル歳入金歳出金及歳入歳出外現金ノ交互振替及繰替ニ関スル件（大正4年勅令第95号）
- 海軍省所管船舶豊橋丸及其附属物件ノ売払ハ随意契約ニ依ルコトヲ得ルノ件（大正4年勅令第96号）
- 鉄道院官制中改正ノ件（大正4年勅令第97号）
- 大正二年勅令第七十五号（鉄道院職員定員）中改正ノ件（大正4年勅令第98号）
- 高等官官等俸給令中改正ノ件（大正4年勅令第99号）
- 朝鮮総督府中央試験所官制中改正ノ件（大正4年勅令第100号）
- 樺太ノ郡町村編制ニ関スル件（大正4年勅令第101号）
- 大正三年法律第十六号ニ依ル肺結核療養所国庫補助等ニ関スル件（大正4年勅令第102号）
- 明治二十二年勅令第百二十一号（旅費其外概算渡前金渡ノ件）中改正ノ件（大正4年勅令第103号）
- 内務省官制中改正ノ件（大正4年勅令第104号）
- 高等官官等俸給令中改正ノ件（大正4年勅令第105号）
- 樺太漁業令中改正ノ件（大正4年勅令第106号）
- 朝鮮総督府営林廠官制中改正ノ件（大正4年勅令第107号）
- 即位礼及大嘗祭ヲ行フ当日神宮ニ於テ行フヘキ祭祀ニ関スル件（大正4年勅令第108号）
- 即位礼及大嘗祭ノ当日官国幣社以下神社ニ於テ行フヘキ祭祀ニ関スル件（大正4年勅令第109号）
- 在外公館職員定員令中改正ノ件（大正4年勅令第110号）
- 在外公館使用条例中改正ノ件（大正4年勅令第111号）
- 東北帝国大学官制中改正ノ件（大正4年勅令第112号）
- 高等官官等俸給令中改正ノ件（大正4年勅令第113号）
- 東北帝国大学医科大学附属医院職員ニ手当給与ノ件（大正4年勅令第114号）
- 東北帝国大学医科大学ノ講座ニ関スル件（大正4年勅令第115号）
- 明治四十年勅令第二百四十号（東北帝国大学農科大学ノ講座ニ関スル件）中改正ノ件（大正4年勅令第116号）
- 朝鮮総督府地方官官制中改正ノ件（大正4年勅令第117号）
- 大正二年勅令第三百号（蔗苗養成ニ関スル事務ニ従事セシムルタメ台湾総督府ニ臨時職員設置）中改正ノ件（大正4年勅令第118号）
- 蔗苗検査ノ事務ニ従事セシムル為台湾総督府ニ臨時職員ヲ置クノ件（大正4年勅令第119号）
- 大正三年勅令第五十九号（戸口調査ノ事務ニ従事セシムルタメ台湾総督府ニ臨時職員設置）中改正ノ件（大正4年勅令第120号）
- 台湾総督府国語学校官制中改正ノ件（大正4年勅令第121号）
- 台湾総督府中学校官制中改正ノ件（大正4年勅令第122号）
- 台湾総督府高等女学校官制中改正ノ件（大正4年勅令第123号）
- 明治十五年勅令第十五号（陸軍省臨時職員増置）中改正ノ件（大正4年勅令第124号）
- 清酒防腐剤又ハ其ノ原料ノ買入等ニ関スル随意契約ノ件（大正4年勅令第125号）
- 台湾総督府税関官制中改正ノ件（大正4年勅令第126号）
- 台湾総督府医院官制中改正ノ件（大正4年勅令第127号）
- 台湾総督府郵便局官制中改正ノ件（大正4年勅令第128号）
- 台湾総督府官制中改正ノ件（大正4年勅令第129号）
- 台湾総督府専売局官制中改正ノ件（大正4年勅令第130号）
- 台湾総督府営林局官制（大正4年勅令第131号）
- 台湾総督府地方官官制中改正ノ件（大正4年勅令第132号）
- 明治四十二年勅令第二百九十一号（台湾総督府地方庁ニ税務吏設置）中改正ノ件（大正4年勅令第133号）
- 高等官官等俸給令中改正ノ件（大正4年勅令第134号）
- 台湾総督府蕃務警視特別任用ニ関スル件（大正4年勅令第135号）
- 外交官及領事官官制中改正ノ件（大正4年勅令第136号）
- 陸軍省ニ行賞事務ニ関スル職員臨時増置ノ件（大正4年勅令第137号）
- 海軍省ニ行賞事務ニ関スル職員臨時増置ノ件（大正4年勅令第138号）
- 為替貯金局官制中改正ノ件（大正4年勅令第139号）
- 地方逓信官署官制中改正ノ件（大正4年勅令第140号）
- 高等官官等俸給令中改正ノ件（大正4年勅令第141号）
- 開港閉鎖ノ規定ノ適用ニ関スル件（大正4年勅令第142号）
- 高等官官等俸給令中改正ノ件（大正4年勅令第143号）
- 大正四年法律第二十号（日本勧業銀行法中改正）、同二十一号（北海道拓殖銀行法中改正）及同第二十二号（農工銀行法中改正）施行期日ノ件（大正4年勅令第144号）
- 畜産組合法施行期日ノ件（大正4年勅令第145号）
- 明治四十年勅令第九十九号（港務部設置ノ件）中改正ノ件（大正4年勅令第146号）
- 内務省ニ染料医薬品製造奨励法施行ニ関スル事務ニ従事スル臨時職員設置ノ件（大正4年勅令第147号）
- 農商務省官制中改正ノ件（大正4年勅令第148号）
- 農商務省ニ染料医薬品製造奨励法施行ニ関スル事務ニ従事スル臨時職員設置ノ件（大正4年勅令第149号）
- 高等官官等俸給令中改正ノ件（大正4年勅令第150号）
- 大蔵省官制中改正ノ件（大正4年勅令第151号）
- 帝国大学名誉教授及文部省直轄諸学校名誉教授ノ待遇ニ関スル件（大正4年勅令第152号）
- 高等官官等俸給令中改正ノ件（大正4年勅令第153号）
- 大礼記念章制定ノ件（大正4年勅令第154号） - 大礼記念章制定ノ件 - e-Gov法令検索
- 明治三十五年勅令第十一号（陸軍武官官等表）中改正ノ件（大正4年勅令第155号）
- 大礼供奉近衛騎兵服制（大正4年勅令第156号）
- 大礼供奉近衛騎兵将校馬具制（大正4年勅令第157号）
- 明治三十八年勅令第百六十六号（郵便貯金利子割合）中改正ノ件（大正4年勅令第158号）
- 会計検査院事務章程中改正ノ件（大正4年勅令第159号）
- 明治四十三年勅令第四百三十八号（警察官吏及消防官吏ノ功労記章ニ関スル件）中改正ノ件（大正4年勅令第160号）
- 大礼ニ関スル休日ノ件（大正4年勅令第161号）
- 海軍技術本部令（大正4年勅令第162号）
- 海軍艦政部令（大正4年勅令第163号）
- 海軍造兵廠条例中改正ノ件（大正4年勅令第164号）
- 造船造兵監督官条例中改正ノ件（大正4年勅令第165号）
- 海軍艦型試験所条例中改正ノ件（大正4年勅令第166号）
- 海軍採炭所官制中改正ノ件（大正4年勅令第167号）
- 海軍煉炭製造所条例中改正ノ件（大正4年勅令第168号）
- 海軍工廠条例中改正ノ件（大正4年勅令第169号）
- 明治四十五年勅令第十七号（臨時海軍艦政本部海軍造兵廠海軍艦型試験所海軍工廠海軍経理部並ニ臨時海軍建築部及支部ニ技師及技手設置）中改正ノ件（大正4年勅令第170号）
- 台湾総督府警察官服制中改正ノ件（大正4年勅令第171号）
- 明治三十六年勅令第百四十二号（樟脳、樟脳油ノ輸出又ハ輸送ヲ為スコトヲ得ヘキ港湾指定）中改正ノ件（大正4年勅令第172号）
- 大正二年勅令第二百八十二号（台湾総督府阿里山作業所木材及ヒ製品売払代金延納ニ関スル件）中改正ノ件（大正4年勅令第173号）
- 明治四十年勅令第二百三十六号（東北帝国大学ニ関スル件）中改正ノ件（大正4年勅令第174号）
- 関東州防禦営造物地帯令中改正ノ件（大正4年勅令第175号）
- 大正四年法律第二十三号（貯蓄銀行条例中改正ノ件）施行期日ノ件（大正4年勅令第176号）
- 無尽業法施行期日ノ件（大正4年勅令第177号）
- 無尽業法第二十九条ニ依リ主務大臣ノ職権ニ属スル事項ヲ地方長官ヲシテ行ハシムルノ件（大正4年勅令第178号）
- 米価調節調査会官制（大正4年勅令第179号）
- 朝鮮総督府高等土地調査委員会官制中改正ノ件（大正4年勅令第180号）
- 伝染病研究所官制中改正ノ件（大正4年勅令第181号）
- 染料医薬品製造奨励法施行期日ノ件（大正4年勅令第182号）
- 染料医薬品製造奨励法施行令（大正4年勅令第183号）
- 帝国鉄道会計規則中改正ノ件（大正4年勅令第184号）
- 無線電信法施行期日ノ件（大正4年勅令第185号）
- 無線電信法ヲ朝鮮、台湾及樺太ニ施行スルノ件（大正4年勅令第186号）
- 明治三十九年勅令第二百二十九号（関東都督府ニ於ケル郵便電信及電話ノ業務ニ関シ規定準用ノ件）中改正ノ件（大正4年勅令第187号）
- 大礼使旅費規則（大正4年勅令第188号）
- 海軍礼式令中改正ノ件（大正4年勅令第189号）
- 海軍礼砲令中改正ノ件（大正4年勅令第190号）
- 海軍服制中改正ノ件（大正4年勅令第191号）
- 海軍服装令中改正ノ件（大正4年勅令第192号）
- 海軍旗章令中改正ノ件（大正4年勅令第193号）
- 陸軍服制中改正ノ件（大正4年勅令第194号）
- 東京帝国大学官制中改正ノ件（大正4年勅令第195号）
- 鉄道用品製作ノ監督事務ノタメ外国ニ駐在スル鉄道院官吏ニ手当給与ノ件（大正4年勅令第196号）
- 陸軍補充令中改正ノ件（大正4年勅令第197号）
- 海軍予備員条例中改正ノ件（大正4年勅令第198号）
- 官国幣社以下神社祭祀令中改正ノ件（大正4年勅令第199号）
- 明治二十七年勅令第二十二号（府社県社以下神社ノ神職ニ関スル件）中改正ノ件（大正4年勅令第200号）
- 明治二十三年勅令第九十八号（文官判任官以上ノ者退官賜金ノ件）中改正ノ件（大正4年勅令第201号）
- 鉄道院職員服制改正ノ件（大正4年勅令第202号）
- 大正三四年従軍記章令（大正4年勅令第203号）
- 大正三四年戦役ニ関スル一時賜金ノ交付ニ関スル件（大正4年勅令第204号）
- 減刑ニ関スル件（大正4年勅令第205号）
- 懲戒又ハ懲罰ノ免除ニ関スル件（大正4年勅令第206号）
- 出納官吏弁償責任ノ免除ニ関スル件（大正4年勅令第207号）
- 明治三十九年勅令第二百六十五号（関税定率法第九条第一項ニ依ル製造品ノ原料輸入税払戻ニ関スル件）中改正ノ件（大正4年勅令第208号）
- 明治三十九年勅令第二百六十六号（関税定率法第九条第二項ニ依ル肥料ノ原料輸入税払戻ニ関スル件）中改正ノ件（大正4年勅令第209号）
- 九州帝国大学官制中改正ノ件（大正4年勅令第210号）
- 明治四十四年勅令第四十八号（九州帝国大学工科大学ノ講座ニ関スル件）中改正ノ件（大正4年勅令第211号）
- 台湾島及澎湖島駐箚陸軍部隊給与規則中改正ノ件（大正4年勅令第212号）
- 清国駐箚陸軍部隊給与令中改正ノ件（大正4年勅令第213号）
- 朝鮮総督府裁判所職員定員令中改正ノ件（大正4年勅令第214号）
- 請願ニ依ル通信施設ニ関スル件（大正4年勅令第215号）
- 海軍武官官階表改正ノ件（大正4年勅令第216号）
- 高等官官等俸給令中改正ノ件（大正4年勅令第217号）
- 文武判任官等級令中改正ノ件（大正4年勅令第218号）
- 海軍将校分限令中改正ノ件（大正4年勅令第219号）
- 海軍高等武官補充条例中改正ノ件（大正4年勅令第220号）
- 海軍高等武官進級条例中改正ノ件（大正4年勅令第221号）
- 海軍高等武官准士官服役令中改正ノ件（大正4年勅令第222号）
- 海軍服制中改正ノ件（大正4年勅令第223号）
- 海軍給与令中改正ノ件（大正4年勅令第224号）
- 海軍技術本部令中改正ノ件（大正4年勅令第225号）
- 海軍大学校条例中改正ノ件（大正4年勅令第226号）
- 海軍軍医学生、薬剤学生、造船学生、造兵学生、主計学生条例中改正ノ件（大正4年勅令第227号）
- 海軍造船生徒及造兵生徒条例中改正ノ件（大正4年勅令第228号）
- 大正三年勅令第二百六十号（逓信省内部ノ官吏ニシテ戦時ニ際シ所属部局以外ニ於テ臨時逓信ノ事務ニ従事シ又ハ陸海軍特設ノ事務ニ従事シタル者ノ復帰ニ関スル件）中改正ノ件（大正4年勅令第229号）
- 大正四年法律第十八号（法人ノ役員処罰ニ関スル件）ヲ朝鮮、台湾及樺太ニ施行スルノ件（大正4年勅令第230号）
- 農商務省官制中改正ノ件（大正4年勅令第231号）
- 高等官官等俸給令中改正ノ件（大正4年勅令第232号）
- 海軍給与令中改正ノ件（大正4年勅令第233号）
- 造幣規則中改正ノ件（大正4年勅令第234号）
- 文部省直轄諸学校官制中改正ノ件（大正4年勅令第235号）
- 文部省直轄諸学校職員定員令中改正ノ件（大正4年勅令第236号）
- 専売塩特別定価売渡及交付金下付規則中改正ノ件（大正4年勅令第237号）

## 大正5年
- 高等官官等俸給令中改正ノ件（大正5年勅令第1号）
- 大礼使官制廃止ノ件（大正5年勅令第2号）
- 大礼ノ用ニ供シタル建造物及其ノ附属物ノ譲与ニ関スル件（大正5年勅令第3号）
- 警視庁官制中改正ノ件（大正5年勅令第4号）
- 北海道庁官制中改正ノ件（大正5年勅令第5号）
- 地方官官制中改正ノ件（大正5年勅令第6号）
- 高等官官等俸給令中改正ノ件（大正5年勅令第7号）
- 工場法施行期日ノ件（大正5年勅令第8号）
- 明治四十四年勅令第二百九十六号（電気計器ノ公差、検定及検定手数料ニ関スル件）中改正ノ件（大正5年勅令第9号）
- 監獄官制中改正ノ件（大正5年勅令第10号）
- 臨時郵便貯金事務ノタメ為替貯金局及地方逓信官署ニ職員増置ノ件（大正5年勅令第11号）
- 高等官官等俸給令中改正ノ件（大正5年勅令第12号）
- 取引所令中改正ノ件（大正5年勅令第13号）
- 朝鮮台湾関東州又ハ樺太ニ居住スル者ノ徴兵旅費ニ関スル件（大正5年勅令第14号）
- 海軍給与令中改正ノ件（大正5年勅令第15号）
- 予約出版法ヲ樺太ニ施行スルノ件（大正5年勅令第16号）
- 警部消防士特別任用令（大正5年勅令第17号）
- 警部補特別任用令中改正ノ件（大正5年勅令第18号）
- 皇族附海軍武官官制中改正ノ件（大正5年勅令第19号）
- 明治四十四年勅令第百号（農商務省ニ臨時職員設置）中改正ノ件（大正5年勅令第20号）
- 明治三十九年勅令第五十八号（山林事務ニ関スル臨時職員ノ件）中改正ノ件（大正5年勅令第21号）
- 教員免許令中改正ノ件（大正5年勅令第22号）
- 臨時博覧会事務局官制廃止ノ件（大正5年勅令第23号）
- 賞勲局官制中改正ノ件明治三十九年勅令第三十二号（臨時行賞事務ニ関スル職員ノ件）廃止ノ件（大正5年勅令第24号）
- 明治四十五年勅令第百四号（猟虎膃肭獣保護ニ関スル事務ヲ掌理セシムルタメ農商務省ニ臨時職員設置）中改正ノ件（大正5年勅令第25号）
- 蚕業試験場官制中改正ノ件（大正5年勅令第26号）
- 逓信省官制中改正ノ件（大正5年勅令第27号）
- 地方逓信官署官制中改正ノ件（大正5年勅令第28号）
- 航路標識管理所官制中改正ノ件（大正5年勅令第29号）
- 明治二十九年勅令第百四十八号（庁府県巡査定員ノ件）改正ノ件（大正5年勅令第30号）
- 高等官官等俸給令中改正ノ件（大正5年勅令第31号）
- 逓信省職員ノ特別任用ニ関スル件（大正5年勅令第32号）
- 明治三十八年勅令第百八十一号（血清、痘苗、「ツベルクリン」及療治液代価納付ニ関スル件）廃止ノ件（大正5年勅令第33号）
- 巡査ノ用ニ供シタル国費支弁ノ物件ヲ府県ニ譲渡スルノ件（大正5年勅令第34号）
- 明治三十年勅令第百四十四号（貨幣ノ形式）中改正ノ件（大正5年勅令第35号）
- 税関官制中改正ノ件（大正5年勅令第36号）
- 海軍省官制（大正5年勅令第37号）
- 造船造兵監督官条例中改正ノ件（大正5年勅令第38号）
- 海軍技術本部令中改正ノ件（大正5年勅令第39号）
- 海軍艦政部令廃止ノ件（大正5年勅令第40号）
- 艤装員令（大正5年勅令第41号）
- 海軍工廠条例中改正ノ件（大正5年勅令第42号）
- 海軍採炭所官制中改正ノ件（大正5年勅令第43号）
- 海軍煉炭製造所条例中改正ノ件（大正5年勅令第44号）
- 薬品又ハ其ノ原料買入又ハ売渡ニ関スル随意契約ノ件（大正5年勅令第45号）
- 大正五年法律第一号（郵便為替法中改正）施行期日ノ件（大正5年勅令第46号）
- 伝染病研究所官制（大正5年勅令第47号）
- 東京帝国大学官制中改正ノ件（大正5年勅令第48号）
- 京都帝国大学官制中改正ノ件（大正5年勅令第49号）
- 海外漁業調査ニ関スル臨時職員設置ノ件（大正5年勅令第50号）
- 警視庁官制中改正ノ件（大正5年勅令第51号）
- 北海道庁官制中改正ノ件（大正5年勅令第52号）
- 高等官官等俸給令中改正ノ件（大正5年勅令第53号）
- 帝国大学高等官官等俸給令中改正ノ件（大正5年勅令第54号）
- 明治三十六年勅令第六十八号（京都帝国大学法科大学医科大学及理工科大学講座ノ件）中改正ノ件（大正5年勅令第55号）
- 国庫出納金端数計算法第五条第二項に依ル命令ノ件（大正5年勅令第56号）
- 国庫出納金端数計算法ヲ朝鮮台湾及樺太ニ施行スルノ件（大正5年勅令第57号）
- 陸軍経理部条例中改正ノ件（大正5年勅令第58号）
- 陸軍東京経理部令（大正5年勅令第59号）
- 朝鮮総督府地方官官制中改正ノ件（大正5年勅令第60号）
- 樺太庁官制中改正ノ件（大正5年勅令第61号）
- 樺太庁ニ税務吏ヲ置クノ件（大正5年勅令第62号）
- 樺太庁医院官制中改正ノ件（大正5年勅令第63号）
- 樺太庁郵便局官制中改正ノ件（大正5年勅令第64号）
- 高等官官等俸給令中改正ノ件（大正5年勅令第65号）
- 判任官俸給令中改正ノ件（大正5年勅令第66号）
- 陸軍給与令中改正ノ件（大正5年勅令第67号）
- 台湾島及澎湖島駐箚陸軍部隊給与規則中改正ノ件（大正5年勅令第68号）
- 朝鮮満洲駐箚陸軍部隊給与令中改正ノ件（大正5年勅令第69号）
- 支那駐箚陸軍部隊給与令中改正ノ件（大正5年勅令第70号）
- 大正三年勅令第二百六十四号（山東省ニ駐箚スル陸軍部隊之ニ属スル軍人軍属ノ給与ニ関スル件）中改正ノ件（大正5年勅令第71号）
- 樺太庁職員特別任用令中改正ノ件（大正5年勅令第72号）
- 樺太庁特定郵便局長任用ニ関スル件（大正5年勅令第73号）
- 作業会計規則中改正ノ件（大正5年勅令第74号）
- 造幣局特別会計規則（大正5年勅令第75号）
- 大正五年法律第十二号（裁判所管轄区域表中改正）中一部ニ関スル施行期日ノ件（大正5年勅令第76号）
- 醸造試験所官制中改正ノ件（大正5年勅令第77号）
- 地方逓信官署官制中改正ノ件（大正5年勅令第78号）
- 朝鮮総督府勧業模範場官制中改正ノ件（大正5年勅令第79号）
- 朝鮮総督府専門学校官制（大正5年勅令第80号）
- 朝鮮総督府女子高等普通学校官制中改正ノ件（大正5年勅令第81号）
- 朝鮮総督府中学校官制中改正ノ件（大正5年勅令第82号）
- 高等官官等俸給令中改正ノ件（大正5年勅令第83号）
- 文武判任官等級令中改正ノ件（大正5年勅令第84号）
- 三等郵便局長及三等電信局長手当ノ件（大正5年勅令第85号）
- 三等郵便局長三等電信局長任用ニ関スル件（大正5年勅令第86号）
- 大正五年法律第三号（仮置場法中改正）施行期日ノ件（大正5年勅令第87号）
- 明治三十九年勅令第二百六十七号（地方産業ニ関スル技師、技手並試験場、講習所、種畜場、輸出羽二重検査所及原蚕種製造所職員ノ名称、待遇任免及官等等級配当）中改正ノ件（大正5年勅令第88号）
- 明治三十九年勅令第二百六十八号（地方産業ニ関スル技師、技手並試験場、講習所、種畜場、輸出羽二重検査所及原蚕種製造所職員ノ休職ニ関スル件）中改正ノ件（大正5年勅令第89号）
- 明治四十一年勅令第二百二十八号（農商務省ニ臨時職員設置）中改正ノ件（大正5年勅令第90号）
- 畜産試験場官制（大正5年勅令第91号）
- 樺太庁中学校官制中改正ノ件（大正5年勅令第92号）
- 樺太庁高等女学校官制（大正5年勅令第93号）
- 文部省直轄諸学校職員定員令中改正ノ件（大正5年勅令第94号）
- 高等官官等俸給令中改正ノ件（大正5年勅令第95号）
- 大蔵省官制中改正ノ件（大正5年勅令第96号）
- 生糸検査所官制中改正ノ件（大正5年勅令第97号）
- 花莚検査所官制中改正ノ件（大正5年勅令第98号）
- 朝鮮総督府中央試験所官制中改正ノ件（大正5年勅令第99号）
- 官等官官等俸給令中改正ノ件（大正5年勅令第100号）
- 内閣統計局ニ顧問ヲ置クノ件（大正5年勅令第101号）
- 大正五年法律第三十六号（会計検査院法中改正）及同三十七号（行政裁判所中改正ノ件）施行期日ノ件（大正5年勅令第102号）
- 高等官官等俸給令中改正ノ件（大正5年勅令第103号）
- 明治二十九年勅令第百六十号（親補ノ職ニ在ル者及会計検査院長ノ待遇ニ関スル件）中改正ノ件（大正5年勅令第104号）
- 明治三十一年勅令第百六十二号（行政裁判所長官ノ待遇ニ関スル件）廃止ノ件（大正5年勅令第105号）
- 在外公館職員定員令中改正ノ件（大正5年勅令第106号）
- 在外公館費用条例中改正ノ件（大正5年勅令第107号）
- 連合国経済会議ニ参列セシムル為臨時職員設置ノ件（大正5年勅令第108号）
- 大正五年法律第九号（関税定率法中改正）及同第二十六号（朝鮮ノ生産ニ係ル生果、核子及金属ノ移入税ニ関スル件）施行期日ノ件（大正5年勅令第109号）
- 明治三十九年勅令第二百六十五号（関税定率法第九条第一項ニ依ル製造品ノ原料輸入税払戻ニ関スル件）中改正ノ件（大正5年勅令第110号）
- 明治三十九年勅令第二百六十六号（関税定率法第九条第二項ニ依ル肥肥ノ原料輸入税払戻ニ関スル件）中改正ノ件（大正5年勅令第111号）
- 大蔵省官制中改正ノ件（大正5年勅令第112号）
- 警視庁官制中改正ノ件（大正5年勅令第113号）
- 文部省直轄諸学校職員定員令中改正ノ件（大正5年勅令第114号）
- 砂糖消費税法施行規則中改正ノ件（大正5年勅令第115号）
- 経済調査会官制（大正5年勅令第116号）
- 朝鮮総督府逓信官署官制中改正ノ件（大正5年勅令第117号）
- 朝鮮総督府臨時土地調査局官制中改正ノ件（大正5年勅令第118号）
- 朝鮮総督府医院官制中改正ノ件（大正5年勅令第119号）
- 朝鮮総督府裁判所職員定員令中改正ノ件（大正5年勅令第120号）
- 樺太ニ於テ徴収スル租税ノ督促手数料及延滞金等ニ関スル件（大正5年勅令第121号）
- 明治三十三年勅令第二百八十号（政府ノ工事又ハ物件ノ購入ニ関スル指名競争ノ件）中改正ノ件（大正5年勅令第122号）
- 大正五年法律第十五号（重要物産同業組合法中改正）施行期日ノ件（大正5年勅令第123号）
- 製鉄業調査会官制（大正5年勅令第124号）
- 明治二十三年勅令第百十一号（行政裁判所評定官ノ員数並書記ノ員数及職務ノ件）中改正ノ件（大正5年勅令第125号）
- 台湾総督府工業講習所官制中改正ノ件（大正5年勅令第126号）
- 度量衡法施行令中改正ノ件（大正5年勅令第127号）
- 台湾総督府国語学校官制中改正ノ件（大正5年勅令第128号）
- 印紙税法ヲ樺太ニ施行スルノ件（大正5年勅令第129号）
- 朝鮮総督府高等普通学校官制（大正5年勅令第130号）
- 台湾総督府図書館官制中改正ノ件（大正5年勅令第131号）
- 高等官官等俸給令中改正ノ件（大正5年勅令第132号）
- 明治四十四年勅令第二百五十九号（京城専修学校長等ノ特別任用ニ関スル件）中改正ノ件（大正5年勅令第133号）
- 台湾総督府図書館長特別任用ニ関スル件（大正5年勅令第134号）
- 製鉄所官制中改正ノ件（大正5年勅令第135号）
- 製鉄所ニ臨時建設部及臨時職員増置ノ件（大正5年勅令第136号）
- 樺太庁税務吏服制（大正5年勅令第137号）
- 樺太庁鉄道職員服制（大正5年勅令第138号）
- 樺太漁業令中改正ノ件（大正5年勅令第139号）
- 大正五年度歳出予算中第一予備金ヲ以テ補充シ得ヘキ費途ノ件（大正5年勅令第140号）
- 農商務省官制中改正ノ件（大正5年勅令第141号）
- 鉱務署官制中改正ノ件（大正5年勅令第142号）
- 石炭坑爆発予防調査ノタメ農商務省ニ臨時職員増置ノ件（大正5年勅令第143号）
- 高等官官等俸給令中改正ノ件（大正5年勅令第144号）
- 朝鮮総督府鉄道局官制中改正ノ件（大正5年勅令第145号）
- 高等官官等俸給令中改正ノ件（大正5年勅令第146号）
- 内閣ニ臨時職員増置ノ件（大正5年勅令第147号）
- 貴族院事務局官制中改正ノ件（大正5年勅令第148号）
- 衆議院事務局官制中改正ノ件（大正5年勅令第149号）
- 高等官官等俸給令中改正ノ件（大正5年勅令第150号）
- 貴族院守衛長及衆議院守衛長ノ特別任用ニ関スル件（大正5年勅令第151号）
- 明治二十六年勅令第二百九号（貴族院並衆議院守衛長及守衛番長特別任用ノ件）中改正ノ件（大正5年勅令第152号）
- 大正三年勅令第五十二号（小林区署職員服制ニ関スル件）中改正ノ件（大正5年勅令第153号）
- 工業試験所官制中改正ノ件（大正5年勅令第154号）
- 樺太庁ニ於テ直営スル築港事業ニ要スル物件ニ関スル随意契約ノ件（大正5年勅令第155号）
- 大正五年勅令第八号（工場法施行期日ノ件）中改正ノ件（大正5年勅令第156号）
- 大正五年勅令第十三号（銀行条例中改正ノ件）施行期日ノ件（大正5年勅令第157号）
- 大正五年法律第十四号（貯蓄銀行条例中改正ノ件）施行期日ノ件（大正5年勅令第158号）
- 東北帝国大学官制中改正ノ件（大正5年勅令第159号）
- 貴族院衆議院守衛定員及給与令中改正ノ件（大正5年勅令第160号）
- 貴族院衆議院守衛長守衛番長及守衛服制中改正ノ件（大正5年勅令第161号）
- 印刷局ニ於ケル郵便葉書用紙購入ニ関スル随意契約ノ件（大正5年勅令第162号）
- 明治三十六年勅令第百十四号（工業試験所ニ於テ行フ分析、試験及鑒定ニ関スル手数料徴収ノ件）中改正ノ件（大正5年勅令第163号）
- 大正四年勅令第百十五号（東北帝国大学医科大学ノ講座ニ関スル件）中改正ノ件（大正5年勅令第164号）
- 製鉄所外国留学生ニ関スル件（大正5年勅令第165号）
- 北海道農事試験場分析手数料規則（大正5年勅令第166号）
- 文部省官制中改正ノ件（大正5年勅令第167号）
- 高等官官等俸給令中改正ノ件（大正5年勅令第168号）
- 在外国公使館附陸軍武官ノ在勤俸ニ関スル件（大正5年勅令第169号）
- 商業会議所ノ経費賦課ニ関スル制限ノ件（大正5年勅令第170号）
- 明治四十二年勅令第百七十九号（度量衡器ノ営業免許及検定ニ関スル手数料徴収ノ件）中改正ノ件（大正5年勅令第171号）
- 保健衛生調査会官制（大正5年勅令第172号）
- 海驢又ハ海豹ノ獣皮其ノ他ノ部分ノ売払ニ関スル随意契約ノ件（大正5年勅令第173号）
- 高等官官等俸給令中改正ノ件（大正5年勅令第174号）
- 待命外交官ニシテ他ノ外交官ヲ兼ヌル者ノ俸給ニ関スル件（大正5年勅令第175号）
- 衆議院議員選挙法改正調査会官制（大正5年勅令第176号）
- 逓信省官制中改正ノ件（大正5年勅令第177号）
- 船用品検査所設置ノ為逓信省ニ臨時職員ヲ置クノ件（大正5年勅令第178号）
- 為替貯金局官制中改正ノ件（大正5年勅令第179号）
- 地方逓信官署官制中改正ノ件（大正5年勅令第180号）
- 大正五年法律第二十七号（国籍法中改正）施行期日ノ件（大正5年勅令第181号）
- 在外指定学校職員退隠料及遺族扶助料法中領事官ノ管掌ニ属スル事項ニ関スル件（大正5年勅令第182号）
- 所得税法ノ一部ヲ朝鮮ニ施行スルノ件（大正5年勅令第183号）
- 大正五年法律第十七号（郵便法中改正）施行期日ノ件（大正5年勅令第184号）
- 大正五年法律第十八号（鉄道船舶郵便法中改正）、同第十九号（電信法中改正）、海底電信線保護万国聯合条約罰則施行期日ノ件（大正5年勅令第185号）
- 海底電信線保護万国聯合条約罰則ヲ樺太ニ施行（大正5年勅令第186号）
- 朝鮮総督府地方官官制中改正ノ件（大正5年勅令第187号）
- 砲兵工廠及千住製絨所ニ於テ作業上必要ナル物件ノ買入ニ関スル随意契約ノ件（大正5年勅令第188号）
- 明治三十二年勅令第三百六十三号（国有林野産物ノ随意契約ニ依ル売払ニ関スル件）中改正ノ件（大正5年勅令第189号）
- 海軍造兵廠条例中改正ノ件（大正5年勅令第190号）
- 海軍工廠条例中改正ノ件（大正5年勅令第191号）
- 朝鮮総督府官制中改正ノ件（大正5年勅令第192号）
- 工場法施行令（大正5年勅令第193号）
- 帝国大学資金所属森林ノ産物及製品売払代金延納ニ関スル件（大正5年勅令第194号）
- 大正五年法律第十一号（裁判所ノ設立及移転ニ関スル件）並ニ同年法律第十二号（裁判所管轄区域表中改正ノ件）中一部ニ関スル施行期日ノ件（大正5年勅令第195号）
- 外国在勤ノ外務省警察官ニ関スル件（大正5年勅令第196号）
- 特別用塩規則（大正5年勅令第197号）
- 航路標識管理所職員ノ俸給給料及手当前金渡ノ件（大正5年勅令第198号）
- 陸軍武官進級令改正ノ件陸軍予備役後備役武官進級令廃止ノ件（大正5年勅令第199号）
- 郵便電信電話等ニ関スル料金ノ徴収嘱託ノ件（大正5年勅令第200号）
- 取引所令中改正ノ件（大正5年勅令第201号）
- 明治四十三年勅令第五十八号（裁判所書記長書記定員ノ件）中改正ノ件（大正5年勅令第202号）
- 監獄官制中改正ノ件（大正5年勅令第203号）
- 判事検事官等俸給令中改正ノ件（大正5年勅令第204号）
- 簡易生命保険法及簡易生命保険特別会計法施行期日ノ件（大正5年勅令第205号）
- 簡易生命保険令（大正5年勅令第206号）
- 簡易生命保険審査会規程（大正5年勅令第207号）
- 簡易生命保険特別会計規則（大正5年勅令第208号）
- 公共団体ノ収入及仕払ニ関シ国庫出納金端数計算法準用ノ件（大正5年勅令第209号）
- 朝鮮総督府税関官制中改正ノ件（大正5年勅令第210号）
- 九州帝国大学官制中改正ノ件（大正5年勅令第211号）
- 台湾総督府研究所官制中改正ノ件（大正5年勅令第212号）
- 明治三十六年勅令第六十八号（京都帝国大学法科大学医科大学及理工科大学講座ノ件）中改正ノ件（大正5年勅令第213号）
- 文部省官制中改正ノ件（大正5年勅令第214号）
- 医師試験委員官制（大正5年勅令第215号）
- 歯科医師試験委員官制（大正5年勅令第216号）
- 薬剤師試験委員官制中改正ノ件（大正5年勅令第217号）
- 台湾総督府委員官制中改正ノ件（大正5年勅令第218号）
- 猟虎膃肭獣其ノ他ノ貴重獣類保護事業ニ従事スル者ノ俸給、給料及手当前金渡ノ件（大正5年勅令第219号）
- 明治二十六年勅令第九十三号（帝国大学各分科大学ニ於ケル講座ノ種類其数ヲ定メル件）中改正ノ件（大正5年勅令第220号）
- 京都帝国大学官制中改正ノ件（大正5年勅令第221号）
- 台湾総督府法院職員官等俸給及定員令中改正ノ件（大正5年勅令第222号）
- 米価調節調査会官制廃止ノ件（大正5年勅令第223号）
- 染料医薬品製造奨励法施行令中改正ノ件（大正5年勅令第224号）
- 明治三十九年勅令第二百六十五号（関税定率法第九条第一項ニ依ル製造品ノ原料輸入税払戻ニ関スル件）中改正ノ件（大正5年勅令第225号）
- 馬政局官制中改正ノ件（大正5年勅令第226号）
- 明治十九年勅令第六十八号（陸軍及海軍諸学校ニ教官設置）中改正ノ件（大正5年勅令第227号）
- 台湾総督府中学校官制中改正ノ件（大正5年勅令第228号）
- 高等官官等俸給令中改正ノ件（大正5年勅令第229号）
- 植物検査所官制中改正ノ件（大正5年勅令第230号）
- 立太子礼当日官国幣社以下神社ニ於テ行フヘキ祭祀ニ関スル件（大正5年勅令第231号）
- 馬匹去勢法施行期日ノ件（大正5年勅令第232号）
- 馬匹去勢施行ノ費用及馬匹去勢償金ニ関スル件（大正5年勅令第233号）
- 陸軍服制中改正ノ件（大正5年勅令第234号）
- 陸軍将校馬具制中改正ノ件（大正5年勅令第235号）
- 陸海軍下士兵卒服役免除者ヲ衛戍病院又ハ海軍病院ニ収容スルノ件（大正5年勅令第236号）
- 艤装員令中改正ノ件（大正5年勅令第237号）
- 農商務省官制中改正ノ件（大正5年勅令第238号）
- 醤油税則施行規則中改正ノ件（大正5年勅令第239号）
- 輸出菓子糖果原料砂糖戻税法施行規則中改正ノ件（大正5年勅令第240号）
- 鉄道院官制中改正ノ件（大正5年勅令第241号）
- 大正二年勅令第七十五号（鉄道院職員定員）中改正ノ件（大正5年勅令第242号）
- 高等官官等俸給令中改正ノ件（大正5年勅令第243号）
- 故議定官内大臣元帥陸軍大将従一位大勲位功一級公爵大山巌国葬ノ件（大正5年勅令第244号）
- 大正三年勅令第二百六十号（逓信省部内ノ官吏ニシテ戦時ニ際シ所属部局以外ニ於テ臨時逓信ノ事務ニ従事シ又ハ陸海軍特設ノ事務ニ従事シタル者ノ復帰ニ関スル件）中改正ノ件（大正5年勅令第245号）
- 樺太庁ニ森林主事ヲ置クノ件（大正5年勅令第246号）
- 判任官俸給令中改正ノ件（大正5年勅令第247号）
- 樺太庁職員特別任用令中改正ノ件（大正5年勅令第248号）
- 樺太庁森林主事服制（大正5年勅令第249号）
- 海軍召集令（大正5年勅令第250号）
- 海軍予備員条例中改正ノ件（大正5年勅令第251号）
- 陸軍獣医学校条例中改正ノ件（大正5年勅令第252号）
- 製鉄業調査会官制廃止ノ件（大正5年勅令第253号）
- 大正五年法律第十号（証券ヲ以テスル歳入納付ニ関スル件）施行期日ノ件（大正5年勅令第254号）
- 大正五年法律第十号（証券ヲ以テスル歳入納付ニ関スル件）朝鮮、台湾及樺太ニ施行（大正5年勅令第255号）
- 歳入納付ニ使用スル証券ニ関スル件（大正5年勅令第256号）- 歳入納付ニ使用スル証券ニ関スル件 - e-Gov法令検索
- 東京帝国大学官制中改正ノ件（大正5年勅令第257号）
- 京都帝国大学官制中改正ノ件（大正5年勅令第258号）
- 東北帝国大学官制中改正ノ件（大正5年勅令第259号）
- 呉軍港ノ境域ニ関スル件（大正5年勅令第260号）
- 貴族院衆議院守衛長守衛副長及守衛服制中改正ノ件（大正5年勅令第261号）
- 海軍給与令中改正ノ件（大正5年勅令第262号）
- 聯合国経済会議決議実施委員会官制（大正5年勅令第263号）
- 文部省直轄諸学校職員定員令中改正ノ件（大正5年勅令第264号）

## 大正6年
- 陸軍給与令中改正ノ件（大正6年勅令第1号）
- 台湾島及澎湖島駐箚陸軍部隊給与規則中改正ノ件（大正6年勅令第2号）
- 朝鮮満洲駐箚陸軍部隊給与令中改正ノ件（大正6年勅令第3号）
- 支那駐箚陸軍部隊給与令中改正ノ件（大正6年勅令第4号）
- 公立学校職員制（大正6年勅令第5号）
- 高等官官等俸給令中改正ノ件（大正6年勅令第6号）
- 公立学校職員待遇官等等級令（大正6年勅令第7号）
- 公立学校職員俸給令中改正ノ件（大正6年勅令第8号）
- 市町村立小学校長及教員名称及待遇中改正ノ件（大正6年勅令第9号）
- 公立実業補修学校ノ学校長ニシテ奏任官ノ待遇ヲ受クル者ニ関スル件（大正6年勅令第10号）
- 明治三十二年勅令第二百一号明治二十九年法律第十三号（公立学校職員退隠料等ニ関スル件）ノ施行ニ関スル件中改正ノ件（大正6年勅令第11号）
- 海軍大学校条例中改正ノ件（大正6年勅令第12号）
- 海軍給与中改正ノ件（大正6年勅令第13号）
- 海軍准士官下士任用進級条例中改正ノ件（大正6年勅令第14号）
- 海軍高等武官進級条例中改正ノ件（大正6年勅令第15号）
- 寄附ニ係ル無線電信用物件ノ無償譲与ニ関スル件（大正6年勅令第16号）
- 外務省臨時調査部官制（大正6年勅令第17号）
- 大蔵省臨時調査局官制（大正6年勅令第18号）
- 臨時産業調査局官制（大正6年勅令第19号）
- 逓信省臨時調査局官制（大正6年勅令第20号）
- 高等官官等俸給令中改正ノ件（大正6年勅令第21号）
- 税関官制中改正ノ件（大正6年勅令第22号）
- 大正六年度ニ於テ前年度予算ヲ施行スル件（大正6年勅令第23号）
- 朝鮮総督府臨時土地調査局官制中改正ノ件（大正6年勅令第24号）
- 朝鮮総督府高等土地調査委員会官制中改正ノ件（大正6年勅令第25号）
- 高等官官等俸給令中改正ノ件（大正6年勅令第26号）
- 関東都督府中学校官制中改正ノ件（大正6年勅令第27号）
- 帝国議会議長副議長議員歳費及旅費支給規則中改正ノ件（大正6年勅令第28号）
- 大正四年勅令第十三号（神宮神部署職員及神宮衛士長衛士副長衛士並官国幣社職員ノ休職ニ関スル件）中改正ノ件（大正6年勅令第29号）
- 精神病者監護法ヲ樺太ニ施行（大正6年勅令第30号）
- 樺太ニ於ケル精神病者監護法第六条又ハ第八条第三項ニ依ル監護ニ関スル件（大正6年勅令第31号）
- 大正五年法律第十六号（理化学ヲ研究スル公益法人ノ国庫補助ニ関スル件）施行期日ノ件（大正6年勅令第32号）
- 衆議院議員選挙法改正ノ件調査会官制廃止ノ件（大正6年勅令第33号）
- 朝鮮総督府中学校官制中改正ノ件（大正6年勅令第34号）
- 朝鮮総督府高等普通学校官制中改正ノ件（大正6年勅令第35号）
- 明治四十四年勅令第百号（農商務省ニ臨時職員設置）中改正ノ件（大正6年勅令第36号）
- 請願令（大正6年勅令第37号）
- 開港港則中改正ノ件（大正6年勅令第38号）
- 横須賀軍港ノ境域ニ関スル件（大正6年勅令第39号）
- 高等官官等俸給令中改正ノ件（大正6年勅令第40号）
- 対敵取引禁止令（大正6年勅令第41号）
- 陸海軍病院入院患者ノ携有スル金銭又ハ物品ノ保管ニ関スル件（大正6年勅令第42号）
- 大正六年度歳入歳出予算中第一予備金ヲ以テ補充シ得ヘキ費途ノ件（大正6年勅令第43号）
- 陸軍軍人服役令中改正ノ件（大正6年勅令第44号）
- 海軍高等武官准士官服役例中改正ノ件（大正6年勅令第45号）
- 馬政局官制中改正ノ件（大正6年勅令第46号）
- 鉱業ノ出願ニ関スル事務ニ従事セシムル為鉱務署ニ臨時職員増置ノ件（大正6年勅令第47号）
- 外国ニ駐在スル帝国ノ大使、公使、領事官又ハ貿易事務官ノ朝鮮、台湾又ハ関東州ニ船籍ヲ有スル帝国船舶及其ノ船員ニ関スル職権ノ件外国ニ駐在スル帝国ノ大使、公使、領事官又ハ貿易事務官ノ朝鮮、台湾又ハ関東州ニ船籍ヲ有スル帝国船舶其ノ船員ニ関スル職権ノ件（大正6年勅令第48号）
- 取引所令中改正ノ件（大正6年勅令第49号）
- 台湾公立学校官制中改正ノ件（大正6年勅令第50号）
- 高等官官等俸給令中改正ノ件（大正6年勅令第51号）
- 樺太庁ノ管理ニ属スル乾餾工場所属物件ノ売払ニ関スル随意契約ノ件（大正6年勅令第52号）
- 台湾総督府商業学校官制（大正6年勅令第53号）
- 高等官官等俸給令中改正ノ件（大正6年勅令第54号）
- 朝鮮総督府地方官官制中改正ノ件（大正6年勅令第55号）
- 高等官官等俸給令中改正ノ件（大正6年勅令第56号）
- 臨時外交調査委員会官制（大正6年勅令第57号）
- 明治二十三年勅令第二百四号（税関管轄区域）改正ノ件（大正6年勅令第58号）
- 明治三十二年勅令第百六十九号（税関支署ノ名称位置及管轄区域）改正ノ件（大正6年勅令第59号）
- 文部省直轄諸学校職員定員令中改正ノ件（大正6年勅令第60号）
- 対敵取引禁止令施行ニ関スル事務ニ従事セシムルタメ農商務省ニ臨時職員増置（大正6年勅令第61号）
- 対敵取引禁止令施行ニ関スル事務ニ従事セシムルタメ庁府県ニ臨時職員増置（大正6年勅令第62号）
- 対敵取引禁止令施行ニ関スルノ事務ニ従事セシムルタメ府県ニ臨時職員増置（大正6年勅令第63号）
- 特命全権大使又ハ特命全権公使臨時設置ノ件（大正6年勅令第64号）
- 明治四十四年勅令第八十二号（鉱床、林野及固有未墾地調査ノ事務ニ従事セシムルタメ朝鮮総督府ニ臨時職員設置）中改正ノ件（大正6年勅令第65号）
- 大正三年勅令第百九十七号（漁業取締ニ関スル臨時職員設置ノ件）廃止ノ件（大正6年勅令第66号）
- 社寺保管林規則中改正ノ件（大正6年勅令第67号）
- 簡易生命保険積立金運用規則（大正6年勅令第68号）
- 朝鮮官公立学校教官ノ俸給支給等ニ関スル件（大正6年勅令第69号）
- 朝鮮総督府税関監吏ノ賞罰ニ関スル件（大正6年勅令第70号）
- 大正六年法律第二十九号施行ニ関スル件（大正6年勅令第71号）
- 産婆規則中改正ノ件（大正6年勅令第72号）
- 拓殖局官制改正ノ件（大正6年勅令第73号）
- 鉄道院官制中改正ノ件（大正6年勅令第74号）
- 拓殖調査委員会官制（大正6年勅令第75号）
- 外務省官制中改正ノ件（大正6年勅令第76号）
- 内務省官制中改正ノ件（大正6年勅令第77号）
- 朝鮮総督府官制中改正ノ件（大正6年勅令第78号）
- 朝鮮総督府鉄道局官制廃止ノ件（大正6年勅令第79号）
- 朝鮮総督府土木会議官制中改正ノ件（大正6年勅令第80号）
- 台湾総督府官制中改正ノ件（大正6年勅令第81号）
- 関東都督府官制中改正ノ件（大正6年勅令第82号）
- 関東都督府通信官署官制中改正ノ件（大正6年勅令第83号）
- 樺太庁官制中改正ノ件（大正6年勅令第84号）
- 高等官官等俸給令中改正ノ件（大正6年勅令第85号）
- 朝鮮総督府鉄道局職員特別任用令廃止ノ件（大正6年勅令第86号）
- 関東都督府警務総長、警視及警部ノ任用及官等等級ニ関スル件（大正6年勅令第87号）
- 満洲ニ於ケル領事館職員ノ特別任用ニ関スル件（大正6年勅令第88号）
- 明治三十九年勅令第百四十二号（南満洲鉄道株式会社ニ関スル件）中改正ノ件（大正6年勅令第89号）
- 朝鮮総督ノ管理スル鉄道ノ業務ノ委託ニ関スル件（大正6年勅令第90号）
- 大正二年勅令第百四十三号（治水港湾道路ノ調査監督並ニ其工事及事務ニ従事スル職員設置）中改正ノ件（大正6年勅令第91号）
- 東京帝国大学官制中改正ノ件（大正6年勅令第92号）
- 医師試験委員官制中改正ノ件（大正6年勅令第93号）
- 朝鮮総督府裁判所職員定員令中改正ノ件（大正6年勅令第94号）
- 陸軍武官官等表中改正ノ件（大正6年勅令第95号）
- 高等官官等俸給令中改正ノ件（大正6年勅令第96号）
- 陸軍補充令中改正ノ件（大正6年勅令第97号）
- 陸軍軍人服役令中改正ノ件（大正6年勅令第98号）
- 電話事業拡張ノ為逓信省及逓信局ニ臨時職員ヲ置クノ件（大正6年勅令第99号）
- 高等官官等俸給令中改正ノ件（大正6年勅令第100号）
- 文武判任官等級令中改正ノ件（大正6年勅令第101号）
- 造船造機造兵又ハ土木建築ノ事務ニ従事セシムルタメ海軍技術本部等ニ臨時職員設置明治四十五年勅令第十七号（臨時海軍艦政本部海軍造兵廠海軍艦型試験所海軍工廠海軍経理部並ニ臨時海軍建築部及支部ニ技師及技手設置）廃止ノ件（大正6年勅令第102号）
- 大正五年勅令第二百四十六号（樺太庁ニ森林主事設置）中改正ノ件（大正6年勅令第103号）
- 大正五年勅令第六十二号（樺太庁ニ税務吏設置）中改正ノ件（大正6年勅令第104号）
- 樺太庁ニ鉄道ニ関スル職員設置明治四十年勅令第百七十号（樺太庁ニ鉄道書記設置）廃止ノ件（大正6年勅令第105号）
- 樺太庁郵便局官制中改正ノ件（大正6年勅令第106号）
- 樺太庁高等女学校官制中改正ノ件（大正6年勅令第107号）
- 国立感化院令（大正6年勅令第108号）
- 高等官官等俸給令中改正ノ件（大正6年勅令第109号）
- 農業倉庫業法施行期日ノ件（大正6年勅令第110号）
- 税関官制中改正ノ件（大正6年勅令第111号）
- 農商務省ニ油田調査ニ関スル臨時職員設置ノ件（大正6年勅令第112号）
- 明治三十二年勅令第三百四十二号（開港及開港ニ於テ輸出スヘキ貨物ノ指定ニ関スル件）中改正ノ件（大正6年勅令第113号）
- 内務省官制中改正ノ件（大正6年勅令第114号）
- 内務省ニ軍事救護法施行ニ関スル職員臨時増置ノ件（大正6年勅令第115号）
- 明治神宮造営局ヲシテ委嘱ニ依リ明治神宮奉賛会ノ事務ヲ施行セシムルノ件（大正6年勅令第116号）
- 明治神宮造営局官制中改正ノ件（大正6年勅令第117号）
- 警視庁官制中改正ノ件（大正6年勅令第118号）
- 北海道庁官制中改正ノ件（大正6年勅令第119号）
- 地方官官制中改正ノ件（大正6年勅令第120号）
- 高等官官等俸給令中改正ノ件（大正6年勅令第121号）
- 判事検事官等俸給令中改正ノ件（大正6年勅令第122号）
- 明治四十三年勅令第五十八号（裁判所書記長書記定員）中改正ノ件（大正6年勅令第123号）
- 大正六年法律第十三号（裁判所ノ設立ニ関スル件）及同第十四号（裁判所管轄区域表中改正）施行期日ノ件（大正6年勅令第124号）
- 製鉄業奨励法施行期日ノ件（大正6年勅令第125号）
- 製鉄業奨励法施行令（大正6年勅令第126号）
- 大蔵省官制中改正ノ件（大正6年勅令第127号）
- 大蔵省臨時調査局官制中改正ノ件（大正6年勅令第128号）
- 戦時保険局官制（大正6年勅令第129号）
- 大正三年勅令第百九十六号（戦時海上保険補償ニ関スル臨時職員増置）廃止ノ件（大正6年勅令第130号）
- 高等官官等俸給令中改正ノ件（大正6年勅令第131号）
- 朝鮮国有鉄道建設及改良工事費概算渡ノ件（大正6年勅令第132号）
- 戦時海上再保険法施行期日ノ件（大正6年勅令第133号）
- 戦時海上再保険法施行ニ関スル件（大正6年勅令第134号）
- 戦時海上再保険審査会規程（大正6年勅令第135号）
- 明治二十六年勅令第九十三号（帝国大学各分科大学ニ於ケル講座ノ種類及其ノ数ヲ定ムル件）中改正ノ件（大正6年勅令第136号）
- 大正四年勅令第百十五号（東北帝国大学医科大学ノ講座ニ関スル件）中改正ノ件（大正6年勅令第137号）
- 明治四十四年勅令第四十七号（東北帝国大学理科大学ノ講座ニ関スル件）中改正ノ件（大正6年勅令第138号）
- 明治四十年勅令第二百四十号（東北帝国大学農科大学ノ講座ニ関スル件）中改正ノ件（大正6年勅令第139号）
- 工業所有権戦時法施行期日ノ件（大正6年勅令第140号）
- 工業所有権戦時法施行令（大正6年勅令第141号）
- 工業所有権戦時法登録令（大正6年勅令第142号）
- 朝鮮及台湾ニ工業所有権戦時法施行等ニ関スル件（大正6年勅令第143号）
- 財政経済ニ関スル事項ヲ処弁セシムル為外国派遣ノ臨時職員設置ノ件（大正6年勅令第144号）
- 農商務省官制中改正ノ件（大正6年勅令第145号）
- 明治四十一年勅令第二百二十八号（農商務省ニ臨時職員設置）改正ノ件（大正6年勅令第146号）
- 貯穀試験ニ関スル事務ニ従事セシムル為農事試験場ニ臨時職員増置ノ件（大正6年勅令第147号）
- 穀物害虫ノ研究及調査ニ従事セシムル為植物検査所ニ臨時職員増置ノ件（大正6年勅令第148号）
- 明治四十三年勅令第二百三十六号（海外ニ於ケル財務処理ノタメ大蔵省ニ臨時職員増置）中改正ノ件（大正6年勅令第149号）
- 高等官官等俸給令中改正ノ件（大正6年勅令第150号）
- 明治四十年勅令第二百十五号（臨時文部省及帝国大学ニ技師技手設置）中改正ノ件（大正6年勅令第151号）
- 臨時教育会議官制（大正6年勅令第152号）
- 林区署官制中改正ノ件（大正6年勅令第153号）
- 明治三十九年勅令第五十八号（農商務省林区署ニ山林事務ニ従事スル臨時職員設置）中改正ノ件（大正6年勅令第154号）
- 逓信省官制中改正ノ件（大正6年勅令第155号）
- 船舶満載吃水線劃定実施準備ノ為逓信省ニ臨時職員設置ノ件（大正6年勅令第156号）
- 為替貯金局官制中改正ノ件（大正6年勅令第157号）
- 地方逓信官署官制中改正ノ件（大正6年勅令第158号）
- 朝鮮総督府地方官官制中改正ノ件（大正6年勅令第159号）
- 東京帝国大学官制中改正ノ件（大正6年勅令第160号）
- 文部省直轄諸学校職員定員令中改正ノ件（大正6年勅令第161号）
- 政府ニ於テ農会、畜産組合又ハ畜産組合聯合会ヨリ物品ノ買入ヲ為ストキ随意契約ニ依ルコトヲ得ルノ件（大正6年勅令第162号）
- 海軍高等武官准士官服役令中改正ノ件（大正6年勅令第163号）
- 京都帝国大学官制中改正ノ件（大正6年勅令第164号）
- 東北帝国大学官制中改正ノ件（大正6年勅令第165号）
- 九州帝国大学官制中改正ノ件（大正6年勅令第166号）
- 朝鮮総督府逓信官署官制中改正ノ件（大正6年勅令第167号）
- 逓信局職員ニ在支那又ハ香港帝国領事館附ヲ命スル件（大正6年勅令第168号）
- 明治三十五年勅令第百二十六号（在清国帝国領事館附海事局職員ニ手当給与ノ件）中改正ノ件（大正6年勅令第169号）
- 台湾総督府高等女学校官制中改正ノ件（大正6年勅令第170号）
- 戦時船舶管理令（大正6年勅令第171号）
- 戦時及戦後ニ於ケル地方行政ニ関スル調査ノ為内務省ニ臨時職員設置ノ件（大正6年勅令第172号）
- 高等官官等俸給令中改正ノ件（大正6年勅令第173号）
- 大正六年法律第二十八号朝鮮鉄道用品資金会計法廃止ノ件法律施行期日ノ件（大正6年勅令第174号）
- 青島守備軍民政部条例（大正6年勅令第175号）
- 戦時船舶管理局官制（大正6年勅令第176号）
- 高等官官等俸給令中改正ノ件（大正6年勅令第177号）
- 青島地方ニ在勤スル職員ノ官等俸給等ニ関スル件（大正6年勅令第178号）
- 台湾総督府医院官制中改正ノ件（大正6年勅令第179号）
- 台湾総督府研究所官制中改正ノ件（大正6年勅令第180号）
- 海軍ニ於テ造船若ハ造兵ノ事業ニ必要ナル機械、機具若ハ材料又ハ其ノ事業ノ設備ニ必要ナル工事用材料ノ買入ニ関スル随意契約ノ件（大正6年勅令第181号）
- 朝鮮総督府税関官制中改正ノ件（大正6年勅令第182号）
- 樺太庁官制中改正ノ件（大正6年勅令第183号）
- 鉄砲火薬取締法施行規則中改正ノ件（大正6年勅令第184号）
- 生糸検査所官制中改正ノ件（大正6年勅令第185号）
- 高等官官等俸給令中改正ノ件（大正6年勅令第186号）
- 陸軍給与令中改正ノ件（大正6年勅令第187号）
- 台湾島及澎湖島駐箚陸軍部隊給与規則中改正ノ件（大正6年勅令第188号）
- 朝鮮満洲駐箚陸軍部隊給与令中改正ノ件（大正6年勅令第189号）
- 支那駐箚陸軍部隊給与令中改正ノ件（大正6年勅令第190号）
- 巡査給与令中改正ノ件（大正6年勅令第191号）
- 陸軍服制中改正ノ件（大正6年勅令第192号）
- 青島守備軍民政部職員服制（大正6年勅令第193号）
- 陸軍軍人服役令中改正ノ件（大正6年勅令第194号）
- 朝鮮総督府平壌鉱業所官制中改正ノ件（大正6年勅令第195号）
- 台湾総督府工業講習所官制中改正ノ件（大正6年勅令第196号）
- 明治三十九年勅令第三百五号（製鉄所及林区署ノ現業ニ従事スル判任官及雇員ノ勤勉手当ニ関スル件）中改正ノ件（大正6年勅令第197号）
- 朝鮮国有林未墾地及森林産物特別処分令中改正ノ件（大正6年勅令第198号）
- 大正六年法律第二十二号（産業組合法中改正）施行期日ノ件（大正6年勅令第199号）
- 産業組合法中主務大臣ノ行フ職務ニ関スル件（大正6年勅令第200号）
- 産業組合法第四十六条ノ二ノ規定ニ依ル払戻準備金ノ管理ニ関スル件（大正6年勅令第201号）
- 小額紙幣発行ニ関スル件（大正6年勅令第202号）
- 小額紙幣ノ形式ノ件（大正6年勅令第203号）
- 軍事救護法施行期日ノ件（大正6年勅令第204号）
- 軍事救護法施行ニ関スル件（大正6年勅令第205号）
- 軍事救護法施行令（大正6年勅令第206号）
- 朝鮮総督府官制中改正ノ件（大正6年勅令第207号）
- 明治四十五年勅令第二十四号（鉱区臨検、水産試験及灌漑事業調査ノ事務ニ従事セシムルタメ朝鮮総督府ニ臨時職員設置）中改正ノ件（大正6年勅令第208号）
- 台湾総督府官制中改正ノ件（大正6年勅令第209号）
- 河川事業ニ関スル事務ニ従事セシムル為台湾総督府ニ臨時職員設置ノ件（大正6年勅令第210号）
- 台湾総督府地方官官制中改正ノ件（大正6年勅令第211号）
- 明治四十五年勅令第百十二号（蚕業奨励ニ関スル事業ニ従事セシムルタメ台湾総督府ニ臨時職員設置）中改正ノ件（大正6年勅令第212号）
- 築城部条例中改正ノ件（大正6年勅令第213号）
- 軍人傷痍記章条例中改正ノ件（大正6年勅令第214号）
- 三等郵便局及三等電信局通信手ニ関スル件（大正6年勅令第215号）
- 大正三年勅令第二百六十号（逓信省部内ノ官吏ニシテ戦時ニ際シ所属部局以外ニ於テ臨時逓信ノ事務ニ従事シ又ハ陸海軍特設ノ事務ニ従事シタル者ノ復帰ニ関スル件）中改正ノ件（大正6年勅令第216号）
- 関東州及南満洲鉄道附属地ニ於ケル朝鮮銀行銀行券ノ通用ニ関スル件（大正6年勅令第217号）
- 明治三十九年勅令第二百四十七号（横浜正金銀行ノ関東州及清国ニ於ケル銀行券ノ発行ニ関スル件）中改正ノ件（大正6年勅令第218号）
- 経済調査会官制廃止ノ件（大正6年勅令第219号）
- 北海道庁官制中改正ノ件（大正6年勅令第220号）
- 拓殖及森林事務ニ従事セシムル為北海道庁ニ臨時職員増置等ノ件ヲ定ム（大正6年勅令第221号）
- 警察官及消防官服制中改正ノ件（大正6年勅令第222号）
- 巡査服制中改正ノ件（大正6年勅令第223号）
- 軽便鉄道材料及附属物件譲与ニ関スル件（大正6年勅令第224号）
- 朝鮮総督府判事及朝鮮総督府検事官等給与令中改正ノ件（大正6年勅令第225号）
- 大正六年法律第十六号蚕糸業法中改正法律施行期日ノ件（大正6年勅令第226号）
- 蚕種検査手数料ニ関スル件（大正6年勅令第227号）
- 明治三十二年勅令第六十五号（阿片売下代価ヲ収入印紙ニテ納付セシムル件）中改正ノ件（大正6年勅令第228号）
- 工業用酒精酒類其他酒精含有飲料戻税法施行規則中改正ノ件（大正6年勅令第229号）
- 大正六年法律第二号銃砲火薬類取締法中改正法律施行期日ノ件（大正6年勅令第230号）
- 林野其ノ他ノ土地整理ニ関スル事務ニ従事セシムル為台湾総督府地方庁ニ臨時職員設置ノ件（大正6年勅令第231号）
- 外国在勤者等臨時増給ノ件（大正6年勅令第232号）
- 種緬羊売買及貸渡ニ関スル随意契約並無償付与ノ件（大正6年勅令第233号）
- 戦時海上再保険法ニ依リ取得シタル物件ノ売払ニ関スル随意契約ノ件（大正6年勅令第234号）
- 明治四十年勅令第二百九号（台湾総督府巡査看守等ノ給与ニ関スル件）改正ノ件（大正6年勅令第235号）
- 台湾総督府巡査補俸給令中改正ノ件（大正6年勅令第236号）
- 大正六年勅令第百十五号（内務省ニ軍事救護法施行ニ関スル職員臨時増置）中改正ノ件（大正6年勅令第237号）
- 北海道官制中改正ノ件（大正6年勅令第238号）
- 地方官官制中改正ノ件（大正6年勅令第239号）
- 海軍准士官下士任用進級条例中改正ノ件（大正6年勅令第240号）
- 軍人恩給法第二十七条ノ二ノ傷痍ニ関スル件（大正6年勅令第241号）
- 大正六年法律第六号（軍人恩給法中改正）附則第九項ノ規定ニ依ル恩給等ニ関スル件（大正6年勅令第242号）

## 大正7年
- 特許局官制改正ノ件（大正7年勅令第1号）
- 大正四年勅令第八十五号（特許局ニ臨時職員設置）中改正ノ件（大正7年勅令第2号）
- 高等官官等俸給令中改正ノ件（大正7年勅令第3号）
- 台湾総督府税関官制中改正ノ件（大正7年勅令第4号）
- 朝鮮総督府地方庁職員特別任用令中改正ノ件（大正7年勅令第5号）
- 徴兵事務条例中改正ノ件（大正7年勅令第6号）
- 高等試験令（大正7年勅令第7号）
- 普通試験令（大正7年勅令第8号）
- 高等試験委員及普通試験委員官制（大正7年勅令第9号）
- 文官任用令中改正ノ件（大正7年勅令第10号）
- 外交官領事官及書記生任用令中改正ノ件（大正7年勅令第11号）
- 台湾総督府営林局官制中改正ノ件（大正7年勅令第12号）
- 朝鮮官有財産官吏規則中改正ノ件（大正7年勅令第13号）
- 砲兵工廠条例中改正ノ件（大正7年勅令第14号）
- 明治四十二年勅令第百五十一号（通信官署現業員共済組合ニ関スル件）中改正ノ件（大正7年勅令第15号）
- 駅屯土特別処分令中改正ノ件（大正7年勅令第16号）
- 樺太庁臨時築港事務所官制（大正7年勅令第17号）
- 大阪市消防規程中改正ノ件（大正7年勅令第18号）
- 巡査看守療治料給助料及弔祭料給与令中改正ノ件（大正7年勅令第19号）
- 特別用塩規則中改正ノ件（大正7年勅令第20号）
- 台湾総督府鉄道部官制中改正ノ件（大正7年勅令第21号）
- 貴族院令中改正ノ件（大正7年勅令第22号）
- 貴族院多額納税者議員互選規則及明治二十七年勅令第五十七号貴族院多額納税者議員ノ補闕選挙ニ関スル件ヲ北海道及沖縄県ニ施行スル件（大正7年勅令第23号）
- 明治二十一年勅令第六十一号（地方税中警察費ニ対スル国庫下渡金改正ノ件ノ件）中改正ノ件（大正7年勅令第24号）
- 維新史料編纂会官制中改正ノ件（大正7年勅令第25号）
- 高等官官等俸給令中改正ノ件（大正7年勅令第26号）
- 明治三十五年勅令第十一号（陸軍武官官等表）中改正ノ件（大正7年勅令第27号）
- 陸軍軍人服役令中改正ノ件（大正7年勅令第28号）
- 大正三年勅令第百六号（船舶積量改測ノタメ逓信省及逓信局ニ臨時職員設置）廃止ノ件（大正7年勅令第29号）
- 大正五年勅令第百七十八号（船用品検査所設置ノ為逓信省ニ臨時職員設置）廃止ノ件（大正7年勅令第30号）
- 朝鮮総督府獣疫血清製造所官制（大正7年勅令第31号）
- 酒造税法施行規則中改正ノ件（大正7年勅令第32号）
- 臨時横浜港設備委員会官制廃止ノ件（大正7年勅令第33号）
- 大正三年勅令第五十九号（戸口調査ノ事務ニ従事セシムルタメ台湾総督府ニ臨時職員設置）廃止ノ件（大正7年勅令第34号）
- 国勢調査ニ関スル事務ニ従事セシムル為台湾総督府ニ臨時職員ヲ置クノ件（大正7年勅令第35号）
- 大正七年法律第十一号（遠洋漁業奨励法中改正）施行期日ノ件（大正7年勅令第36号）
- 大正三年勅令第三十九号（遠洋漁業奨励ニ依リ奨励金ヲ下付スルコトヲ得ヘキ漁猟業及副漁具ノ種類並ニ船舶ノ噸数等ノ制限ニ関スル件）中改正ノ件（大正7年勅令第37号）
- 海軍造兵廠条例中改正ノ件（大正7年勅令第38号）
- 海軍工廠条例中改正ノ件（大正7年勅令第39号）
- 海軍航空機試験所令（大正7年勅令第40号）
- 東北帝国大学官制中改正ノ件（大正7年勅令第41号）
- 明治四十年勅令第二百三十六号（東北帝国大学ニ関スル件）中改正ノ件（大正7年勅令第42号）
- 北海道帝国大学ニ関スル件（大正7年勅令第43号）
- 北海道帝国大学官制（大正7年勅令第44号）
- 生糸検査所官制中改正ノ件（大正7年勅令第45号）
- 絹業試験所官制（大正7年勅令第46号）
- 朝鮮総督府勧業模範場官制中改正ノ件（大正7年勅令第47号）
- 朝鮮総督府専門学校官制中改正ノ件（大正7年勅令第48号）
- 朝鮮総督府高等普通学校官制中改正ノ件（大正7年勅令第49号）
- 朝鮮総督府中学校官制中改正ノ件（大正7年勅令第50号）
- 旅順師範学堂官制（大正7年勅令第51号）
- 高等官官等俸給令中改正ノ件（大正7年勅令第52号）
- 明治四十三年勅令第百五十四号（文部省直轄諸学校教官俸給ノ支給ニ関スル件）中改正ノ件（大正7年勅令第53号）
- 陸軍給与令中改正ノ件（大正7年勅令第54号）
- 朝鮮満洲駐箚陸軍部隊給与令中改正ノ件（大正7年勅令第55号）
- 海軍給与令中改正ノ件（大正7年勅令第56号）
- 大正四年勅令第十号（山東省及南洋群島ニ在勤スル海軍軍人軍属ニ加俸支給ノ件）中改正ノ件（大正7年勅令第57号）
- 山東省及南洋群島所在海軍部隊附属艦船乗員ノ航海加俸ニ関スル件（大正7年勅令第58号）
- 大正三年勅令第百五十七号（請願ニ依ル消防手及消防員配置ニ関スル件）中改正ノ件（大正7年勅令第59号）
- 貨幣法ヲ朝鮮ニ施行スルノ件（大正7年勅令第60号）
- 北海道帝国大学農科大学ノ講座ニ関スル件（大正7年勅令第61号）
- 朝鮮人官吏ノ文官退官賜金ニ関スル件（大正7年勅令第62号）
- 大正七年ニ於ケル沖縄県ノ所得調査委員会開会日数ニ関スル件（大正7年勅令第63号）
- 戦時利得税法施行規則（大正7年勅令第64号）
- 明治三十年勅令第百九十五号（市町村ニ於テ徴収スヘキ国税ニ関スル件）中改正ノ件（大正7年勅令第65号）
- 関東都督府観測所官制中改正ノ件（大正7年勅令第66号）
- 判任官ノ待遇ヲ受クル消防手ノ休職ニ関スル件（大正7年勅令第67号）
- 臨時恩給ニ関スル事務ニ従事セシムル為内閣ニ職員増置ノ件（大正7年勅令第68号）
- 台湾公立中学校官制中改正ノ件（大正7年勅令第69号）
- 台湾総督府高等女学校官制中改正ノ件（大正7年勅令第70号）
- 台湾総督府商業学校官制中改正ノ件（大正7年勅令第71号）
- 関東都督府中学校官制中改正ノ件（大正7年勅令第72号）
- 関東都督府高等女学校官制中改正ノ件（大正7年勅令第73号）
- 明治四十三年勅令第二百二十七号（旅順工科学堂関東都督府中学校又ハ関東都督府高等女学校ノ教授助教授教諭又ハ講師ノ俸給支給等ニ関スル件）中改正ノ件（大正7年勅令第74号）
- 市町村義務教育費国庫負担法ノ施行ニ関スル件（大正7年勅令第75号）
- 明治二十八年勅令第百四号（東北帝国大学ノ資金ニ属スル北海道ノ土地ヲ貸付スルトキハ随意契約ニ依ルコトヲ得ル件）中改正ノ件（大正7年勅令第76号）
- 明治三十九年勅令第三百十八号（朝鮮、台湾、樺太等ニ在ル者ノ徴兵身体検査ニ関スル件）中改正ノ件（大正7年勅令第77号）
- 朝鮮、台湾、樺太、関東州又ハ満洲ニ在ル陸軍軍人ノ服役事務ニ関スル件（大正7年勅令第78号）
- 明治四十四年勅令第百号（農商務省ニ臨時職員設置）中改正ノ件（大正7年勅令第79号）
- 緬羊ニ関スル事務ニ従事セシムル為農商務省ニ臨時職員増置ノ件（大正7年勅令第80号）
- 蚕業試験場官制中改正ノ件（大正7年勅令第81号）
- 植物検査所官制中改正ノ件（大正7年勅令第82号）
- 種羊場官制（大正7年勅令第83号）
- 明治四十年勅令第二百二十七号（種馬牧場、種馬育成所又ハ種馬所等ノ燕麦又ハ乾草ノ購入ニ関スル随意契約ノ件）中改正ノ件（大正7年勅令第84号）
- 樺太庁中学校官制中改正ノ件（大正7年勅令第85号）
- 樺太庁高等女学校官制中改正ノ件（大正7年勅令第86号）
- 明治三十二年勅令第百四十五号（常設海軍軍法会議ニ海軍警査ヲ設置）中改正ノ件（大正7年勅令第87号）
- 明治三十七年勅令第二十五号（臨時海軍軍法会議及海軍合囲地軍法会議ニ於ケル主理、録事、海軍警査ニ関スル件）中改正ノ件（大正7年勅令第88号）
- 判任官及判任官ノ待遇ヲ受クル者ニ臨時手当給与ノ件（大正7年勅令第89号）
- 海軍准士官下士任用進級条例中改正ノ件（大正7年勅令第90号）
- 軍用自動車補助法施行期日ノ件（大正7年勅令第91号）
- 外国米ノ輸入等ニ関スル件（大正7年勅令第92号）
- 農商務省ニ臨時外米管理部ヲ置クノ件（大正7年勅令第93号）
- 高等官官等俸給令中改正ノ件（大正7年勅令第94号）
- 衛生ニ関スル調査及試験並染料医薬品製造奨励法施行ニ関スル事務ニ従事セシムルタメ内務省ニ臨時職員設置大正四年勅令第百四十七号（内務省ニ染料医薬品製造奨励施行ニ関スル事務ニ従事スル臨時職員設置）廃止ノ件（大正7年勅令第95号）
- 東北帝国大学官制中改正ノ件（大正7年勅令第96号）
- 朝鮮総督府地方官官制中改正ノ件（大正7年勅令第97号）
- 朝鮮総督府臨時土地調査局官制中改正ノ件（大正7年勅令第98号）
- 朝鮮総督府裁判所職員定員令中改正ノ件（大正7年勅令第99号）
- 朝鮮総督府中央試験所官制中改正ノ件（大正7年勅令第100号）
- 明治四十五年勅令第二十四号（鉱区臨検、水産試験及潅漑事業調査ノ事務ニ従事セシムルタメ朝鮮総督府ニ臨時職員設置）中改正ノ件（大正7年勅令第101号）
- 朝鮮総督府監獄官制中改正ノ件（大正7年勅令第102号）
- 関東都督府通信官署官制中改正ノ件（大正7年勅令第103号）
- 高等官官等俸給令中改正ノ件（大正7年勅令第104号）
- 高等官官等俸給令中改正ノ件（大正7年勅令第105号）
- 明治四十三年勅令第百五十四号（文部省直轄諸学校教官俸給ノ支給ニ関スル件）中改正ノ件（大正7年勅令第106号）
- 水産ニ関スル調査及保護奨励ニ関スル事務ニ従事セシムル為農商務省ニ臨時職員ヲ置クノ件（大正7年勅令第107号）
- 水産講習所官制中改正ノ件（大正7年勅令第108号）
- 高等官官等俸給令中改正ノ件（大正7年勅令第109号）
- 朝鮮総督府林野調査委員会官制（大正7年勅令第110号）
- 明治三十年勅令第百四十四号（貨幣ノ形式ヲ定ムル件）中改正ノ件（大正7年勅令第111号）
- 外国駐在陸軍武官ノ旅費ニ関スル件（大正7年勅令第112号）
- 関税制度調査ニ従事セシムル為朝鮮総督府ニ臨時職員ヲ置クノ件（大正7年勅令第113号）
- 朝鮮総督府税関官制中改正ノ件（大正7年勅令第114号）
- 関東都督府ニ臨時職員増置判定明治四十年勅令第二十四号（関東都督府ニ於ケル技師技手増置並ニ嘱託員雇員使用ノ件）廃止ノ件（大正7年勅令第115号）
- 樺太庁郵便局官制中改正ノ件（大正7年勅令第116号）
- 陸軍将校馬具制中改正ノ件（大正7年勅令第117号）
- 陸軍葬喪令中改正ノ件（大正7年勅令第118号）
- 文部省官制中改正ノ件（大正7年勅令第119号）
- 朝鮮総督府判事及朝鮮総督府検事官等給与令中改正ノ件（大正7年勅令第120号）
- 樺太庁ニ於テ酒精ヲ売渡ス場合ニ於ケル随意契約等ニ関スル件（大正7年勅令第121号）
- 陸軍ニ於テ朝鮮師団営繕及初度調弁費支弁ニ属スル工事施行ノ為朝鮮ニ於テ木材、練瓦等ノ買入ニ関スル随意契約ノ件（大正7年勅令第122号）
- 戦時利得税法ノ一部ヲ台湾ニ施行（大正7年勅令第123号）
- 大正六年勅令第百四十六号（農事ノ調査及奨励並ニ産業組合ノ事務ニ従事セシムルタメ農商務省ニ臨時職員設置）中改正ノ件（大正7年勅令第124号）
- 高等官官等俸給令中改正ノ件（大正7年勅令第125号）
- 明治三十九年勅令第五十八号（山林事務ニ関スル臨時職員設置）中改正ノ件（大正7年勅令第126号）
- 大正二年勅令第三百号（蔗苗養成ニ関スル事務ニ従事セシムルタメ台湾総督府ニ臨時職員設置）中改正ノ件（大正7年勅令第127号）
- 海洋調査ニ関スル事務ニ従事セシムル為台湾総督府ニ臨時職員ヲ置クノ件（大正7年勅令第128号）
- 台湾総督府中学校官制中改正ノ件（大正7年勅令第129号）
- 台湾総督府鉄道部官制中改正ノ件（大正7年勅令第130号）
- 海軍高等武官補充条例中改正ノ件（大正7年勅令第131号）
- 在外公館職員定員令中改正ノ件（大正7年勅令第132号）
- 在外公館費用条例中改正ノ件（大正7年勅令第133号）
- 南満洲ニ在勤スル憲兵上等兵ノ職務ニ関スル件（大正7年勅令第134号）
- 臨時国勢調査局官制（大正7年勅令第135号）
- 国勢調査評議会官制（大正7年勅令第136号）
- 国勢調査ニ従事セシムル為朝鮮総督府ニ臨時職員ヲ置クノ件（大正7年勅令第137号）
- 高等官官等俸給令中改正ノ件（大正7年勅令第138号）
- 工場ノ災害予防調査並工場及鉱業ノ衛生調査ニ関スル臨時職員設置ノ件（大正7年勅令第139号）
- 工業試験所官制改正ノ件（大正7年勅令第140号）
- 臨時窒素研究所官制（大正7年勅令第141号）
- 明治二十三年勅令第百十一号（行政裁判所評定官ノ員数並書記ノ員数及職務ノ件）中改正ノ件（大正7年勅令第142号）
- 大正七年度歳出予算中第一予備金ヲ以テ補充シ得ヘキ費途ノ件（大正7年勅令第143号）
- 共通法ノ一部施行ノ件（大正7年勅令第144号）
- 恩給事務ニ従事セシムル為陸軍省ニ臨時職員増置ノ件（大正7年勅令第145号）
- 台湾総督府工業講習所官制中改正ノ件（大正7年勅令第146号）
- 貴族院事務局官制中改正ノ件（大正7年勅令第147号）
- 衆議院事務局官制中改正ノ件（大正7年勅令第148号）
- 高等官官等俸給令中改正ノ件（大正7年勅令第149号）
- 北海道庁支庁長、島司及郡長ノ特別任用ニ関スル件（大正7年勅令第150号）
- 内務省官制中改正ノ件（大正7年勅令第151号）
- 治水事業、河川港湾ノ改良及道路港湾調査ニ関スル事務ニ従事セシムルタメ内務省ニ臨時職員設置大正二年勅令第百四十三号（治水港湾道路ノ調査監督並ニ其工事及事務ニ従事スル職員設置）廃止ノ件（大正7年勅令第152号）
- 都市計画調査ニ関スル事務ニ従事セシムル為内務省ニ臨時職員設置ノ件（大正7年勅令第153号）
- 都市計画調査会官制（大正7年勅令第154号）
- 警察講習所官制（大正7年勅令第155号）
- 警視庁官制中改正ノ件（大正7年勅令第156号）
- 北海道庁官制中改正ノ件（大正7年勅令第157号）
- 地方官官制中改正ノ件（大正7年勅令第158号）
- 高等官官等俸給令中改正ノ件（大正7年勅令第159号）
- 明治四十四年勅令第百六十一号（港湾調査会等ノ酋長、委員及臨時委員旅費支給ノ件）中改正ノ件（大正7年勅令第160号）
- 警部消防士特別任用令中改正ノ件（大正7年勅令第161号）
- 朝鮮総督府官制中改正ノ件（大正7年勅令第162号）
- 朝鮮総督府逓信官署官制中改正ノ件（大正7年勅令第163号）
- 明治四十四年勅令第八十二号（鉱床、林野及国有未墾地調査ノ事務ニ従事セシムルタメ朝鮮総督府ニ臨時職員設置）中改正ノ件（大正7年勅令第164号）
- 鉱業ニ関スル事務ニ従事セシムル為台湾総督府ニ臨時職員ヲ置クノ件（大正7年勅令第165号）
- 区ノ制度調査ニ関スル事務ニ従事セシムル為台湾総督府ニ臨時職員ヲ置クノ件（大正7年勅令第166号）
- 関東都督府官制中改正ノ件（大正7年勅令第167号）
- 高等官官等俸給令中改正ノ件（大正7年勅令第168号）
- 朝鮮総督府医院事務官特別任用ニ関スル件（大正7年勅令第169号）
- 明治四十三年勅令第百八十号（関東都督府中学校長及関東都督府高等女学校長特別任ニ関スル件）中改正ノ件（大正7年勅令第170号）
- 外務省臨時調査部官制中改正ノ件（大正7年勅令第171号）
- 法制局官制中改正ノ件（大正7年勅令第172号）
- 大正七年法律第三十五号（東京市区改正ノ件条例中改正）、大正七年法律第三十六号（京都市大阪市其ノ他ノ市ノ市区改正ノ件ニ関シ東京市区改正ノ件条例及東京市区改正ノ件土地建物処分規則ヲ準用シ得ル件）施行期日ノ件（大正7年勅令第173号）
- 千住製絨所官制中改正ノ件（大正7年勅令第174号）
- 陸軍兵器廠条例中改正ノ件（大正7年勅令第175号）
- 陸軍兵器部令（大正7年勅令第176号）
- 高等官官等俸給令中改正ノ件（大正7年勅令第177号）
- 軍需局官制（大正7年勅令第178号）
- 軍需評議会官制（大正7年勅令第179号）
- 高等官官等俸給令中改正ノ件（大正7年勅令第180号）
- 東京市区改正ノ件条例第十四条ノ規定ニ依ル事業執行及営造物管理ニ関スル件（大正7年勅令第181号）
- 東京市区改正ノ件委員会組織権限規程（大正7年勅令第182号）
- 京都市、大阪市其ノ他ノ市区改正ノ件委員会ノ組織権限ニ関スル件（大正7年勅令第183号）
- 東京市区改正ノ件条例及東京市区改正ノ件土地建物処分規則等準用ノ件（大正7年勅令第184号）
- 内閣所属職員官制中改正ノ件（大正7年勅令第185号）
- 国勢調査ニ関スル事務ニ従事セシムル為樺太庁ニ臨時職員ヲ置クノ件（大正7年勅令第186号）
- 拓殖、森林及土木営繕ノ事務ニ従事セシムルタメ樺太庁ニ臨時職員設置明治四十年勅令第五十八号（樺太庁ニ於ケル技師属技手増置並ニ嘱託員雇員使用ノ件）廃止ノ件（大正7年勅令第187号）
- 樺太庁医院官制改正ノ件（大正7年勅令第188号）
- 樺太庁観測所官制（大正7年勅令第189号）
- 樺太庁農事試験場官制（大正7年勅令第190号）
- 樺太庁水産試験場官制（大正7年勅令第191号）
- 高等官官等俸給令中改正ノ件（大正7年勅令第192号）
- 樺太庁及所属官署職員ノ宿舎料ニ関スル件（大正7年勅令第193号）
- 大正六年勅令第四十七号（鉱業ノ出願ニ関スル事務ニ従事セシムルタメ鉱務署ニ臨時職員増置）改正ノ件（大正7年勅令第194号）
- 明治四十三年勅令第二百四号（樺太庁ニ於ケル生産物売払代金延納ノ件）中改正ノ件（大正7年勅令第195号）
- 陸軍省官制中改正ノ件（大正7年勅令第196号）
- 海軍省官制中改正ノ件（大正7年勅令第197号）
- 樺太庁官制改正ノ件大正五年勅令第六十二号（樺太庁ニ税務吏設置）、同勅令第二百四十六号（樺太庁ニ森林主事設置）廃止ノ件（大正7年勅令第198号）
- 樺太庁鉄道事務所官制（大正7年勅令第199号）
- 鉄道ノ建設ニ関スル事務ニ従事セシムル為樺太鉄道事務所ニ臨時職員ヲ置クノ件（大正7年勅令第200号）
- 高等官官等俸給令中改正ノ件（大正7年勅令第201号）
- 大正六年勅令第八十七号（関東都督府警務総長、警視及警部ノ任用及官等等級ニ関スル件）中改正ノ件（大正7年勅令第202号）
- 樺太庁及所属官署職員特別任用令（大正7年勅令第203号）
- 戦時海上再保険金額概算渡ノ件（大正7年勅令第204号）
- 明治四十年勅令第九十四号（司法ニ関スル法律ヲ樺太ニ施行スル件）中改正ノ件（大正7年勅令第205号）
- 大蔵省ニ於テ官有財産ノ整理ニ関スル調査ノ為臨時職員設置ノ件（大正7年勅令第206号）
- 戦時利得税徴収ノ為大蔵省、税務監督局及税務署ニ臨時職員設置ノ件（大正7年勅令第207号）
- 税関官制中改正ノ件（大正7年勅令第208号）
- 臨時議院建築局官制（大正7年勅令第209号）
- 逓信省官制中改正ノ件（大正7年勅令第210号）
- 無線電信局設置ノ為逓信省ニ臨時職員ヲ置クノ件（大正7年勅令第211号）
- 航路標識管理所官制中改正ノ件（大正7年勅令第212号）
- 為替貯金局官制中改正ノ件（大正7年勅令第213号）
- 軍人恩給法改正ノ件ニ伴フ支給事務取扱ノタメ為替貯金局及郵便局ニ臨時職員設置（大正7年勅令第214号）
- 地方逓信官署官制中改正ノ件（大正7年勅令第215号）
- 電気工業用発電水力調査ノ為逓信省及逓信局ニ臨時職員ヲ置クノ件（大正7年勅令第216号）
- 大正六年勅令第九十九号（電話事業拡張ノタメ逓信省及逓信局ニ臨時職員設置）中改正ノ件（大正7年勅令第217号）
- 商船学校官制中改正ノ件（大正7年勅令第218号）
- 電気試験所官制（大正7年勅令第219号）
- 高等官官等俸給令中改正ノ件（大正7年勅令第220号）
- 外務省官制中改正ノ件（大正7年勅令第221号）
- 電信ニ関スル事務ニ従事セシムル為外務省ニ臨時職員増置ノ件（大正7年勅令第222号）
- 外交官及領事官官制中改正ノ件（大正7年勅令第223号）
- 在外公館職員定員令中改正ノ件（大正7年勅令第224号）
- 高等官官等俸給令中改正ノ件（大正7年勅令第225号）
- 公使館一等通訳官公使館二等通訳官及外務通訳生ノ在勤俸加俸旅費等ニ関スル件（大正7年勅令第226号）
- 在外公館費用条例中改正ノ件（大正7年勅令第227号）
- 教員検定委員会官制中改正ノ件（大正7年勅令第228号）
- 取引所令中改正ノ件（大正7年勅令第229号）
- 九州帝国大学官制中改正ノ件（大正7年勅令第230号）
- 農商務省官制中改正ノ件（大正7年勅令第231号）
- 農商務省ニ製鉄業奨励法施行ニ関スル事務ニ従事スル臨時職員増置（大正7年勅令第232号）
- 台湾総督府ニ土地改良ニ関スル事務ニ従事スル臨時職員設置ノ件（大正7年勅令第233号）
- 樟樹調査ニ関スル事務ニ従事セシムル為台湾総督府専売局ニ臨時職員ヲ置クノ件（大正7年勅令第234号）
- 茶業奨励ニ関スル事務ニ従事セシムル為台湾総督府ニ臨時職員増置ノ件（大正7年勅令第235号）
- 関東都督府ニ警察官臨時増置ノ件（大正7年勅令第236号）
- 明治四十五年勅令第百二十九号（九州帝国大学医科大学ノ講座ニ関スル件）中改正ノ件（大正7年勅令第237号）
- 大蔵省官制中改正ノ件（大正7年勅令第238号）
- 税務監督局官制中改正ノ件（大正7年勅令第239号）
- 官有財産調査会官制（大正7年勅令第240号）
- 高等官官等俸給令中改正ノ件（大正7年勅令第241号）
- 外国在勤警部巡査任用及支給規則中改正ノ件（大正7年勅令第242号）
- 巡査給与令中改正ノ件（大正7年勅令第243号）
- 大正七年法律第十六号（裁判所ノ設立ニ関スル件）、大正七年法律第十七号（裁判所管轄区域中改正）施行期日ノ件（大正7年勅令第244号）
- 明治四十一年勅令第二百八十三号（臨時司法省ニ技師技手設置）中改正ノ件（大正7年勅令第245号）
- 明治四十四年勅令第百七十一号（台湾総督府ニ土地整理ニ関スル事務ニ従事スル臨時職員設置）中改正ノ件（大正7年勅令第246号）
- 台湾総督府郵便局官制中改正ノ件（大正7年勅令第247号）
- 台湾総督府専売局官制中改正ノ件（大正7年勅令第248号）
- 明治四十三年勅令第五十八号（裁判所書記長書記定員）中改正ノ件（大正7年勅令第249号）
- 判事検事官等俸給令中改正ノ件（大正7年勅令第250号）
- 台湾総督府法院職員官等俸給及定員令中改正ノ件（大正7年勅令第251号）
- 高等官官等俸給令中改正ノ件（大正7年勅令第252号）
- 明治四十五年勅令第十五号（臨時軍用気球研究会ノ事務ニ従事セシムルタメ陸軍省ニ臨時職員設置）中改正ノ件（大正7年勅令第253号）
- 明治四十年勅令第二百十五号（臨時文部省及帝国大学ニ技師技手設置）中改正ノ件（大正7年勅令第254号）
- 京都帝国大学官制中改正ノ件（大正7年勅令第255号）
- 東北帝国大学官制中改正ノ件（大正7年勅令第256号）
- 台湾総督府医学校官制中改正ノ件（大正7年勅令第257号）
- 高等官官等俸給令中改正ノ件（大正7年勅令第258号）
- 明治四十三年勅令第四百三号（朝鮮人タル文官ノ給与ニ関スル件）中改正ノ件（大正7年勅令第259号）
- 紙幣類似証券取締法ヲ樺太ニ施行（大正7年勅令第260号）
- 明治三十六年勅令第六十八号（京都帝国大学法科大学医科大学及理工科大学講座ノ件）中改正ノ件（大正7年勅令第261号）
- 明治四十四年勅令第四十七号（東北帝国大学理科大学ノ講座ニ関スル件）中改正ノ件（大正7年勅令第262号）
- 救済事業調査会官制（大正7年勅令第263号）
- 海軍給与令中改正ノ件（大正7年勅令第264号）
- 海軍造船生徒、造機生徒及造兵生徒令中改正ノ件（大正7年勅令第265号）
- 朝鮮総督府営林廠官制中改正ノ件（大正7年勅令第266号）
- 時局中臨時特設ノ海軍部隊ニ職員ヲ置クノ件（大正7年勅令第267号）
- 北海道帝国大学官制中改正ノ件（大正7年勅令第268号）
- 田畑地価調査ノ為大蔵省、税務監督局及税務署ニ臨時職員増置ノ件（大正7年勅令第269号）
- 東京帝国大学官制中改正ノ件（大正7年勅令第270号）
- 高等官官等俸給令中改正ノ件（大正7年勅令第271号）
- 帝国大学高等官官等俸給令中改正ノ件（大正7年勅令第272号）
- 主税局事務官特別任用ニ関スル件（大正7年勅令第273号）
- 明治二十六年勅令第九十三号（帝国大学各分科大学ニ於ケル講座ノ種類及其ノ数ヲ定ムル件）中改正ノ件（大正7年勅令第274号）
- 台湾総督府作業所官制中改正ノ件（大正7年勅令第275号）
- 海軍下士卒現役条例中改正ノ件（大正7年勅令第276号）
- 明治三十二年勅令第三百六十三号（国有林野産物ノ随意契約ニ依ル売払ニ関スル件）中改正ノ件（大正7年勅令第277号）
- 大正六年勅令第二百二十一号（拓殖及森林事務ニ従事セシムルタメ北海道庁ニ臨時職員増置）中改正ノ件北海道庁森林監守規程廃止ノ件（大正7年勅令第278号）
- 判任官俸給令中改正ノ件（大正7年勅令第279号）
- 明治三十一年勅令第三百五十八号（千島国諸島在勤ノ北海道庁職員ニ手当給与ノ件）中改正ノ件（大正7年勅令第280号）
- 北海道庁森林主事給与品及貸付品規則（大正7年勅令第281号）
- 北海道庁森林主事ノ特別任用ニ関スル件（大正7年勅令第282号）
- 北海道庁営林区署及営林区分署職員服制（大正7年勅令第283号）
- 台湾総督府国語学校官制中改正ノ件（大正7年勅令第284号）
- 内国旅費臨時増給ニ関スル件（大正7年勅令第285号）
- 文部省直轄諸学校職員定員令中改正ノ件（大正7年勅令第286号）
- 台湾総督府工業学校官制（大正7年勅令第287号）
- 高等官官等俸給令中改正ノ件（大正7年勅令第288号）
- 台湾総督府工業学校長ノ特別任用ニ関スル件（大正7年勅令第289号）
- 臨時海港検疫所職員服制ニ関スル件（大正7年勅令第290号）
- 大正五年勅令第百九十六号（外国在勤ノ外務省警察官ニ関スル件）中改正ノ件（大正7年勅令第291号）
- 高等官官等俸給令中改正ノ件（大正7年勅令第292号）
- 外務省警視ノ在勤俸加俸旅費等ニ関スル件（大正7年勅令第293号）
- 外務省警視ノ特別任用ニ関スル件（大正7年勅令第294号）
- 朝鮮総督府警察官服制（大正7年勅令第295号）
- 工業試験所官制中改正ノ件（大正7年勅令第296号）
- 陸軍戦時給与規則中改正ノ件（大正7年勅令第297号）
- 海軍戦時給与規則中改正ノ件（大正7年勅令第298号）
- 朝鮮軍人及朝鮮軍人遺族扶助令（大正7年勅令第299号）
- 明治三十六年勅令第百十四号（工業試験所ニ於テ行フ分析、試験及鑑定ニ関スル手数料徴収ノ件）改正ノ件（大正7年勅令第300号）
- 陸軍服制中改正ノ件（大正7年勅令第301号）
- 有価証券割賦販売業法施行期日ノ件（大正7年勅令第302号）
- 有価証券割賦販売業法第二十一条ノ規定ニ依リ主務大臣ノ職権ニ属スル事項ヲ地方長官ヲシテ行ハシムルノ件（大正7年勅令第303号）
- 台湾総督府官制中改正ノ件（大正7年勅令第304号）
- 台湾総督府研究所官制中改正ノ件（大正7年勅令第305号）
- 台湾総督府地方官官制中改正ノ件（大正7年勅令第306号）
- 高等官官等俸給令中改正ノ件（大正7年勅令第307号）
- 判任官俸給令中改正ノ件（大正7年勅令第308号）
- 台湾総督府警察官服制中改正ノ件（大正7年勅令第309号）
- 専売局官制中改正ノ件（大正7年勅令第310号）
- 臨時議院建築局現業従事員ニ勤勉手当給与ノ件（大正7年勅令第311号）
- 戦役中陸軍部隊ノ賄料増加ノ件（大正7年勅令第312号）
- 朝鮮総督府専門学校官制中改正ノ件（大正7年勅令第313号）
- 大正三年勅令第五十八号（宅地租調査ノ事務ニ従事セシムルタメ台湾総督府ニ臨時職員設置）中改正ノ件（大正7年勅令第314号）
- 臨時台湾総督府工事部官制中改正ノ件（大正7年勅令第315号）
- 海軍教育本部条例中改正ノ件（大正7年勅令第316号）
- 海軍大学校条例改正ノ件（大正7年勅令第317号）
- 海軍兵学校条例改正ノ件（大正7年勅令第318号）
- 海軍機関学校令改正ノ件（大正7年勅令第319号）
- 海軍軍医学校条例改正ノ件（大正7年勅令第320号）
- 海軍砲術学校条例改正ノ件（大正7年勅令第321号）
- 海軍水雷学校条例改正ノ件（大正7年勅令第322号）
- 海軍経理学校条例改正ノ件（大正7年勅令第323号）
- 穀類収用令（大正7年勅令第324号）
- 大正七年勅令第九十二号（外国米ノ輸入等ニ関スル件）中改正ノ件（大正7年勅令第325号）
- 大正七年勅令第九十三号（農商務省ニ臨時外米管理部設置）中改正ノ件（大正7年勅令第326号）
- 高等官官等俸給令中改正ノ件（大正7年勅令第327号）
- 臨時西比利亜経済援助委員会官制（大正7年勅令第328号）
- 外務省ニ西比利亜経済援助事務ニ従事スル臨時職員増置ノ件（大正7年勅令第329号）
- 元帥府条例中改正ノ件（大正7年勅令第330号）
- 元帥佩刀制式（大正7年勅令第331号）
- 石炭抗爆発予防調査ノタメ鉱務署ニ臨時職員増置大正五年勅令第百四十三号（石炭抗爆発予防調査ノタメ農商務省ニ臨時職員増置）廃止ノ件（大正7年勅令第332号）
- 農商務省製鉄所又ハ水産講習所所属船舶ノ乗務員ニ食卓料及航海日当臨時増給方（大正7年勅令第333号）
- 航路標識視察船、商船学校所属航海練習船及海底電線布設船乗組員ニ食卓料及航海日当臨時増給ノ件（大正7年勅令第334号）
- 明治三十七年勅令第六十三号（島根県隠岐国ニ於ケル町村制度ニ関スル件）改正ノ件（大正7年勅令第335号）
- 気象ニ関スル事務ニ従事セシムル為中央気象台ニ臨時職員設置ノ件（大正7年勅令第336号）
- 逓信省臨時調査局官制中改正ノ件（大正7年勅令第337号）
- 大正二年勅令第七十五号（鉄道院職員定員）中改正ノ件（大正7年勅令第338号）
- 大正七年勅令第八十九号（判任官及判任官ノ待遇ヲ受クル者ニ臨時手当給与ノ件）中改正ノ件（大正7年勅令第339号）
- 戦時為替調査委員会官制（大正7年勅令第340号）
- 時局ニ関スル産業事務ニ従事セシムル為府県ニ臨時職員増置ノ件（大正7年勅令第341号）
- 高等官官等俸給令中改正ノ件（大正7年勅令第342号）
- 臨時国民経済調査会官制（大正7年勅令第343号）
- 監獄官制中改正ノ件（大正7年勅令第344号）
- 海軍給与令中改正ノ件（大正7年勅令第345号）
- 奏任及判任官待遇監獄職員給与令中改正ノ件（大正7年勅令第346号）
- 監獄医教誨師及教師ノ官等等級配当（大正7年勅令第347号）
- 巡査服制中改正ノ件（大正7年勅令第348号）
- 褒章条例中改正ノ件（大正7年勅令第349号）
- 明治四十四年法律第二号（公共団体ニ対スル工事補助費繰越使用ニ関スル件）ヲ朝鮮ニ施行スルノ件（大正7年勅令第350号）
- 明治三十二年勅令第三百七十四号（砂防法第十一条ノ地租其他ノ公課減免ニ関スル件）中改正ノ件（大正7年勅令第351号）
- 賞勲局官制中改正ノ件（大正7年勅令第352号）
- 海軍造兵廠条例中改正ノ件（大正7年勅令第353号）
- 海軍工廠条例中改正ノ件（大正7年勅令第354号）
- 枢密院官制中改正ノ件（大正7年勅令第355号）
- 高等官官等俸給令中改正ノ件（大正7年勅令第356号）
- 徴兵令ニ依ル一年志願兵ニ関スル学校ノ認定及其ノ入営延期ニ関スル件（大正7年勅令第357号）
- 国勢調査施行令（大正7年勅令第358号）
- 骨牌税法施行規則中改正ノ件明治三十五年勅令第百五十五号（骨牌ニ貼用スヘキ印紙ニ関スル件）廃止ノ件（大正7年勅令第359号）
- 陸軍補充令中改正ノ件（大正7年勅令第360号）
- 執達吏ノ待遇ニ関スル件（大正7年勅令第361号）
- 巡査給与品及貸与品規則中改正ノ件（大正7年勅令第362号）
- 海軍志願兵条例中改正ノ件（大正7年勅令第363号）
- 府県費北海道地方費其ノ他国庫以外ヨリ旅費ノ支給ヲ受クル官吏ノ内国旅費増給ニ関スル件（大正7年勅令第364号）
- 海軍高等武官任用令（大正7年勅令第365号）
- 監獄医教誨師及教師ノ休職ニ関スル件（大正7年勅令第366号）
- 海軍服装令中改正ノ件（大正7年勅令第367号）
- 軍需工業動員法ヲ朝鮮台湾及樺太ニ施行スルノ件（大正7年勅令第368号）
- 関東州及南満洲鉄道附属地ニ於ケル軍需工業動員ニ関スル件（大正7年勅令第369号）
- 大正五年勅令第四十七号（内閣ニ臨時職員増置）廃止ノ件（大正7年勅令第370号）
- 時局ニ関スル通信事務ニ従事セシムル為朝鮮総督府逓信官署ニ臨時職員増置ノ件（大正7年勅令第371号）
- 金銀地金精製及品位証明規則中改正ノ件明治三十二年勅令第三十八号（輸納地金ノ精製手数料ニ関スル件）廃止ノ件（大正7年勅令第372号）
- 米及籾ノ輸入税ノ低減又ハ免除ニ関スル件（大正7年勅令第373号）
- 米及籾ノ輸入税免除（大正7年勅令第374号）
- 朝鮮総督府臨時土地調査局官制及朝鮮総督府地方土地調査委員会官制廃止ノ件（大正7年勅令第375号）
- 朝鮮総督府高等土地調査会官制中改正ノ件（大正7年勅令第376号）
- 高等官官等俸給令中改正ノ件（大正7年勅令第377号）
- 判任官俸給令中改正ノ件（大正7年勅令第378号）
- 朝鮮総督府高等土地調査委員会事務局副事務官特別任用ニ関スル件（大正7年勅令第379号）
- 海軍服装令中改正ノ件（大正7年勅令第380号）
- 陸海軍武官ニシテ航空機搭乗中変故ニ因リ傷痍ヲ受ケ危篤ニ陥リタル者ノ進級ノ件（大正7年勅令第381号）
- 傭人扶助令（大正7年勅令第382号）
- 国立感化院令中改正ノ件（大正7年勅令第383号）
- 高等官官等俸給令中改正ノ件（大正7年勅令第384号）
- 台湾総督府研究所官制中改正ノ件（大正7年勅令第385号）
- 大正三年勅令第二百六十号（逓信省部内ノ官吏ニシテ戦時ニ際シ所属部局以外ニ於テ臨時逓信ノ事務ニ従事シ又ハ陸海軍特設ノ事務ニ従事シタル者ノ復帰ニ関スル件）中改正ノ件（大正7年勅令第386号）
- 講話ニ関スル事項処弁ノタメ欧洲ヘ出張ヲ命セラレタル者ニ旅行手当支給ノ件（大正7年勅令第387号）
- 大学令（大正7年勅令第388号）[1]
- 高等学校令（大正7年勅令第389号）
- 台湾総督府監獄官制中改正ノ件（大正7年勅令第390号）
- 台湾総督府監獄医教誨師及教師ノ官等等級配当ノ件（大正7年勅令第391号）
- 台湾総督府監獄医教誨師及教師ノ休職ニ関スル件（大正7年勅令第392号）
- 現役海軍軍人又ハ軍属ト同一ノ家ニ在ル者ヲ当分ノ内海軍病院ニ収容スルコトヲ得ルノ件（大正7年勅令第393号）
- 陸軍軍人軍属ノ戦時増給等ニ関スル件（大正7年勅令第394号）
- 陸軍軍人軍属ノ戦時増給等ニ関スル件（大正7年勅令第395号）
- 医薬品製造試験ニ関スル事務ニ従事セシムル為衛生試験所ニ臨時職員増置ノ件（大正7年勅令第396号）
- 税務署官制中改正ノ件（大正7年勅令第397号）
- 臨時条約改正ノ件調査委員会官制（大正7年勅令第398号）
- 工業所有権戦時法施行ニ関スル事務ニ従事セシムル為特許局ニ臨時職員増置ノ件（大正7年勅令第399号）
- 朝鮮総督府逓信官署現業従事員ニ勤勉手当給与ノ件（大正7年勅令第400号）
- 海軍兵備品会計規則中改正ノ件（大正7年勅令第401号）
- 特別用塩規則中改正ノ件（大正7年勅令第402号）
- 明治四十四年勅令第百三十二号（日本勧業銀行法等ニ依ル市街地及地方ノ指定ニ関スル件）中改正ノ件（大正7年勅令第403号）

## 大正8年
- 台湾教育令（大正8年勅令第1号）
- 陸軍給与令第二十六条但書ノ規定ニ依ル食料定額増加ノ件（大正8年勅令第2号）
- 台湾総督府元製茶試験場所属ノ土地建物及器具機械ヲ売渡ストキ随意契約ニ依ルコトヲ得ルノ件（大正8年勅令第3号）
- 明治四十三年勅令第四百五十三号（鎮海軍港境域ノ件）改正ノ件（大正8年勅令第4号）
- 叙位条例中改正ノ件（大正8年勅令第5号）
- 監獄官制中改正ノ件（大正8年勅令第6号）
- 明治四十一年勅令第百三十七号（在外指定学校職員退隠料及遺族扶助料法中主務大臣及領事官ノ管掌ニ属スル事項ニ関スル件）中改正ノ件（大正8年勅令第7号）
- 大正五年勅令第二百三十三号（馬匹去勢施行ノ費用及馬匹去勢償金ニ関スル件）中改正ノ件（大正8年勅令第8号）
- 故大勲位李太王国葬ノ件（大正8年勅令第9号）
- 小学校令中改正ノ件（大正8年勅令第10号）
- 中学校令中改正ノ件（大正8年勅令第11号）
- 帝国大学令改正ノ件（大正8年勅令第12号） - 学校教育法制定により廃止
- 帝国大学及其ノ学部ニ関スル件（大正8年勅令第13号）
- 東京帝国大学各学部ニ於ケル講座ニ関スル件（大正8年勅令第14号）
- 京都帝国大学各学部ニ於ケル講座ニ関スル件（大正8年勅令第15号）
- 東北帝国大学各学部ニ於ケル講座ニ関スル件（大正8年勅令第16号）
- 九州帝国大学各学部ニ於ケル講座ニ関スル件（大正8年勅令第17号）
- 北海道帝国大学各学部ニ於ケル講座ニ関スル件（大正8年勅令第18号）
- 私立学校令中改正ノ件（大正8年勅令第19号）
- 時局ニ関スル特殊ノ要務ニ従事スルタメ外国ニ出張ヲ命セラレタル者ニ旅行手当支給ノ件（大正8年勅令第20号）
- 勤務演習召集演習召集及簡閲点呼ノ免除ニ付余人ヲ以テ代フヘカラサル職務ヲ奏スル者ニ関スル件（大正8年勅令第21号）
- 大正六年勅令第百七十二号（戦時及戦後ニ於ケル地方行政ニ関スル調査ノタメ内務省ニ臨時職員設置）中改正ノ件（大正8年勅令第22号）
- 朝鮮総督府監獄医教誨師及教師ノ官等等級配当ノ件（大正8年勅令第23号）
- 奏任及判任待遇朝鮮総督府監獄職員給与令中改正ノ件（大正8年勅令第24号）
- 海軍予備練習生ニ関スル件（大正8年勅令第25号）
- 電信電話事業ニ要スル物品ノ買入ニ関スル随意契約ノ件（大正8年勅令第26号）
- 公立学校職員俸給令中改正ノ件（大正8年勅令第27号）
- 災害土木費国庫補助規程中改正ノ件（大正8年勅令第28号）
- 大正七年勅令第三百八十一号（陸海軍武官ニシテ航空機搭乗中変故ニ因リ傷痍ヲ受ケ危篤ニ陥リタル者ノ進級ノ件）改正ノ件（大正8年勅令第29号）
- 侍従武官府官制中改正ノ件（大正8年勅令第30号）
- 水路部条例中改正ノ件（大正8年勅令第31号）
- 海軍造兵廠条例中改正ノ件（大正8年勅令第32号）
- 海軍火薬廠令（大正8年勅令第33号）
- 海軍技手養成所令（大正8年勅令第34号）
- 朝鮮総督府逓信官署官制中改正ノ件（大正8年勅令第35号）
- 大正七年勅令第三百七十一号（時局ニ関スル通信事務ニ従事セシムルタメ朝鮮総督府逓信官署ニ臨時職員増置）中改正ノ件（大正8年勅令第36号）
- 関東都督府通信官署官制中改正ノ件（大正8年勅令第37号）
- 明治三十八年勅令第二十二号（陸海軍軍人軍属旅費前渡金渡ノ件）中改正ノ件（大正8年勅令第38号）
- 大麦、小麦及小麦粉ノ輸入税減免ニ関スル件（大正8年勅令第39号）
- 明治四十四年勅令第三十六号（朝鮮軍人ニ関スル件）中改正ノ件（大正8年勅令第40号）
- 海軍技術本部令中改正ノ件（大正8年勅令第41号）
- 明治四十三年勅令第二百三十号（台湾ノ移民事務ニ従事スル職員設置）廃止ノ件（大正8年勅令第42号）
- 林野取締ニ関スル事務ニ従事セシムル為台湾総督府ニ臨時職員設置ノ件（大正8年勅令第43号）
- 海軍給与令中改正ノ件（大正8年勅令第44号）
- 織物消費税法施行規則中改正ノ件（大正8年勅令第45号）
- 大正八年法律第十九号（輸出羽二重精錬業法中改正）施行期日ノ件（大正8年勅令第46号）
- 大正七年勅令第百五十二号（治水事業、河川港湾ノ改良及道路港湾調査ニ関スル事務ニ従事セシムルタメ内務省ニ臨時職員設置）中改正ノ件（大正8年勅令第47号）
- 大正二年勅令第百六十二号（大蔵省ニ臨時職員増置）中改正ノ件（大正8年勅令第48号）
- 海軍省官制中改正ノ件（大正8年勅令第49号）
- 東京帝国大学官制中改正ノ件（大正8年勅令第50号）
- 明治三十八年勅令第九十五号（史料編纂ニ関スル職員ノ件）中改正ノ件（大正8年勅令第51号）
- 伝染病研究所官制中改正ノ件（大正8年勅令第52号）
- 京都帝国大学官制中改正ノ件（大正8年勅令第53号）
- 帝国大学経理委員会規則中改正ノ件（大正8年勅令第54号）
- 東北帝国大学官制中改正ノ件（大正8年勅令第55号）
- 九州帝国大学官制中改正ノ件（大正8年勅令第56号）
- 北海道帝国大学官制中改正ノ件（大正8年勅令第57号）
- 茶業試験場官制（大正8年勅令第58号）
- 朝鮮総督府高等普通学校官制中改正ノ件（大正8年勅令第59号）
- 朝鮮総督府女子高等普通学校官制中改正ノ件（大正8年勅令第60号）
- 台湾総督府高等商業学校官制（大正8年勅令第61号）
- 台湾総督府医学専門学校官制（大正8年勅令第62号）
- 台湾総督府商業専門学校官制（大正8年勅令第63号）
- 台湾総督府商業学校官制中改正ノ件（大正8年勅令第64号）
- 台湾総督府師範学校官制（大正8年勅令第65号）
- 台湾公立高等普通学校官制（大正8年勅令第66号）
- 台湾公立女子高等普通学校官制（大正8年勅令第67号）
- 台湾公立高等女学校官制（大正8年勅令第68号）
- 台湾公立実業学校官制（大正8年勅令第69号）
- 台湾公立簡易実業学校官制（大正8年勅令第70号）
- 台湾小学校官制改正ノ件（大正8年勅令第71号）
- 台湾公学校官制改正ノ件（大正8年勅令第72号）
- 高等官官等俸給令中改正ノ件（大正8年勅令第73号）
- 帝国大学高等官官等俸給令中改正ノ件（大正8年勅令第74号）
- 台湾総督府高等商業学校長特別任用ノ件（大正8年勅令第75号）
- 台湾総督府医学専門学校長特別任用ノ件（大正8年勅令第76号）
- 台湾総督府商業専門学校長特別任用ノ件（大正8年勅令第77号）
- 台湾総督府師範学校長台湾総督府中学校長台湾総督府高等女学校長台湾公立高等普通学校長及台湾公立女子高等普通学校長特別任用令（大正8年勅令第78号）
- 台湾公立実業学校長特別任用ノ件（大正8年勅令第79号）
- 陸軍作業庁現業員ノ共済組合ニ関スル件（大正8年勅令第80号）
- 作業会計規則中改正ノ件（大正8年勅令第81号）
- 鉄道院官吏ヲ臨時定員外ト為スコトニ関スル件（大正8年勅令第82号）
- 陶磁器試験所官制（大正8年勅令第83号）
- 朝鮮総督府獣疫血清製造所官制中改正ノ件（大正8年勅令第84号）
- 穀類収用令ノ効力ヲ将来ニ失ハシムル件（大正8年勅令第85号）
- 明治三十八年勅令第二百八号（乗馬兵科ノ者ヲシテ憲兵ノ勤務ヲ補助セシムル件）中改正ノ件（大正8年勅令第86号）
- 大正六年勅令第百二号（造船造機造兵又ハ土木建築ノ事務ニ従事セシムルタメ海軍技術本部等ニ臨時職員設置）中改正ノ件（大正8年勅令第87号）
- 種羊場官制中改正ノ件（大正8年勅令第88号）
- 大正七年勅令第百三十七号（国勢調査ニ従事セシムルタメ朝鮮総督府ニ臨時職員設置）中改正ノ件（大正8年勅令第89号）
- 明治四十三年勅令第百十三号（会計検査院勅任検査官、書記及技手ノ定員ニ関スル件）中改正ノ件（大正8年勅令第90号）
- 高等官官等俸給令中改正ノ件（大正8年勅令第91号）
- 陸軍給与令中改正ノ件（大正8年勅令第92号）
- 大正七年勅令第八十九号（判任官及判任官ノ待遇ヲ受クル者ニ臨時手当給与ノ件）中改正ノ件（大正8年勅令第93号）
- 関東庁官制（大正8年勅令第94号）
- 関東庁官制施行ノ際現ニ関東都督府所属官署ノ職員タル者ニ関スル件（大正8年勅令第95号）
- 高等官官等俸給令中改正ノ件（大正8年勅令第96号）
- 大正六年勅令第八十七号（関東都督府警務総長、警視及警部ノ任用及官等等級ニ関スル件）廃止ノ件（大正8年勅令第97号）
- 陸軍武官ニシテ関東長官ノ官職ニ在ル者ノ分限ニ関スル件（大正8年勅令第98号）
- 陸軍兵器部令等中改正ノ件大正七年勅令第百三十四号（南満州ニ在勤スル憲兵上等兵ノ職務ニ関スル件）廃止ノ件（大正8年勅令第99号）
- 憲兵条例中改正ノ件（大正8年勅令第100号）
- 関東都督府警察官服制中改正ノ件（大正8年勅令第101号）
- 関東州防禦営造物地帯令中改正ノ件（大正8年勅令第102号）
- 明治四十三年勅令第三百四号（旅順港ニ関スル件）並大正四年勅令第七十三号（関東州及南満州鉄道附属地ニ於ケル戒厳及徴発ニ関スル件）中改正ノ件（大正8年勅令第103号）
- 明治三十九年勅令第百四十二号（南満州鉄道株式会社ニ関スル件）中改正ノ件（大正8年勅令第104号）
- 陸軍省官制中改正ノ件（大正8年勅令第105号）
- 陸軍技術本部令（大正8年勅令第106号）
- 陸軍技術会議令（大正8年勅令第107号）
- 砲兵工廠条例中改正ノ件（大正8年勅令第108号）
- 陸軍兵器廠条例中改正ノ件（大正8年勅令第109号）
- 陸軍科学研究所令（大正8年勅令第110号）
- 陸軍航空部令（大正8年勅令第111号）
- 文部省直轄諸学校官制中改正ノ件（大正8年勅令第112号）
- 文部省直轄諸学校職員定員令中改正ノ件（大正8年勅令第113号）
- 明治三十九年勅令第五十八号（山林事務ニ関スル臨時職員ノ件）中改正ノ件（大正8年勅令第114号）
- 明治四十四年勅令第百号（農商務省ニ臨時職員設置）中改正ノ件（大正8年勅令第115号）
- 特許局官制中改正ノ件（大正8年勅令第116号）
- 林区署官制中改正ノ件（大正8年勅令第117号）
- 畜産試験場官制中改正ノ件（大正8年勅令第118号）
- 大正七年勅令第三十五号（国勢調査ニ関スル事務ニ従事セシムルタメ台湾総督府ニ臨時職員設置）中改正ノ件（大正8年勅令第119号）
- 陸海軍所属待遇官吏俸給令中改正ノ件（大正8年勅令第120号）
- 拓殖局官制中改正ノ件（大正8年勅令第121号）
- 司法省官制中改正ノ件（大正8年勅令第122号）
- 朝鮮総督府専門学校官制中改正ノ件（大正8年勅令第123号）
- 朝鮮総督府中学校官制中改正ノ件（大正8年勅令第124号）
- 包蓆草養成ニ関スル事務ニ従事セシムル為台湾総督府ニ臨時職員増置ノ件（大正8年勅令第125号）
- 台湾総督府研究所官制中改正ノ件（大正8年勅令第126号）
- 台湾総督府農林専門学校官制（大正8年勅令第127号）
- 高等官官等俸給令中改正ノ件（大正8年勅令第128号）
- 時局ニ関スル特殊ノ要務ニ従事スル為外国ニ出張ヲ命セラレタル者ノ旅費ニ関スル件（大正8年勅令第129号）
- 農商務省ニ工業原料用鉱物調査ニ関スル臨時職員増置ノ件（大正8年勅令第130号）
- 植物検査所官制中改正ノ件（大正8年勅令第131号）
- 台湾総督府工業学校官制中改正ノ件（大正8年勅令第132号）
- 大正六年勅令第百四十六号（農事ノ調査及奨励並副業及産業組合ノ事務ニ従事セシムルタメ農商務省ニ臨時職員設置）中改正ノ件（大正8年勅令第133号）
- 主要食糧農産物ノ改良増殖ニ関スル事務ニ従事セシムル為農事試験場ニ臨時職員増置ノ件（大正8年勅令第134号）
- 工業試験所官制中改正ノ件（大正8年勅令第135号）
- 水産講習所官制中改正ノ件（大正8年勅令第136号）
- 明治四十五年勅令第二十四号（鉱区臨検、水産試験及灌漑事業調査ノ事務ニ従事セシムルタメ朝鮮総督府ニ臨時職員設置）改正ノ件（大正8年勅令第137号）
- 朝鮮総督府警察官署官制中改正ノ件（大正8年勅令第138号）
- 朝鮮総督府税関官制中改正ノ件（大正8年勅令第139号）
- 朝鮮総督府監獄官制中改正ノ件（大正8年勅令第140号）
- 朝鮮総督府勧業模範場官制中改正ノ件（大正8年勅令第141号）
- 朝鮮総督府医院官制中改正ノ件（大正8年勅令第142号）
- 大正二年勅令第三百号（蔗苗養成ニ関スル事務ニ従事セシムルタメ台湾総督府ニ臨時職員設置）中改正ノ件（大正8年勅令第143号）
- 台湾総督府高等女学校官制中改正ノ件（大正8年勅令第144号）
- 台湾小学校教員及台湾公学校教員免許令中改正ノ件（大正8年勅令第145号）
- 文部省官制中改正ノ件（大正8年勅令第146号）
- 高等官官等俸給令中改正ノ件（大正8年勅令第147号）
- 陸軍給与令ニ依ル給与諸定額増加ノ件（大正8年勅令第148号）
- 内閣所属職員官制中改正ノ件（大正8年勅令第149号）
- 大正七年勅令第六十八号（臨時恩給ニ関スル事務ニ従事セシムルタメ内閣ニ職員増置）中改正ノ件（大正8年勅令第150号）
- 大正四年勅令第百三十七号（陸軍省ニ行賞事務ニ従事スル職員臨時増置）中改正ノ件（大正8年勅令第151号）
- 大正七年勅令第百四十五号（恩給事務ニ従事セシムルタメ陸軍省ニ臨時職員増置）中改正ノ件（大正8年勅令第152号）
- 陸軍航空学校ニ於テ民間ノ希望者ニ対シ航空術ヲ教授シ得ルノ件（大正8年勅令第153号）
- 蚕業試験場官制中改正ノ件（大正8年勅令第154号）
- 水源涵養造林調査及国有未墾地調査ニ関スル事務ニ従事セシムル為朝鮮総督府臨時職員増置ノ件（大正8年勅令第155号）
- 塩田調査ノ事務ニ従事セシムル為朝鮮総督府ニ臨時職員ヲ置クノ件（大正8年勅令第156号）
- 朝鮮総督府裁判所職員定員令中改正ノ件（大正8年勅令第157号）
- 朝鮮総督府営林廠官制中改正ノ件（大正8年勅令第158号）
- 台湾総督府師範学校官制中改正ノ件（大正8年勅令第159号）
- 旅順工科学堂官制中改正ノ件（大正8年勅令第160号）
- 関東都督府中学校官制中改正ノ件（大正8年勅令第161号）
- 関東都督府高等女学校官制中改正ノ件（大正8年勅令第162号）
- 旅順師範学堂官制中改正ノ件（大正8年勅令第163号）
- 高等官官等俸給令中改正ノ件（大正8年勅令第164号）
- 明治四十一年勅令第百十号（陸軍所属技師ノ官等ニ関スル件）改正ノ件（大正8年勅令第165号）
- 演習召集ニ応召シタル陸軍予備役後備役下士兵卒及補充兵ニ家族手当支給ノ件（大正8年勅令第166号）
- 鉄道院官制中改正ノ件（大正8年勅令第167号）
- 生糸検査所官制中改正ノ件（大正8年勅令第168号）
- 朝鮮総督府及所属官署所属ノ船舶ノ乗組員ニ支給スル食卓料臨時増給ニ関スル件（大正8年勅令第169号）
- 大正三年勅令第八十号（朝鮮総督府ノ警察官署及税関所属ノ船舶乗組員ニ食卓料ヲ給スルノ件）中改正ノ件（大正8年勅令第170号）
- 大正六年勅令第二百三十二号（外国在勤者等臨時増給ノ件）改正ノ件（大正8年勅令第171号）
- 大正八年度歳出予算中第一予備金ヲ以テ補充シ得ヘキ費途（大正8年勅令第172号）
- 大正七年勅令第二百六十七号（時局中臨時特設ノ海軍部隊ニ職員設置）中改正ノ件（大正8年勅令第173号）
- 明治四十五年勅令第二十三号（建築、土木及官有財産調査ノ事務ニ従事セシムルタメ朝鮮総督府ニ臨時職員設置）中改正ノ件（大正8年勅令第174号）
- 臨時台湾旧慣調査会規則廃止ノ件（大正8年勅令第175号）
- 林野取締ニ関スル事務ニ従事セシムル為台湾総督府地方庁ニ臨時職員設置ノ件（大正8年勅令第176号）
- 樺太庁農事試験場官制中改正ノ件（大正8年勅令第177号）
- 貴族院事務局官制中改正ノ件（大正8年勅令第178号）
- 衆議院事務局官制中改正ノ件（大正8年勅令第179号）
- 貴族院衆議院守衛定員及給与令中改正ノ件（大正8年勅令第180号）
- 高等官官等俸給令中改正ノ件（大正8年勅令第181号）
- 判任官俸給令中改正ノ件（大正8年勅令第182号）
- 大正五年勅令第二百六十号（呉軍港ノ境域ニ関スル件）改正ノ件（大正8年勅令第183号）
- 朝鮮総督府逓信官署官制中改正ノ件（大正8年勅令第184号）
- 明治四十二年勅令第二百六号（臨時国債整理局ニ臨時職員増置）中改正ノ件（大正8年勅令第185号）
- 造幣局官制中改正ノ件（大正8年勅令第186号）
- 臨時秩禄処分調査会官制（大正8年勅令第187号）
- 臨時国債整理委員会規則廃止ノ件（大正8年勅令第188号）
- 戦時為替調査委員会官制廃止ノ件（大正8年勅令第189号）
- 馬政委員会官制（大正8年勅令第190号）
- 海軍給与令中改正ノ件（大正8年勅令第191号）
- 大正八年法律第四十号（執達吏規則中改正ノ件ノ件）及同年法律第四十一号（執達吏ノ手数料及立替金増額ニ関スル件）施行期日ノ件（大正8年勅令第192号）
- 大正八年法律第四十一号ニ依ル執達吏ノ手数料及立替金増額ニ関スル件（大正8年勅令第193号）
- 公証人手数料増額ニ関スル件（大正8年勅令第194号）
- 明治四十一年勅令第二百二十二号（海軍刑法ヲ摘要セサル海軍所属ノ学生、生徒ニ関スル件）中改正ノ件（大正8年勅令第195号）
- 逓信省官制中改正ノ件（大正8年勅令第196号）
- 電信電話営繕ノ為逓信局ニ臨時職員ヲ置クノ件（大正8年勅令第197号）
- 電信電話装置方法改良研究ノ為電気試験所ニ臨時職員ヲ置クノ件（大正8年勅令第198号）
- 電話事業拡張ノタメ逓信省、電気試験所及逓信局ニ臨時職員設置大正六年勅令第九十九号（電話事業拡張ノタメ逓信省及逓信局ニ臨時職員設置）廃止ノ件（大正8年勅令第199号）
- 電気試験所官制中改正ノ件（大正8年勅令第200号）
- 為替貯金局官制中改正ノ件（大正8年勅令第201号）
- 地方逓信官署官制中改正ノ件（大正8年勅令第202号）
- 商船学校官制中改正ノ件（大正8年勅令第203号）
- 高等官官等俸給令中改正ノ件（大正8年勅令第204号）
- 軍需局官制中改正ノ件（大正8年勅令第205号）
- 高等官官等俸給令中改正ノ件（大正8年勅令第206号）
- 海軍水雷学校令中改正ノ件（大正8年勅令第207号）
- 農商務省官制中改正ノ件（大正8年勅令第208号）
- 大正四年勅令第百四十九号（農商務省ニ染料医薬品製造奨励法施行ニ関スル事務ニ従事スル臨時職員設置）中改正ノ件（大正8年勅令第209号）
- 大正六年勅令第六十一号（対敵取引禁止令施行ニ関スル事務ニ従事セシムルタメ農商務省ニ臨時職員設置）中改正ノ件（大正8年勅令第210号）
- 鉱務署官制中改正ノ件（大正8年勅令第211号）
- 農事試験場官制中改正ノ件（大正8年勅令第212号）
- 大正六年勅令第二百十号（河川事業ニ関スル事務ニ従事セシムルタメ台湾総督府ニ臨時職員設置）中改正ノ件（大正8年勅令第213号）
- 鉱物鉱物及地質ノ調査ニ関スル事務ニ従事セシムル為台湾総督府ニ臨時職員増置ノ件（大正8年勅令第214号）
- 樺太庁鉄道事務所官制中改正ノ件（大正8年勅令第215号）
- 樺太庁臨時築港事務所官制中改正ノ件（大正8年勅令第216号）
- 樺太庁医院官制中改正ノ件（大正8年勅令第217号）
- 樺太庁郵便局官制中改正ノ件（大正8年勅令第218号）
- 樺太庁中学校官制中改正ノ件（大正8年勅令第219号）
- 樺太庁高等女学校官制中改正ノ件（大正8年勅令第220号）
- 高等官官等俸給令中改正ノ件（大正8年勅令第221号）
- 明治二十一年勅令第六十一号（地方税中警察費ニ対スル国庫下渡金改定ノ件）中改正ノ件（大正8年勅令第222号）
- 製鉄所官制中改正ノ件（大正8年勅令第223号）
- 高等官官等俸給令中改正ノ件（大正8年勅令第224号）
- 専売局官制中改正ノ件（大正8年勅令第225号）
- 明治四十一年勅令第二百八十三号（臨時司法省ニ技師技手設置）中改正ノ件（大正8年勅令第226号）
- 監獄ニ臨時職員増置ノ件（大正8年勅令第227号）
- 明治四十年勅令第二百十五号（臨時文部省及帝国大学ニ技師技手設置）中改正ノ件（大正8年勅令第228号）
- 東北帝国大学官制中改正ノ件（大正8年勅令第229号）
- 工芸審査委員会官制（大正8年勅令第230号）
- 帝国大学高等官官等俸給令中改正ノ件（大正8年勅令第231号）
- 婦人ノ勲労アル者ニ瑞宝章ヲ賜フノ件（大正8年勅令第232号）
- 勲章佩用式中改正ノ件（大正8年勅令第233号）
- 土地収用法ヲ樺太ニ施行（大正8年勅令第234号）
- 大正八年勅令第十三号（帝国大学及其ノ学部ニ関スル件）中改正ノ件（大正8年勅令第235号）
- 大正八年勅令第十六号（東北帝国大学各学部ニ於ケル講座ニ関スル件）中改正ノ件（大正8年勅令第236号）
- 臨時教育会議官制廃止ノ件（大正8年勅令第237号）
- 臨時教育委員会官制（大正8年勅令第238号）
- 印刷局官制中改正ノ件（大正8年勅令第239号）
- 朝鮮総督府官制中改正ノ件（大正8年勅令第240号）
- 緬羊飼育ニ関スル事務ニ従事セシムル為朝鮮総督府ニ臨時職員増置ノ件（大正8年勅令第241号）
- 度量衡事務官特別任用ノ件（大正8年勅令第242号）
- 海軍給与令ニ依ル生徒及学生手当、被服手当並支度手当臨時増給ノ件（大正8年勅令第243号）
- 水利及港湾ニ関スル事務ニ従事セシムル為台湾総督府ニ臨時職員増置ノ件（大正8年勅令第244号）
- 大正八年法律第四十五号（耕地整理法中改正）施行期日ノ件（大正8年勅令第245号）
- 開墾助成法施行期日ノ件（大正8年勅令第246号）
- 外務省臨時調査部官制中改正ノ件（大正8年勅令第247号）
- 在外公館職員定員令中改正ノ件（大正8年勅令第248号）
- 大正五年勅令第百九十六号（外国在勤ノ外務省警察官ニ関スル件）中改正ノ件（大正8年勅令第249号）
- 大正七年勅令第百八十七号（拓殖、森林及土木営繕ノ事務ニ従事セシムルタメ樺太庁ニ臨時職員設置）中改正ノ件（大正8年勅令第250号）
- 高等官官等俸給令中改正ノ件（大正8年勅令第251号）
- 在外公館費用条例中改正ノ件（大正8年勅令第252号）
- 外国在勤警部巡査任用及支給規則中改正ノ件（大正8年勅令第253号）
- 判任官俸給令中改正ノ件（大正8年勅令第254号）
- 大正八年勅令第十三号（帝国大学及其ノ学部ニ関スル件）中改正ノ件（大正8年勅令第255号）
- 大正八年勅令第十五号（京都帝国大学各学部ニ於ケル講座ニ関ル件）中改正ノ件（大正8年勅令第256号）
- 鉄道院鉄道医ニ関スル件（大正8年勅令第257号）
- 史蹟名勝天然紀念物調査会官制（大正8年勅令第258号）
- 海軍兵ノ兵種変更ニ関スル件（大正8年勅令第259号）
- 台湾総督府郵便局官制中改正ノ件（大正8年勅令第260号）
- 史蹟名勝天然記念物保存法施行期日ノ件（大正8年勅令第261号）
- 大正八年法律第四十六号（地租条例中改正）施行期日ノ件（大正8年勅令第262号）
- 地租条例施行規則中改正ノ件（大正8年勅令第263号）
- 台湾ニ於テ電気事業ヲ営ム会社ニ政府ノ出資トシテ其ノ財産ヲ提供スルコトヲ得ルノ件（大正8年勅令第264号）
- 法制局ニ臨時職員増置ノ件（大正8年勅令第265号）
- 所得税法ノ一部ヲ樺太ニ施行スルノ件（大正8年勅令第266号）
- 海軍予備員令中改正ノ件（大正8年勅令第267号）
- 大正四年勅令第二百十六号（海軍武官官階）中改正ノ件（大正8年勅令第268号）
- 海軍服制中改正ノ件（大正8年勅令第269号）
- 海軍砲術学校令中改正ノ件（大正8年勅令第270号）
- 大正四年勅令第百四十九号（農商務省ニ染料医薬品製造奨励法施行ニ関スル事務ニ従事スル臨時職員設置）中改正ノ件（大正8年勅令第271号）
- 関東州裁判令中改正ノ件（大正8年勅令第272号）
- 関東州裁判事務取扱令中改正ノ件（大正8年勅令第273号）
- 関東州犯罪即決例（大正8年勅令第274号）
- 朝鮮総督府地方官官制中改正ノ件（大正8年勅令第275号）
- 判任官俸給令中改正ノ件（大正8年勅令第276号）
- 税務監督局官制中改正ノ件（大正8年勅令第277号）
- 税務署官制中改正ノ件（大正8年勅令第278号）
- 内務省官制中改正ノ件（大正8年勅令第279号）
- 大正六年勅令第百十五号（内務省ニ軍事救護法施行ニ関スル職員臨時増置）中改正ノ件（大正8年勅令第280号）
- 道路会議官制（大正8年勅令第281号）
- 中央気象台官制中改正ノ件（大正8年勅令第282号）
- 簡易生命保険審査会規程中改正ノ件（大正8年勅令第283号）
- 台湾総督府医学専門学校官制中改正ノ件（大正8年勅令第284号）
- 警視庁官制中改正ノ件（大正8年勅令第285号）
- 高等官官等俸給令中改正ノ件（大正8年勅令第286号）
- 司法代書人法施行期日ノ件（大正8年勅令第287号）
- 大正八年法律第二十二号（裁判所ノ設立ニ関スル件）、同年法律第二十三号（裁判所管轄区域ニ関スル件）及同年法律第二十四号（不動産登記法中改正）施行期日ノ件（大正8年勅令第288号）
- 船舶登記規則中改正ノ件（大正8年勅令第289号）
- 大正七年勅令第百五十二号（治水事業、河川港湾ノ改良、道路港湾ノ調査及港湾ノ維持ニ関スル事務ニ従事セシムルタメ内務省ニ臨時職員設置）中改正ノ件（大正8年勅令第290号）
- 明治四十三年勅令第五十八号（裁判所書記長書記定員）中改正ノ件（大正8年勅令第291号）
- 判事検事官等俸給令中改正ノ件（大正8年勅令第292号）
- 台湾総督府医院官制中改正ノ件（大正8年勅令第293号）
- 大正三年勅令第八十八号（土地調査事務ノタメ関東庁ニ臨時職員増置）中改正ノ件（大正8年勅令第294号）
- 樺太庁官制中改正ノ件（大正8年勅令第295号）
- 高等官官等俸給令中改正ノ件（大正8年勅令第296号）
- 朝鮮総督府地方庁職員特別任用令中改正ノ件（大正8年勅令第297号）
- 関東庁事務官補特別任用ノ件（大正8年勅令第298号）
- 台湾総督府専売局官制中改正ノ件（大正8年勅令第299号）
- 高等官官等俸給令中改正ノ件（大正8年勅令第300号）
- 台湾総督府専売局脳務監督官特別任用ノ件（大正8年勅令第301号）
- 高等官官等俸給令中改正ノ件（大正8年勅令第302号）
- 明治四十年勅令第九十九号（港務部設置）中改正ノ件（大正8年勅令第303号）
- 独逸国等ニ属スル財産管理ノ件（大正8年勅令第304号）
- 度量衡及工業品規格統一調査会官制（大正8年勅令第305号）
- 国有林野現業員共済組合令（大正8年勅令第306号）
- 特殊財産管理局官制（大正8年勅令第307号）
- 特殊財産管理局ニ属スル事務ノ一部ヲ地方長官ニ掌ラシムルヲ得ルコトニ関スル件（大正8年勅令第308号）
- 大正八年勅令第三百四号施行ニ関スル事務ニ従事セシムルタメ庁府県ニ臨時職員増置ノ件（大正8年勅令第309号）
- 高等官官等俸給令中改正ノ件（大正8年勅令第310号）
- 台湾総督府官制中改正ノ件（大正8年勅令第311号）
- 大正三年勅令第五十八号（宅地租調査ノ事務ニ従事セシムルタメ台湾総督府ニ臨時職員設置）中改正ノ件（大正8年勅令第312号）
- 緬羊飼育試験ニ関スル事務ニ従事セシムル為台湾総督府ニ臨時職員増置ノ件（大正8年勅令第313号）
- 台湾総督府営林局官制中改正ノ件（大正8年勅令第314号）
- 林務ニ従事セシムル為台湾総督府営林局ニ臨時職員設置ノ件（大正8年勅令第315号）
- 高等官官等俸給令中改正ノ件（大正8年勅令第316号）
- 台湾総督府警察官服制中改正ノ件（大正8年勅令第317号）
- 大正七年度製鉄所益金ノ一部ヲ大正八年度ノ一般歳入ニ納付スルコトヲ得ル件（大正8年勅令第318号）
- 外務省官制中改正ノ件（大正8年勅令第319号）
- 京都帝国大学官制中改正ノ件（大正8年勅令第320号）
- 高等官官等俸給令中改正ノ件（大正8年勅令第321号）
- 大正八年勅令第十五号（京都帝国大学各学部ニ於ケル講座ニ関スル件）中改正ノ件（大正8年勅令第322号）
- 高等諸学校ノ創設及拡張ニ関スル事務ニ従事セシムル為文部省ニ臨時職員設置ノ件（大正8年勅令第323号）
- 高等官官等俸給令中改正ノ件（大正8年勅令第324号）
- 台湾総督府鉄道部官制中改正ノ件（大正8年勅令第325号）
- 台湾総督府監獄官制中改正ノ件（大正8年勅令第326号）
- 高等官官等俸給令中改正ノ件（大正8年勅令第327号）
- 台湾総督府鉄道部事務官補特別任用ノ件（大正8年勅令第328号）
- 台湾総督府監獄職員特別任用令（大正8年勅令第329号）
- 台湾総督府監獄職員服制提灯徽章ニ関スル件（大正8年勅令第330号）
- 臨時財政経済調査会官制（大正8年勅令第331号）
- 臨時法制審議会官制（大正8年勅令第332号）
- 税関官制中改正ノ件（大正8年勅令第333号）
- 大正六年勅令第五十九号（税関支署ノ名称位置及管轄区域ノ件）中改正ノ件（大正8年勅令第334号）
- 高等官官等俸給令中改正ノ件（大正8年勅令第335号）
- 関税官特別任用ノ件（大正8年勅令第336号）
- 開港港則中改正ノ件（大正8年勅令第337号）
- 明治三十二年勅令第三百四十二号（開港及開港ニ於テ輸出スヘキ貨物ノ指定ニ関スル件）中改正ノ件（大正8年勅令第338号）
- 陸軍召集令中改正ノ件（大正8年勅令第339号）
- 市町村立小学校教員ノ俸給旅費其ノ他ノ諸給与ニ関スル件（大正8年勅令第340号）
- 大正七年勅令第二百六十七号（時局中臨時特設ノ海軍部隊ニ職員設置）中改正ノ件（大正8年勅令第341号）
- 九州帝国大学官制中改正ノ件（大正8年勅令第342号）
- 大正八年勅令第十七号（九州帝国大学各学部ニ於ケル講座ニ関スル件）中改正ノ件（大正8年勅令第343号）
- 教員検定委員会官制中改正ノ件（大正8年勅令第344号）
- 台湾総督府農事試験場官制中改正ノ件（大正8年勅令第345号）
- 関東都督府通信官署官制中改正ノ件（大正8年勅令第346号）
- 電信電話線建設ノ事務ニ従事セシムル為関東庁通信官署ニ臨時職員ヲ置クノ件（大正8年勅令第347号）
- 北海道庁官制中改正ノ件（大正8年勅令第348号）
- 地方官官制中改正ノ件（大正8年勅令第349号）
- 特設消防署規程（大正8年勅令第350号）
- 高等官官等俸給令中改正ノ件（大正8年勅令第351号）
- 巡査給与令中改正ノ件（大正8年勅令第352号）
- 台湾総督府部内ノ職員ニシテ航空機ニ搭乗スル者ニ手当給与ノ件（大正8年勅令第353号）
- 警察官署ニ拘禁セラルゝ者ノ食料ニ関スル件（大正8年勅令第354号）
- 消防組規則中改正ノ件（大正8年勅令第355号）
- 大正八年法律第四十三号（阿片法中改正）施行期日ノ件（大正8年勅令第356号）
- 大正七年勅令第三百五十七号（徴兵令ニ依ル一年志願兵ニ関スル学校ノ認定及其入営延期ニ関スル件）中改正ノ件（大正8年勅令第357号）
- 判任官俸給令中改正ノ件（大正8年勅令第358号）
- 大正七年勅令第九十二号（外国米ノ輸入等ニ関スル件）中改正ノ件（大正8年勅令第359号）
- 台湾総督府税関官制中改正ノ件（大正8年勅令第360号）
- 樺太庁鉄道事務所及樺太庁郵便局現業員ノ共済組合ニ関スル件（大正8年勅令第361号）
- 海軍ニ於テ石炭採掘ノ事業ニ要スル坑木ノ買入ニ関スル随意契約ノ件（大正8年勅令第362号）
- 台湾総督府作業所官制廃止ノ件（大正8年勅令第363号）
- 台湾総督府法院職員官等俸給及定員令中改正ノ件（大正8年勅令第364号）
- 精神病院法ノ一部施行期日ノ件（大正8年勅令第365号）
- 精神病院法ニ依ル代用精神病院ノ国庫補助及入院費ノ徴収方法ニ関スル件（大正8年勅令第366号）
- 国税徴収法ノ一部ヲ樺太ニ施行スルノ件（大正8年勅令第367号）
- 陸軍技術将校令（大正8年勅令第368号）
- 陸軍補充令中改正ノ件（大正8年勅令第369号）
- 台湾ニ於ケル重要物産検査ノ事務ニ従事セシムル為台湾総督府ニ臨時職員ヲ置クノ件（大正8年勅令第370号）
- 航空勤務者保護賜金令（大正8年勅令第371号）
- 大正二年勅令第九号（軍用ノ飛行機又ハ気球ニ乗シ航空演習ニ従事スル者ニ一時賜金給与ノ件）中改正ノ件（大正8年勅令第372号）
- 大正二年勅令第十一号（潜水艇ニ在リテ勤務スル者ニ一時賜金給与ノ件）中改正ノ件（大正8年勅令第373号）
- 地方鉄道法、軌道条例中改正ノ件、軽便鉄道補助法中改正ノ件、鉄道営業法中改正ノ件、鉄道船舶郵便法中改正ノ件及鉄道抵当法中改正ノ件法律施行期日ノ件（大正8年勅令第374号）
- 明治四十四年勅令第二百九十二号（軽便鉄道補助金概算渡ノ件）中改正ノ件（大正8年勅令第375号）
- 公立学校職員制中改正ノ件（大正8年勅令第376号）
- 公立学校職員待遇官等等級令中改正ノ件（大正8年勅令第377号）
- 公立大学職員俸給令（大正8年勅令第378号）
- 公立学校職員俸給令中改正ノ件（大正8年勅令第379号）
- 帝国大学資金並学校及図書館資金所属森林原野並産物特別処分規則中改正ノ件（大正8年勅令第380号）
- 大正七年法律第三十二号（狩猟法改正）施行期日ノ件（大正8年勅令第381号）
- 台湾総督府地方官官制中改正ノ件（大正8年勅令第382号）
- 関東庁官制中改正ノ件（大正8年勅令第383号）
- 高等官官等俸給令中改正ノ件（大正8年勅令第384号）
- 鉄道院職員服制廃止ノ件（大正8年勅令第385号）
- 朝鮮総督府官制中改正ノ件（大正8年勅令第386号）
- 朝鮮総督府警察官署官制廃止ノ件明治四十三年勅令第三百二号（朝鮮総督府警務総長、警務部長、警視、警部ノ任用及分限ニ関スル件）、大正二年勅令第十九号（国境ニ於ケル朝鮮総督府税関出張所在勤ノ監視監吏ノ特別任用ニ関スル件）中改正ノ件（大正8年勅令第387号）
- 朝鮮総督府警察官講習所官制（大正8年勅令第388号）
- 朝鮮ニ於ケル憲兵分隊又ハ憲兵分遣所在勤憲兵ノ職務ニ関スル件（大正8年勅令第389号）
- 朝鮮総督府逓信官署官制中改正ノ件（大正8年勅令第390号）
- 朝鮮総督府地方官官制中改正ノ件（大正8年勅令第391号）
- 朝鮮総督府道知事ノ発スル命令ノ罰則ニ関スル件（大正8年勅令第392号）
- 台湾総督府官制中改正ノ件（大正8年勅令第393号）
- 明治三十六年勅令第二百九十六号（台湾ニ台湾守備軍司令官設置ノ件）廃止ノ件（大正8年勅令第394号）
- 台湾総督府海軍幕僚条例廃止ノ件（大正8年勅令第395号）
- 陸軍兵器令等中改正ノ件（大正8年勅令第396号）
- 憲兵条例中改正ノ件朝鮮駐箚憲兵条例廃止ノ件（大正8年勅令第397号）
- 衛戍病院条例中改正ノ件（大正8年勅令第398号）
- 高等官官等俸給令中改正ノ件（大正8年勅令第399号）
- 判任官俸給令中改正ノ件（大正8年勅令第400号）
- 明治四十三年勅令第三百八十三号（朝鮮人タル朝鮮総督府道長官参与官郡守ノ任用及官等ニ関スル件）中改正ノ件（大正8年勅令第401号）
- 陸海軍武官ニシテ朝鮮総督又ハ台湾総督ノ官職ニ在ル者ノ分限ニ関スル件（大正8年勅令第402号）
- 朝鮮総督府及所属官署職員服制廃止ノ件（大正8年勅令第403号）
- 朝鮮総督府警察官服制中改正ノ件（大正8年勅令第404号）
- 要塞地帯法ノ一部ヲ台湾ニ施行スルノ件（大正8年勅令第405号）
- 明治三十六年勅令第二百八十九号（台湾ニ居住スル陸軍軍人ノ召集及就職ニ関スル件）中改正ノ件（大正8年勅令第406号）
- 大正七年勅令第七十八号（朝鮮、台湾、樺太、関東州又ハ満洲ニ在ル陸軍軍人ノ服役事務ニ関スル件）中改正ノ件（大正8年勅令第407号）
- 現役憲兵下士上等兵ノ服役ニ関スル件（大正8年勅令第408号）
- 東京帝国大学官制中改正ノ件（大正8年勅令第409号）
- 伝染病研究所官制中改正ノ件（大正8年勅令第410号）
- 大正八年勅令第十四号（帝国大学各学部ニ於ケル講座ニ関スル件）中改正ノ件（大正8年勅令第411号）
- 南洋群島在勤海軍文官服制（大正8年勅令第412号）
- 「トラホーム」予防法施行期日ノ件（大正8年勅令第413号）
- 奏任及判任待遇監獄職員給与令中改正ノ件（大正8年勅令第414号）
- 朝鮮国有森林未墾地及森林産物特別処分令中改正ノ件（大正8年勅令第415号）
- 北海道帝国大学官制中改正ノ件（大正8年勅令第416号）
- 帝国美術院規程（大正8年勅令第417号）
- 陸軍東京経理部令中改正ノ件（大正8年勅令第418号）
- 陸軍経理条例中改正ノ件（大正8年勅令第419号）
- 海軍人事部条例中改正ノ件（大正8年勅令第420号）
- 大正六年勅令第二百二十一号（拓殖及森林事務ニ従事セシムルタメ北海道庁ニ臨時職員増置等ノ件）中改正ノ件（大正8年勅令第421号）
- 大正八年勅令第二百四十三号（海軍給与令ニ依ル生徒及学生手当、被服手当並支度手当臨時増給ノ件）中改正ノ件（大正8年勅令第422号）
- 明治四十二年勅令第二百五号（朝鮮総督府営林廠木材及製品売払代金延納ニ関スル件）中改正ノ件（大正8年勅令第423号）
- 臨時海港検疫所官制中改正ノ件（大正8年勅令第424号）
- 徴兵事務条例改正ノ件明治三十七年勅令第六十四号（戦時又ハ事変ノ際ニ於ケル聯隊区徴兵医官、同徴兵副医官ニ関スル件）同第二百十五号（第一国民兵役ニ在ル者ニシテ後備役ニ編入セラレタル者ノ服役ニ関スル件）廃止ノ件（大正8年勅令第425号）
- 明治四十四年勅令第百六十一号（港湾調査会等ノ会長、委員及臨時委員旅費支給ノ件）中改正ノ件（大正8年勅令第426号）
- 大正四年勅令第二百十六号（海軍武官官階ノ件）中改正ノ件（大正8年勅令第427号）
- 大正八年法律第五十七号（医師法中改正）施行期日ノ件（大正8年勅令第428号）
- 医師会令（大正8年勅令第429号）
- 台湾総督府文官服制中改正ノ件明治四十年勅令第百七十五号（台湾総督府鉄道職員服制）廃止ノ件（大正8年勅令第430号）
- 明治三十二年勅令第六十五号（阿片売下代価ヲ収入印紙ニテ納付セシムル件）中改正ノ件（大正8年勅令第431号）
- 明治四十四年勅令第二百二十号（朝鮮総督府及其所属官署ニ於ケル物件ノ売買貸借ニ関スル随意契約及契約書省略ノ件）中改正ノ件（大正8年勅令第432号）
- 海軍服制中改正ノ件（大正8年勅令第433号）
- 海軍服装令中改正ノ件（大正8年勅令第434号）
- 陸軍給与令中改正ノ件（大正8年勅令第435号）
- 大正二年勅令第二百八十二号（台湾総督府営林局木材又ハ製品売払代金延納ニ関スル件）中改正ノ件（大正8年勅令第436号）
- 明治四十年勅令第九十九号（港務部設置）中改正ノ件（大正8年勅令第437号）
- 高等官官等俸給令中改正ノ件（大正8年勅令第438号）
- 大正二年勅令第二百十八号（府県高等官ノ加俸ニ関スル件）中改正ノ件（大正8年勅令第439号）
- 判任官俸給令中改正ノ件（大正8年勅令第440号）
- 港務部職員服制中改正ノ件（大正8年勅令第441号）
- 大正七年勅令第二百九十号（臨時海港検疫所職員服制ニ関スル件）中改正ノ件（大正8年勅令第442号）
- 大正七年勅令第三百七十四号（米及籾ノ輸入税免除ノ件）中改正ノ件（大正8年勅令第443号）
- 大正八年勅令第三十九号（大麦、小麦及小麦粉ノ輸入税免除ニ関スル件）中改正ノ件（大正8年勅令第444号）
- 大正二年勅令第七十五号（鉄道院職員定員）中改正ノ件（大正8年勅令第445号）
- 海軍工廠条例中改正ノ件（大正8年勅令第446号）
- 高等官官等俸給令中改正ノ件（大正8年勅令第447号）
- 大正元年勅令第五号（朝鮮人ノ試補及見習ニ関スル件）中改正ノ件（大正8年勅令第448号）
- 結核予防法施行期日ノ件（大正8年勅令第449号）
- 結核予防法施行令（大正8年勅令第450号）
- 陸軍葬喪令中改正ノ件（大正8年勅令第451号）
- 大正八年勅令第二号（陸軍給与令第二十六条但書ノ規定ニ依ル食料定額増加ノ件）中改正ノ件（大正8年勅令第452号）
- 大正八年勅令第百四十八号（陸軍給与令ニ依ル給与諸定額増加ノ件）中改正ノ件（大正8年勅令第453号）
- 朝鮮満洲駐箚陸軍部隊給与令中改正ノ件（大正8年勅令第454号）
- 台湾島及澎湖島駐箚陸軍給与規則中改正ノ件（大正8年勅令第455号）
- 支那駐箚陸軍部隊給与令中改正ノ件（大正8年勅令第456号）
- 港務部及臨時海港検疫所ニ於テ海港検疫等ニ直接ニ従事スル判任等ノ勤勉手当支給ニ関スル件（大正8年勅令第457号）
- 臨時航空委員会官制（大正8年勅令第458号）
- 道路法施行期日ノ件（大正8年勅令第459号）
- 道路法施行令（大正8年勅令第460号）
- 道路法第十七条但書ノ規定ニ依ル市ノ指定ニ関スル件（大正8年勅令第461号）
- 関東庁文官服制廃止ノ件（大正8年勅令第462号）
- 関東庁法院判官検察官及書記ノ服制ニ関スル件（大正8年勅令第463号）
- 関東庁警察官服制中改正ノ件（大正8年勅令第464号）
- 対敵取引禁止令廃止ノ件（大正8年勅令第465号）
- 大正六年勅令第六十一号（対敵取引禁止令施行ニ関スル事務ニ従事セシムルタメ農商務省ニ臨時職員増置）廃止ノ件（大正8年勅令第466号）
- 大正六年勅令第六十二号（対敵取引禁止令施行ニ関スル事務ニ従事セシムルタメ庁府県ニ臨時職員増置）廃止ノ件（大正8年勅令第467号）
- 大正六年勅令第六十三号（対敵取引禁止令施行ニ関スル事務ニ従事セシムルタメ府県ニ臨時職員増置）廃止ノ件（大正8年勅令第468号）
- 朝鮮総督府道港務官等ノ服制ニ関スル件（大正8年勅令第469号）
- 北海道会議員選挙令中改正ノ件（大正8年勅令第470号）
- 道路法第七条ノ規定ニ依ル同法ノ規定ノ準用等ノ件（大正8年勅令第471号）
- 道路法第十八条ノ規定ニ依リ管理者ヲ定ムル件（大正8年勅令第472号）
- 北海道道路令（大正8年勅令第473号）
- 道路法第六十二条ノ規定ニ依ル不用物件等ノ管理及処分ニ関スル件（大正8年勅令第474号）
- 一年志願兵条例（大正8年勅令第475号）
- 一年現役兵条例（大正8年勅令第476号）
- 陸軍服制中改正ノ件（大正8年勅令第477号）
- 大豆、生牛肉、鳥卵、綿織糸及綿織物ノ輸入税ノ低減又ハ免除ニ関スル件（大正8年勅令第478号）
- 大豆、生牛肉、鳥卵、綿織糸及綿織物ノ輸入税免除ノ件（大正8年勅令第479号）
- 陸軍給与令中改正ノ件（大正8年勅令第480号）
- 都市計画法施行期日ノ件（大正8年勅令第481号）
- 都市計画法施行令（大正8年勅令第482号）
- 都市計画委員会官制（大正8年勅令第483号）
- 都市計画法ニ依ル土地区劃整理ニ関スル登記ノ件（大正8年勅令第484号）
- 台湾総督府地方庁ニ於テ質舗ヲ設クルコトヲ得ルノ件（大正8年勅令第485号）
- 文部省直轄諸学校官制中改正ノ件（大正8年勅令第486号）
- 文部省直轄諸学校職員定員令中改正ノ件（大正8年勅令第487号）
- 明治三十七年勅令第百七十号（煙草製造所ノ現業ニ従事スル判任官及雇員ノ勤勉手当ニ関スル件）中改正ノ件（大正8年勅令第488号）
- 海軍軍医学生、薬剤学生、造船学生、造機学生、造兵学生、主計学生令中改正ノ件（大正8年勅令第489号）
- 大正八年勅令第三百八十九号（朝鮮ニ於ケル憲兵分隊股ハ憲兵分遣所在勤憲兵ノ職務ニ関スル件）廃止ノ件（大正8年勅令第490号）
- 大正三年勅令第二百六十号（逓信省部内ノ官吏ニシテ戦時ニ際シ所属部局以外ニ於テ臨時逓信ノ事務ニ従事シ股ハ陸海軍特設ノ事務ニ従事シタル者ノ復帰ニ関スル件）中改正ノ件（大正8年勅令第491号）
- 明治二十八年勅令第百十五号（戦役若ハ事変ニ際シ功労アル者ニ一時限金円賜与ノ件）改正ノ件（大正8年勅令第492号）
- 大正八年勅令第百四十八号（陸軍給与令ニ依ル給与諸定額増加ノ件）中改正ノ件（大正8年勅令第493号）
- 関東州取引所令（大正8年勅令第494号）
- 軍需調査令（大正8年勅令第495号）
- 徴発事務条例中改正ノ件（大正8年勅令第496号）
- 樺太庁鉄道事業所官制中改正ノ件（大正8年勅令第497号）
- 大正八年勅令第百七十一号（外国在勤者等臨時増給ノ件）中改正ノ件（大正8年勅令第498号）
- 史蹟名勝天然紀念物保存法施行令（大正8年勅令第499号）

## 大正9年
- 官国幣社職制中改正ノ件（大正9年勅令第1号）
- 明治二十七年勅令第二十二号（府社県社以下神社ノ神職ニ関スル件）中改正ノ件（大正9年勅令第2号）
- 官国幣社以下神社幣帛供進使服制中改正ノ件（大正9年勅令第3号）
- 神官神職服制中改正ノ件（大正9年勅令第4号）
- 大正八年勅令第百四十八号（陸軍給与令ニ依ル給与諸定額増加ノ件）中改正ノ件（大正9年勅令第5号）
- 陸軍戦時給与規則ニ依ル給与定額増加ノ件（大正9年勅令第6号）
- 聯合国経済会議決議実施委員会官制廃止ノ件（大正9年勅令第7号）
- 従前ノ占領地ニ於ケル施政ニ関スル件（大正9年勅令第8号）
- 工業所有権戦時法ニ依ル専用権ニ関スル件（大正9年勅令第9号）
- 大正四年勅令第二百十六号（海軍武官官階表）改正ノ件（大正9年勅令第10号）
- 海軍兵職階ニ関スル件（大正9年勅令第11号）
- 高等官官等俸給令中改正ノ件（大正9年勅令第12号）
- 文武判任官等級令中改正ノ件（大正9年勅令第13号）
- 大正四年勅令第百三十八号（海軍省ニ行賞事務ニ関スル職員臨時増置ノ件）中改正ノ件（大正9年勅令第14号）
- 文部省直轄諸学校官制中改正ノ件（大正9年勅令第15号）
- 文部省直轄諸学校職員定員令中改正ノ件（大正9年勅令第16号）
- 大正七年勅令第三百三十三号（農商務省、製鉄所又ハ水産講習所所属船舶ノ乗組員ニ食卓料及航海日当臨時増給ノ件）中改正ノ件（大正9年勅令第17号）
- 大正七年勅令第三百三十四号（航海標識視察船、商船学校所属航海練習船及海底電線布設船乗組員ニ食卓料及航海日当臨時増給ノ件）中改正ノ件（大正9年勅令第18号）
- 海軍制服中改正ノ件（大正9年勅令第19号）
- 海軍服装令中改正ノ件（大正9年勅令第20号）
- 大正七年勅令第二百八十五号（内国旅費臨時増給ニ関スル件）中改正ノ件（大正9年勅令第21号）
- 史蹟名勝天然紀念物調査会官制中改正ノ件（大正9年勅令第22号）
- 大正三年勅令第百十七号（朝鮮総督府営林廠ノ現業ニ従事スル判任官及雇員ノ手当ニ関スル件）中改正ノ件（大正9年勅令第23号）
- 褒章条例中改正ノ件（大正9年勅令第24号）
- 朝鮮総督府及其ノ所属官署ニ於ケル工事ノ現業ニ従事スル職員ノ勤勉手当ニ関スル件（大正9年勅令第25号）
- 捕獲審検所及高等捕獲審検所閉鎖ノ件（大正9年勅令第26号）
- 明治二十二年勅令第百二十一号（旅費其外概算渡前金渡ノ件）中改正ノ件（大正9年勅令第27号）
- 明治四十二年勅令第二十号（沖縄県ニ関スル府県制特例）改正ノ件（大正9年勅令第28号）
- 明治四十四年勅令第三十六号（朝鮮軍人ニ関スル件）中改正ノ件（大正9年勅令第29号）
- 蚕業試験場分析手数料ノ件（大正9年勅令第30号）
- 畜産試験場分析及鑑定手数料ノ件（大正9年勅令第31号）
- 臨時産業調査会官制（大正9年勅令第32号）
- 明治三十四年勅令第七号（逓信省部内ノ官吏ニシテ戦時若クハ事変ニ際シ所属部局以外ニ於テ臨時逓信ノ事務ニ従事シ又ハ陸海軍特設ノ事務ニ従事スル者ノ補欠ニ関スル件）中改正ノ件（大正9年勅令第33号）
- 大正三年勅令第二百六十号（逓信省部内ノ官吏ニシテ戦時ニ際シ所属部局以外ニ於テ逓信ノ事務ニ従事シ又ハ陸海軍特設ノ事務ニ従事シタル者ノ復帰ニ関スル件）中改正ノ件（大正9年勅令第34号）
- 大正三年臨時事件ニ関シ海軍下士卒又ハ艦営傭人ニ戦役休暇ヲ与フルトキ食料給与ノ件（大正9年勅令第35号）
- 徴兵事務条例中改正ノ件（大正9年勅令第36号）
- 明治三十三年法律第七十三号衆議院議員選挙法施行令中改正ノ件（大正9年勅令第37号）
- 北海道衆議院議員選挙特例（大正9年勅令第38号）
- 大正九年ニ於ケル衆議院議員総選挙ニ必要ナル選挙人名簿ニ関スル期日及期間ヲ定ムル件（大正9年勅令第39号）
- 北海道ニ於ケル衆議院議員ノ選挙ニ必要ナル大正九年ニ於テ調製スル選挙人名簿ニ関スル特例ノ件（大正9年勅令第40号）
- 大正三四年従軍記章令中改正ノ件（大正9年勅令第41号）
- 陸軍補充令中改正ノ件（大正9年勅令第42号）
- 大正九年度ニ於テ前年度予算執行ノ件（大正9年勅令第43号）
- 警部補、巡査、消防手共済組合ニ関スル件（大正9年勅令第44号）
- 大正七年勅令第三百三十五号（長崎県対馬国、島根県隠岐国ニ於ケル町村制度ニ関スル件）中改正ノ件（大正9年勅令第45号）
- 大正四年勅令第二百四号（大正三四年戦役ニ関スル一時賜金ノ交付ニ関スル件）中改正ノ件（大正9年勅令第46号）
- 大正八年勅令第三百四号（独逸国等ニ属スル財産管理ノ件）ノ効力ヲ将来ニ失ハシムル件（大正9年勅令第47号）
- 独逸国等ニ属スル財産管理ノ件（大正9年勅令第48号）
- 特殊財産管理局官制中改正ノ件（大正9年勅令第49号）
- 大正八年勅令第三百九号（大正八年勅令第三百四号施行ニ関スル事務ニ従事セシムルタメ庁府県ニ臨時職員増置ノ件）中改正ノ件（大正9年勅令第50号）
- 大正八年勅令第四百七十八号（大豆、生牛肉、鳥卵、綿織糸及綿織物ノ輸入税ノ低減又ハ免除ニ関スル件）ノ効力ヲ将来ニ失ハシムル件（大正9年勅令第51号）
- 大豆、生牛肉、鳥卵、綿織糸及綿織物ノ輸入税ノ低減又ハ免除ニ関スル件（大正9年勅令第52号）
- 大豆、生牛肉、鳥卵、綿織糸及綿織物ノ輸入税免除ノ件設定大正八年勅令第四百七十九号（同件）廃止ノ件（大正9年勅令第53号）
- 臨時産業調査会官制廃止ノ件（大正9年勅令第54号）
- 明治四十三年勅令第三百四十六号（癩療養所職員ノ名称待遇及任免ニ関スル件）中改正ノ件（大正9年勅令第55号）
- 文部省直轄諸学校職員定員令中改正ノ件（大正9年勅令第56号）
- 公立学校職員俸給令第六条ノ規定ニ依ル加俸ニ関スル件（大正9年勅令第57号）
- 海軍武官進級令（大正9年勅令第58号）
- 大正九年勅令第二十八号（沖縄県ニ関スル府県制特例中改正）中改正ノ件（大正9年勅令第59号）
- 蚕糸業ノ改良及奨励、外国貿易ノ調査、工業及製鉄業ノ調査及奨励、織物ノ調査並ニ漁業ノ取締ニ関スル事務ニ従事セシムルタメ農商務省ニ臨時職員設置明治四十三年勅令第七十七号（臨時鉱物調査ニ関スル職員ノ件）、大正七年勅令第二百三十二号（製鉄業奨励法施行ニ関スル事務ニ従事セシムルタメ農商務省ニ臨時職員増置）廃止ノ件（大正9年勅令第60号）
- 高等官官等俸給令中改正ノ件（大正9年勅令第61号）
- 在外公館費用条例中改正ノ件（大正9年勅令第62号）
- 海軍給与令中改正ノ件（大正9年勅令第63号）
- 海軍高等武官任用令中改正ノ件（大正9年勅令第64号）
- 海軍主計兵補充ニ関スル件（大正9年勅令第65号）
- 海軍特修兵令中改正ノ件（大正9年勅令第66号）
- 海軍志願兵条例中改正ノ件（大正9年勅令第67号）
- 海軍高等武官准士官服役令中改正ノ件（大正9年勅令第68号）
- 海軍下士卒服役条例中改正ノ件（大正9年勅令第69号）
- 南満洲鉄道株式会社ノ資本増加ニ関スル件（大正9年勅令第70号）
- 東京商科大学官制（大正9年勅令第71号）
- 文部省直轄諸学校官制中改正ノ件（大正9年勅令第72号）
- 文部省直轄諸学校職員定員令中改正ノ件（大正9年勅令第73号）
- 明治二十六年勅令第九十六号（帝国大学及文部省直轄諸学校雇外国人ニ関スル件）中改正ノ件（大正9年勅令第74号）
- 大正七年勅令第百十三号（関税制度調査ニ従事セシムルタメ朝鮮総督府ニ臨時職員設置）廃止ノ件（大正9年勅令第75号）
- 高等官官等俸給令中改正ノ件（大正9年勅令第76号）
- 明治四十三年勅令第百五十四号（文部省直轄諸学校教官俸給ノ支給ニ関スル件）中改正ノ件（大正9年勅令第77号）
- 大正八年勅令第七十一号（外国在勤者等臨時増給ノ件）中改正ノ件（大正9年勅令第78号）
- 大正四年勅令第百五十二号（帝国大学名誉教授及文部省直轄諸学校名誉教授ノ待遇ニ関スル件）中改正ノ件（大正9年勅令第79号）
- 現業員ノ共済組合ニ対スル政府給与金ニ関スル件（大正9年勅令第80号）
- 明治四十一年勅令第百五十七号（専売局現業員ノ共済組合ニ関スル件）中改正ノ件（大正9年勅令第81号）
- 国ニ於テ施行スル内国貿易設備ニ関スル港湾工事ニ因リ生スル土地又ハ工作物ノ下付又ハ貸付及使用料ノ徴収ニ関スル件（大正9年勅令第82号）
- 明治三十八年勅令第百六十六号（郵便貯金利子割合ノ件）中改正ノ件（大正9年勅令第83号）
- 外務省ニ臨時平和条約事務局ヲ置クノ件（大正9年勅令第84号）
- 恩給事務ニ従事セシムル為海軍省ニ臨時職員増置ノ件（大正9年勅令第85号）
- 高等官官等俸給令中改正ノ件（大正9年勅令第86号）
- 帝国ト独逸国トノ間ニ設置スル混合仲裁裁判所ニ関スル件（大正9年勅令第87号）
- 関東庁中学校官制中改正ノ件（大正9年勅令第88号）
- 関東庁高等女学校官制中改正ノ件（大正9年勅令第89号）
- 旅順師範学堂官制中改正ノ件（大正9年勅令第90号）
- 高等官官等俸給令中改正ノ件（大正9年勅令第91号）
- 台湾総督府文官服制中改正ノ件（大正9年勅令第92号）
- 朝鮮総督府中学校官制中改正ノ件（大正9年勅令第93号）
- 朝鮮総督府高等普通学校官制中改正ノ件（大正9年勅令第94号）
- 台湾総督府師範学校官制中改正ノ件（大正9年勅令第95号）
- 台湾総督府医学専門学校官制中改正ノ件（大正9年勅令第96号）
- 台湾総督府高等商業学校官制中改正ノ件（大正9年勅令第97号）
- 台湾総督府商業専門学校官制中改正ノ件（大正9年勅令第98号）
- 台湾総督府商業学校官制中改正ノ件（大正9年勅令第99号）
- 台湾総督府工業学校官制中改正ノ件（大正9年勅令第100号）
- 台湾総督府高等女学校官制中改正ノ件（大正9年勅令第101号）
- 台湾総督府農林学校官制中改正ノ件（大正9年勅令第102号）
- 臨時西比利亜経済援助委員会官制廃止ノ件（大正9年勅令第103号）
- 大正七年勅令第三百二十九号（外務省ニ西比利亜経済援助事務ニ従事スル臨時職員増置）中改正ノ件（大正9年勅令第104号）
- 大正七年勅令第二百二十二号（電信ニ関スル事務ニ従事セシムルタメ外務省ニ臨時職員増置）中改正ノ件（大正9年勅令第105号）
- 在職官吏ニシテ独逸国等トノ平和条約ニ依ル常設国際聯盟事務局、国際労働事務局其ノ他ノ国際機関ノ職員ニ任命セラレタル者ニ関スル件（大正9年勅令第106号）
- 混合仲裁裁判所ノ嘱託ニ因リ司法裁判所ノ為ス法律上ノ補助ニ関スル件（大正9年勅令第107号）
- 明治二十九年勅令第二百七号（台湾総督府奏任文官ノ他官庁奏任文官ニ転任又ハ再任スル場合ノ官等ニ関スル件）外七件廃止ノ件（大正9年勅令第108号）
- 大正元年勅令第五十号（水利組合法第八十条ニ依リ命令ノ件）中改正ノ件（大正9年勅令第109号）
- 文部省直轄諸学校官制中改正ノ件（大正9年勅令第110号）
- 文部省直轄諸学校職員定員令中改正ノ件（大正9年勅令第111号）
- 大正七年勅令第百十五号（関東庁ニ臨時職員増置ノ件）改正ノ件（大正9年勅令第112号）
- 明治四十年勅令第二百五十二号（帝国大学文部省直轄諸学校又ハ商業学校高等官ノ官等ニ関スル件）中改正ノ件（大正9年勅令第113号）
- 明治四十三年勅令第二百十七号（警視庁北海道庁府県監獄税務監督局税務署及専売局判任官中月俸二十円未満ノ者ノ特別任用ニ関スル件）中改正ノ件（大正9年勅令第114号）
- 帝国大学事務官帝国大学司書官及帝国大学司書特別任用令中改正ノ件（大正9年勅令第115号）
- 海軍予備員令中改正ノ件（大正9年勅令第116号）
- 明治二十三年勅令第二十四号（陸海軍将校及同相当官退役ノ際名誉進級ノ件）及明治二十八年勅令第九十一号（陸海軍予備後備将校及同相当官名誉進級ノ件）廃止ノ件（大正9年勅令第117号）
- 朝鮮軍人ヲ陸軍将校同相当官ニ任用等ニ関スル件（大正9年勅令第118号）
- 明治四十四年勅令第三十六号（朝鮮軍人ニ関スル件）中改正ノ件（大正9年勅令第119号）
- 王世子李垠ト方子女王トノ結婚ニヨリ恵沢ヲ施サムカタメ朝鮮人ニ対シ特ニ恩赦ヲ行フ件（大正9年勅令第120号）
- 文部諸官制中改正ノ件（大正9年勅令第121号）
- 教科書調査会官制（大正9年勅令第122号）
- 高等官官等俸給令中改正ノ件（大正9年勅令第123号）
- 樺太ニ施行スル法律ノ特例ニ関スル件（大正9年勅令第124号）
- 製絨業指導奨励ノ為千住製絨所所属ノ器具機械ヲ貸付ケ又ハ売渡ス場合ハ随意契約ニ依ルコトヲ得ルノ件（大正9年勅令第125号）
- 租税及金融ニ関スル調査ノ事務ニ従事セシムル為大蔵省ニ臨時職員増置ノ件（大正9年勅令第126号）
- 逓信部内臨時職員設置制（大正9年勅令第127号）
- 高等官官等俸給令中改正ノ件（大正9年勅令第128号）
- 大正八年勅令第二百四十三号（海軍給与令ニ依ル宿舎手当、生徒及学生手当、被服手当並支度手当臨時増給ノ件）中改正ノ件（大正9年勅令第129号）
- 海事委員会官制（大正9年勅令第130号）
- 朝鮮総督府逓信官署官制中改正ノ件（大正9年勅令第131号）
- 台湾総督府部内臨時職員設置制（大正9年勅令第132号）
- 樺太庁部内臨時職員設置制（大正9年勅令第133号）
- 明治四十五年勅令第十五号（陸軍省臨時職員増置ノ件）廃止ノ件（大正9年勅令第134号）
- 臨時軍用気球研究会官制廃止ノ件（大正9年勅令第135号）
- 種狐ノ売買又ハ漁業調査若クハ漁撈試験ニ従事スル船舶ノ獲得シタル水産物ノ売払ニ関スル随意契約ノ件（大正9年勅令第136号）
- 戸籍手数料規則中改正ノ件（大正9年勅令第137号）
- 寄留手続令中改正ノ件（大正9年勅令第138号）
- 国勢院官制（大正9年勅令第139号）
- 内閣所属職員官制中改正ノ件（大正9年勅令第140号）
- 臨時国勢調査局官制中改正ノ件（大正9年勅令第141号）
- 軍需評議会官制中改正ノ件（大正9年勅令第142号）
- 各省官制通則中改正ノ件（大正9年勅令第143号）
- 鉄道省官制（大正9年勅令第144号）
- 鉄道局官制（大正9年勅令第145号）
- 拓殖局官制中改正ノ件（大正9年勅令第146号）
- 大正八年勅令第八十二号（鉄道院官吏ヲ臨時定員外ト為スコトニ関スル件）中改正ノ件（大正9年勅令第147号）
- 大正八年勅令第二百五十七号（鉄道院鉄道医ニ関スル件）中改正ノ件（大正9年勅令第148号）
- 鉄道会議規則中改正ノ件（大正9年勅令第149号）
- 南満洲鉄道株式会社ノ鉄道及航路ニ関スル業務ノ監督ニ関スル件（大正9年勅令第150号）
- 明治四十一号勅令第百七十九号（南満洲鉄道株式会社ニ関スル事務主管ノ件）中改正ノ件（大正9年勅令第151号）
- 明治四十一年勅令第二百六十六号（二省以上交渉ノ事項ニ関スル件）中改正ノ件（大正9年勅令第152号）
- 大正三年勅令第百五号（鉄道院職員ノ療養ニ関スル件）中改正ノ件（大正9年勅令第153号）
- 明治四十年勅令第百二十七号（帝国鉄道庁現業員ノ共済組合ニ関スル件）中改正ノ件（大正9年勅令第154号）
- 明治四十二年勅令第二百二十九号（鉄道院外国留学生ニ関スル件）中改正ノ件（大正9年勅令第155号）
- 明治三十三年勅令第三百六十六号（外国ニ於テ鉄道ヲ敷設スル帝国会社ニ関スル件）中改正ノ件（大正9年勅令第156号）
- 高等官官等俸給令中改正ノ件（大正9年勅令第157号）
- 弁護士タル者ヲ判事検事ニ任用スル場合ニ於ケル官等ニ関スル件（大正9年勅令第158号）
- 文官任用令中改正ノ件（大正9年勅令第159号）
- 奏任文官特別任用令（大正9年勅令第160号）
- 鉄道省官制及鉄道局官制施行ノ際ニ於ケル鉄道省及鉄道局職員ノ任用等ニ関スル件（大正9年勅令第161号）
- 大正二年勅令第二百六十二号（任用分限又ハ官等ノ初叙陞叙ノ規定ヲ適用セサル文官ニ関スル件）中改正ノ件（大正9年勅令第162号）
- 外交官領事官及書記生任用令中改正ノ件（大正9年勅令第163号）
- 大正八年勅令第二十五号（海軍予備練習生ニ関スル件）中改正ノ件（大正9年勅令第164号）
- 朝鮮総督府地方官官制中改正ノ件（大正9年勅令第165号）
- 測地学委員会官制中改正ノ件（大正9年勅令第166号）
- 明治三十一年勅令第百三十号（陸軍監獄看守宿料給与ノ件）中改正ノ件（大正9年勅令第167号）
- 明治四十四年勅令第二百四十二号（市税及町村税ノ徴収ニ関スル件）改正ノ件（大正9年勅令第168号）
- 明治三十三年勅令第八十一号（府県税徴収ニ関スル件）中改正ノ件（大正9年勅令第169号）
- 北海道帝国大学官制中改正ノ件（大正9年勅令第170号）
- 同盟及聯合国ト独逸国トノ平和条約ニ依ル財産処理ニ関スル件（大正9年勅令第171号）
- 特殊財産管理局官制中改正ノ件（大正9年勅令第172号）
- 特殊権利審査会官制（大正9年勅令第173号）
- 特殊権利審査規程（大正9年勅令第174号）
- 大正九年度歳出予算中第一予備金ヲ以テ補充シ得ヘキ費途ノ件（大正9年勅令第175号）
- 内国旅費規則中改正ノ件（大正9年勅令第176号）
- 海軍礼砲令中改正ノ件（大正9年勅令第177号）
- 海軍旗章令中改正ノ件（大正9年勅令第178号）
- 監獄官制中改正ノ件（大正9年勅令第179号）
- 文部省直轄諸学校職員定員令中改正ノ件（大正9年勅令第180号）
- 道府県立感化院職員令（大正9年勅令第181号）
- 取引所令中改正ノ件（大正9年勅令第182号）
- 東京商科大学官制中改正ノ件（大正9年勅令第183号）
- 明治二年四月二十八日行政官達（五等官以上出京ノトキ届出ノ件）外二十三件廃止ノ件（大正9年勅令第184号）
- 金鵄勲章年金令中改正ノ件（大正9年勅令第185号）
- 独逸国等トノ平和条約ニ依ル国際機関ノ事務処理ノ為派遣スル官吏等ニ関スル件（大正9年勅令第186号）
- 海軍礼式令中改正ノ件（大正9年勅令第187号）
- 海兵団練習部令（大正9年勅令第188号）
- 防備隊練習部令（大正9年勅令第189号）
- 印紙ヲ以テスル歳入金納付ニ関スル件（大正9年勅令第190号）
- 大正八年法律第五十号（度量衡法中改正）施行期日ノ件（大正9年勅令第191号）
- 度量衡法施行令中改正ノ件（大正9年勅令第192号）
- 沖縄県及島嶼町村制中改正ノ件（大正9年勅令第193号）
- 造船造兵監督官条例中改正ノ件（大正9年勅令第194号）
- 海軍葬喪令改正ノ件（大正9年勅令第195号）
- 製鉄所ノ大正七年度益金ノ納付未済額及大正八年度益金ヲ大正九年度ノ一般歳入ニ納付スルコトヲ得ルノ件（大正9年勅令第196号）
- 大正八年度専売局益金ノ一部ヲ大正九年度ノ一般歳入ニ納付スルコトヲ得ル件（大正9年勅令第197号）
- 北海道会議員選挙令中改正ノ件（大正9年勅令第198号）
- 高等女学校令中改正ノ件（大正9年勅令第199号）
- 学位令（大正9年勅令第200号）
- 海軍兵学校令中改正ノ件（大正9年勅令第201号）
- 海軍機関学校令中改正ノ件（大正9年勅令第202号）
- 海軍砲術学校令中改正ノ件（大正9年勅令第203号）
- 海軍水雷学校令中改正ノ件（大正9年勅令第204号）
- 海軍経理学校令中改正ノ件（大正9年勅令第205号）
- 国勢調査評議会官制中改正ノ件（大正9年勅令第206号）
- 軍需評議会官制中改正ノ件（大正9年勅令第207号）
- 樺太漁業令中改正ノ件（大正9年勅令第208号）
- 樺太漁業令第二条ノ規定ニ拘ハラス漁業ヲ免許スルコトヲ得ルノ件（大正9年勅令第209号）
- 俘虜情報局官制廃止ノ件（大正9年勅令第210号）
- 癈兵院条例中改正ノ件（大正9年勅令第211号）
- 癈兵院条例ニ依ル手当、埋葬費及埋葬料ノ定額臨時増給ノ件（大正9年勅令第212号）
- 朝鮮総督府職員ノ交際手当ニ関スル件中改正ノ件（大正9年勅令第213号）
- 特殊財産管理局ノ管理財産中現金ノ取扱ニ関スル件（大正9年勅令第214号）
- 大正三年勅令第二百二十号（輸出入植物取締法ニ依リ検査ヲ行フ海港指定ノ件）中改正ノ件（大正9年勅令第215号）
- 海軍工廠条例中改正ノ件（大正9年勅令第216号）
- 帝国議会議長副議長議員歳費及旅費支給規則中改正ノ件（大正9年勅令第217号）
- 台湾総督府地方官官制改正ノ件明治四十二年勅令第二百十七号（台湾街庄社ニ区長及区書記設置）廃止ノ件（大正9年勅令第218号）
- 台湾総督府蕃務警視特別任用ノ件（大正9年勅令第219号）
- 陸海軍現役将校ニシテ台湾総督府蕃務警視ニ任用セラレタル者ニ関スル件（大正9年勅令第220号）
- 朝鮮総督府判事及朝鮮総督府検事官等給与令中改正ノ件（大正9年勅令第221号）
- 朝鮮総督府裁判所職員ノ服制ニ関スル件（大正9年勅令第222号）
- 朝鮮総督府道警察官服制中改正ノ件（大正9年勅令第223号）
- 航空局官制（大正9年勅令第224号）
- 高等官官等俸給令中改正ノ件（大正9年勅令第225号）
- 所得税法施行規則改正ノ件（大正9年勅令第226号）
- 関東州所得税令（大正9年勅令第227号）
- 樺太所得税令（大正9年勅令第228号）
- 酒造税法施行規則中改正ノ件（大正9年勅令第229号）
- 築城部条例中改正ノ件（大正9年勅令第230号）
- 陸軍技術本部令中改正ノ件（大正9年勅令第231号）
- 東京衛戍総督部条例廃止ノ件（大正9年勅令第232号）
- 衛戍条例中改正ノ件（大正9年勅令第233号）
- 砲兵工廠条例中改正ノ件（大正9年勅令第234号）
- 陸軍兵器部令中改正ノ件（大正9年勅令第235号）
- 陸軍士官学校令（大正9年勅令第236号）
- 陸軍幼年学校令（大正9年勅令第237号）
- 陸軍工科学校令（大正9年勅令第238号）
- 陸軍経費学校条例改正ノ件（大正9年勅令第239号）
- 憲兵練習所条例改正ノ件（大正9年勅令第240号）
- 明治三十五年勅令第十一号（陸軍武官官等表）中改正ノ件（大正9年勅令第241号）
- 高等官官等俸給令中改正ノ件（大正9年勅令第242号）
- 陸軍服制中改正ノ件（大正9年勅令第243号）
- 陸軍補充令中改正ノ件（大正9年勅令第244号）
- 道路管理職員制（大正9年勅令第245号）
- 地方土木職員制（大正9年勅令第246号）
- 地方産業職員制（大正9年勅令第247号）
- 地方待遇職員令（大正9年勅令第248号）
- 侍従武官府官制中改正ノ件（大正9年勅令第249号）
- 京都帝国大学官制中改正ノ件（大正9年勅令第250号）
- 文部省直轄諸学校官制中改正ノ件（大正9年勅令第251号）
- 文部省直轄諸学校職員定員令中改正ノ件（大正9年勅令第252号）
- 軍人傷痍記章条例中改正ノ件（大正9年勅令第253号）
- 賠償金特別会計規則（大正9年勅令第254号）
- 大正八年勅令第十五号（京都帝国大学各学部ニ於ケル講座ニ関スル件）中改正ノ件（大正9年勅令第255号）
- 明治四十五年勅令第百四十号（樺太ニ於ケル鉱業砂鉱業又ハ漁業ニ関スル手数料ノ件）改正ノ件（大正9年勅令第256号）
- 高等官官等俸給令中改正ノ件明治二十四年勅令第百六十五号（官制及俸給令改正ノ件ノ際俸給支給方）廃止ノ件（大正9年勅令第257号）
- 判任官俸給令中改正ノ件（大正9年勅令第258号）
- 文武判任官等級令中改正ノ件（大正9年勅令第259号）
- 大正七年勅令第八十九号（判任官及判任官ノ待遇ヲ受クル者ニ臨時手当給与ノ件廃止ノ件）（大正9年勅令第260号）
- 帝国大学高等官官等俸給令中改正ノ件（大正9年勅令第261号）
- 教官及技術官ノ俸給ニ関スル件（大正9年勅令第262号）
- 府県知事加俸ニ関スル件（大正9年勅令第263号）
- 陸軍給与令中改正ノ件（大正9年勅令第264号）
- 大正八年勅令第百四十八号（陸軍給与令ニ依ル給与諸定額増加ノ件）中改正ノ件（大正9年勅令第265号）
- 在外国大使館附及公使館附陸軍武官俸給令中改正ノ件（大正9年勅令第266号）
- 外国駐在陸軍武官給与令中改正ノ件（大正9年勅令第267号）
- 陸軍戦時給与規則中改正ノ件大正九年勅令第六号（陸軍戦時給与規則ニ依ル給与定額増加ノ件）廃止ノ件（大正9年勅令第268号）
- 大正七年勅令第三百九十四号（陸軍軍人軍属ノ戦時給与増給等ニ関スル件）中改正ノ件（大正9年勅令第269号）
- 朝鮮満洲駐箚陸軍部隊給等令中改正ノ件（大正9年勅令第270号）
- 台湾島及澎湖島駐箚陸軍部隊給与規則中改正ノ件（大正9年勅令第271号）
- 支那駐箚陸軍部隊給与令中改正ノ件（大正9年勅令第272号）
- 大正六年勅令第百七十八号（青島地方ニ在勤スル職員ノ官等俸給等ニ関スル件）中改正ノ件（大正9年勅令第273号）
- 明治四十四年勅令第三十六号（朝鮮軍人ニ関スル件）中改正ノ件（大正9年勅令第274号）
- 癈兵院条例中改正ノ件大正九年勅令第二百十二号（癈兵院条例ニ依ル手当、埋葬費及埋葬料ノ定額臨時増給ノ件）廃止ノ件（大正9年勅令第275号）
- 海軍給与令中改正ノ件大正八年勅令第二百四十三号（海軍給与令ニ依ル依生徒及学生手当、被服手当並支度手当臨時増給ノ件）廃止ノ件（大正9年勅令第276号）
- 大正七年勅令第二百六十七号（時局中臨時特設ノ海軍部隊ニ職員設置）中改正ノ件（大正9年勅令第277号）
- 大正九年法律第十号ニ依ル恩給扶助料等ノ増額及明治二十三年勅令第二百五十四号ニ依ル休職給ノ増額ニ関スル件（大正9年勅令第278号）
- 航空機ニ搭乗シテ航空勤務又ハ航空練習ニ従事スル軍人軍属ニ航空加俸給与ノ件（大正9年勅令第279号）
- 陸海軍所属待遇官吏俸給令中改正ノ件（大正9年勅令第280号）
- 関東庁警部補ノ給与ニ関スル件（大正9年勅令第281号）
- 明治四十一年法律第三十七号（地方税制限ニ関スル法律）第六条ノ規定ニ依ル委任ノ件（大正9年勅令第282号）
- 大正六年勅令第百三十四号（戦時海上再保険法施行ニ関スル件）改正ノ件（大正9年勅令第283号）
- 外務省官制中改正ノ件（大正9年勅令第284号）
- 内務省官制中改正ノ件（大正9年勅令第285号）
- 大蔵省官制中改正ノ件（大正9年勅令第286号）
- 陸軍省官制中改正ノ件（大正9年勅令第287号）
- 海軍省官制中改正ノ件（大正9年勅令第288号）
- 司法省官制中改正ノ件（大正9年勅令第289号）
- 文部省官制中改正ノ件（大正9年勅令第290号）
- 農商務省官制中改正ノ件（大正9年勅令第291号）
- 逓信省官制中改正ノ件（大正9年勅令第292号）
- 文部部内臨時職員設置制（大正9年勅令第293号）
- 気象台官制（大正9年勅令第294号）
- 気象台技手ニ在支那帝国領事館附ヲ命スルコトヲ得ル件（大正9年勅令第295号）
- 教員検定委員会官制中改正ノ件（大正9年勅令第296号）
- 学術研究会議官制（大正9年勅令第297号）
- 製鉄所官制中改正ノ件（大正9年勅令第298号）
- 茶業試験場官制中改正ノ件（大正9年勅令第299号）
- 植物検査所官制中改正ノ件（大正9年勅令第300号）
- 畜産試験場官制中改正ノ件（大正9年勅令第301号）
- 臨時窒素研究所官制中改正ノ件（大正9年勅令第302号）
- 燃料研究所官制（大正9年勅令第303号）
- 朝鮮総督府逓信官署官制中改正ノ件（大正9年勅令第304号）
- 朝鮮総督府税関官制中改正ノ件（大正9年勅令第305号）
- 関税法等ヲ朝鮮ニ施行スルノ件（大正9年勅令第306号）
- 関税法施行規則中改正ノ件（大正9年勅令第307号）
- 明治四十四年勅令第百八十八号（朝鮮ニ於ケル税関特許手数料ニ関スル件）中改正ノ件（大正9年勅令第308号）
- 明治四十三年勅令第三百三十二号（内地台湾及樺太ト朝鮮トノ間ニ通航スル船舶ニ関スル件）廃止ノ件（大正9年勅令第309号）
- 明治四十三年勅令第四百五十号（同件）廃止ノ件（大正9年勅令第310号）
- 大正九年法律第五十一号（内地台湾又ハ樺太ヨリ朝鮮ニ移出スル物品ノ内国税免除ニ関スル件）施行ニ関スル件（大正9年勅令第311号）
- 大正九年法律第五十二号（朝鮮又ハ台湾ヨリ移出シタル物品ノ内地又ハ樺太ニ於ケル取締ニ関スル件）施行ニ関スル件（大正9年勅令第312号）
- 戦時保険局官制廃止ノ件（大正9年勅令第313号）
- 農商務省ニ大正九年法律第五十七号ノ附則ノ施行ニ関スル事務ニ従事スル臨時職員増置（大正9年勅令第314号）
- 戦時海上再保険審査会規程廃止ノ件（大正9年勅令第315号）
- 高等官官等俸給令中改正ノ件（大正9年勅令第316号）
- 明治四十三年勅令第二百七十五号（文官試補及見習ニ関スル件）中改正ノ件（大正9年勅令第317号）
- 陸軍給与令中改正ノ件（大正9年勅令第318号）
- 朝鮮満洲駐箚陸軍部隊給与令中改正ノ件（大正9年勅令第319号）
- 台湾駐箚陸軍部隊給与規則中改正ノ件（大正9年勅令第320号）
- 支那駐箚陸軍部隊給与令中改正ノ件（大正9年勅令第321号）
- 判事検事官等俸給令中改正ノ件（大正9年勅令第322号）
- 大正九年法律第十号ニ依ル恩給増額中執達吏ニ対スル特例ニ関スル件（大正9年勅令第323号）
- 公立学校職員制中改正ノ件（大正9年勅令第324号）
- 公立学校職員待遇官等等級令中改正ノ件（大正9年勅令第325号）
- 公立学校職員俸給令中改正ノ件（大正9年勅令第326号）
- 大正九年勅令第五十七号（公立学校職員俸給令第六条ノ規定ニ依ル加俸ニ関スル件）廃止ノ件（大正9年勅令第327号）
- 公立大学校職員俸給令中改正ノ件（大正9年勅令第328号）
- 朝鮮総督府判事及朝鮮総督府検事官等給与令中改正ノ件（大正9年勅令第329号）
- 台湾総督府法院職員官等俸給及定員令中改正ノ件（大正9年勅令第330号）
- 貴族院衆議院守衛定員及給与令中改正ノ件（大正9年勅令第331号）
- 地方待遇職員令中改正ノ件（大正9年勅令第332号）
- 巡査給与令中改正ノ件（大正9年勅令第333号）
- 明治三十年勅令第百四十四号（貨幣ノ形式ヲ定ムル件）中改正ノ件（大正9年勅令第334号）
- 明治三十三年勅令第百五号（常設海軍軍法会議ニ於ケル主理録事定員ノ件）中改正ノ件（大正9年勅令第335号）
- 工業試験場官制中改正ノ件（大正9年勅令第336号）
- 水産講習所官制中改正ノ件（大正9年勅令第337号）
- 種羊場官制中改正ノ件（大正9年勅令第338号）
- 文部省直轄諸学校職員定員令中改正ノ件（大正9年勅令第339号）
- 九州帝国大学官制中改正ノ件（大正9年勅令第340号）
- 大正八年勅令第十七号（九州帝国大学各学部ニ於ケル講座ニ関スル件）中改正ノ件（大正9年勅令第341号）
- 軍需工業動員法施行ニ関スル事項ノ統轄ニ付テノ内閣総理大臣ノ職権ノ件（大正9年勅令第342号）
- 明治四十一年勅令第四十五号（樺太ニ於ケル小学校ニ関スル件）中改正ノ件（大正9年勅令第343号）
- 奏任及判任待遇監獄職員給与令中改正ノ件（大正9年勅令第344号）
- 大正七年勅令第三百四十七号（監獄医教誨師及教師ノ官等等級配当ノ件）中改正ノ件（大正9年勅令第345号）
- 明治三十四年勅令第百八号（台湾総督府巡査補待遇ニ関スル件）廃止ノ件（大正9年勅令第346号）
- 台湾総督府巡査補俸給令廃止ノ件（大正9年勅令第347号）
- 台湾総督府官制中改正ノ件台湾総督府営林局官制廃止ノ件（大正9年勅令第348号）
- 台湾総督府部内臨時職員設置制中改正ノ件（大正9年勅令第349号）
- 台湾総督府港務所官制中改正ノ件（大正9年勅令第350号）
- 台湾総督府臨時海港検疫所官制中改正ノ件（大正9年勅令第351号）
- 関東都督府監獄署官制中改正ノ件（大正9年勅令第352号）
- 高等官官等俸給令中改正ノ件（大正9年勅令第353号）
- 判任官俸給令中改正ノ件（大正9年勅令第354号）
- 文官任用令中改正ノ件（大正9年勅令第355号）
- 奏任文官特別任用令中改正ノ件（大正9年勅令第356号）
- 判任文官特別任用令（大正9年勅令第357号）
- 三等郵便局長等ノ任用ニ関スル件（大正9年勅令第358号）
- 明治三十四年勅令第百五十一号（巡査看守療治料、給助料及弔祭料給与令ヲ台湾ニ施行スル件）中改正ノ件（大正9年勅令第359号）
- 明治四十一年勅令第二百六号（台湾総督府警察官服制）中改正ノ件（大正9年勅令第360号）
- 台湾総督府庁管内ニ区ヲ置ク（大正9年勅令第361号）
- 明治四十年勅令第二百九十三号（台湾総督府朝鮮総督府及関東庁ノ巡査及判任待遇監獄職員ノ懲戒ニ関スル件）改正ノ件（大正9年勅令第362号）
- 海軍潜水学校令（大正9年勅令第363号）
- 衛生試験所官制中改正ノ件（大正9年勅令第364号）
- 海軍予備員令中改正ノ件（大正9年勅令第365号）
- 明治三十七年勅令第百八十二号（逓信省所管商船学校学生海軍兵籍ニ編入ノ件）中改正ノ件（大正9年勅令第366号）
- 聘用セラレタル官吏及官吏待遇者ニ関スル件（大正9年勅令第367号）
- 内務省官制中改正ノ件（大正9年勅令第368号）
- 内務部内臨時職員設置制（大正9年勅令第369号）
- 農商務省官制中改正ノ件（大正9年勅令第370号）
- 農商務部内臨時職員設置制（大正9年勅令第371号）
- 特許局官制中改正ノ件（大正9年勅令第372号）
- 林区署官制中改正ノ件（大正9年勅令第373号）
- 鉱務署官制中改正ノ件（大正9年勅令第374号）
- 逓信部内臨時職員設置制中改正ノ件（大正9年勅令第375号）
- 朝鮮総督府高等土地調査委員会官制中改正ノ件（大正9年勅令第376号）
- 高等官官等俸給令中改正ノ件（大正9年勅令第377号）
- 山東省又ハ南洋群島ニ在勤スル海軍軍人軍属及同地所在海軍部隊附属艦船乗員ノ給与ニ関スル件（大正9年勅令第378号）
- 明治四十年勅令第四十三号（樺太在勤監獄職員ノ手当ニ関スル件）中改正ノ件（大正9年勅令第379号）
- 台湾総督府法院職員等俸給及定員令中改正ノ件（大正9年勅令第380号）
- 明治三十二年勅令第三百六十三号（国有林野産物ノ随意契約ニ依ル売払ニ関スル件）中改正ノ件（大正9年勅令第381号）
- 大正九年法律第三十三号（郵便貯金法中改正）施行期日ノ件（大正9年勅令第382号）
- 明治三十八年勅令第百六十六号（郵便貯金利子割合ノ件）中改正ノ件（大正9年勅令第383号）
- 内閣所属職員官制中改正ノ件（大正9年勅令第384号）
- 大正七年勅令第六十八号（臨時恩給ニ関スル事務ニ従事セシムル為内閣ニ職員増置ノ件）中改正ノ件（大正9年勅令第385号）
- 帝国美術院規程中改正ノ件（大正9年勅令第386号）
- 警視庁官制中改正ノ件（大正9年勅令第387号）
- 北海道庁官制中改正ノ件（大正9年勅令第388号）
- 地方官官制中改正ノ件（大正9年勅令第389号）
- 明治三十九年勅令第百六号（東京府小笠原島水産事務ニ関スル臨時職員増置ノ件）中改正ノ件（大正9年勅令第390号）
- 大正七年勅令第三百四十一号（時局ニ関スル産業事務ニ従事セシムルタメ府県ニ臨時職員増置ノ件）廃止ノ件（大正9年勅令第391号）
- 高等官官等俸給令中改正ノ件（大正9年勅令第392号）
- 文部省在外研究員規程（大正9年勅令第393号）
- 東北帝国大学官制中改正ノ件（大正9年勅令第394号）
- 大正八年勅令第十六号（東北帝国大学各学部ニ於ケル講座ニ関スル件）中改正ノ件（大正9年勅令第395号）
- 北海道帝国大学官制中改正ノ件（大正9年勅令第396号）
- 大正八年勅令第十八号（北海道帝国大学各学部ニ於ケル講座ニ関スル件）中改正ノ件（大正9年勅令第397号）
- 樺太庁観測所官制中改正ノ件（大正9年勅令第398号）
- 朝鮮台湾満洲及樺太在勤文官加俸令中改正ノ件（大正9年勅令第399号）
- 朝鮮陸接国境地方ニ在勤スル朝鮮総督府及其ノ所属官署職員ノ臨時特別手当給与ニ関スル件（大正9年勅令第400号）
- 外交官及領事官官制中改正ノ件（大正9年勅令第401号）
- 大蔵省官制中改正ノ件（大正9年勅令第402号）
- 大蔵部内臨時職員設置制（大正9年勅令第403号）
- 官等官官等俸給令中改正ノ件（大正9年勅令第404号）
- 交通至難ノ場所ニ在勤スル職員ニ手当給与ノ件（大正9年勅令第405号）
- 戦捷記章令（大正9年勅令第406号）
- 栄養研究所官制（大正9年勅令第407号）
- 東京帝国大学官制中改正ノ件（大正9年勅令第408号）
- 大正八年勅令第十四号（東京帝国大学各学部ニ於ケル講座ニ関スル件）中改正ノ件（大正9年勅令第409号）
- 台湾総督府郵便局官制中改正ノ件（大正9年勅令第410号）
- 専売局官制中改正ノ件（大正9年勅令第411号）
- 東京商科大学官制中改正ノ件（大正9年勅令第412号）
- 国勢院官制中改正ノ件（大正9年勅令第413号）
- 大正九年勅令第百八十六号（独逸国等トノ平和条約ニ依ル国際機関ノ事務処理ノタメ派遣スル官吏等ニ関スル件）中改正ノ件（大正9年勅令第414号）
- 内務部内臨時職員設置制中改正ノ件（大正9年勅令第415号）
- 明治四十三年勅令第二百三十六号（海外ニ於ケル財務処理ノタメ大蔵省ニ臨時職員増置ノ件）中改正ノ件（大正9年勅令第416号）
- 樺太庁高等女学校官制中改正ノ件（大正9年勅令第417号）
- 高等官官等俸給令中改正ノ件（大正9年勅令第418号）
- 明治四十三年勅令第二百十七号（警視庁、北海道庁、府県、監獄、税務監督局、税務署及専売局判任官中月俸二十円未満ノ者ノ特別任用ニ関スル件）中改正ノ件（大正9年勅令第419号）
- 大正七年勅令第七十八号（朝鮮、台湾、樺太、関東州又ハ満洲ニ在ル陸軍軍人ノ服役事務ニ関スル件）中改正ノ件（大正9年勅令第420号）
- 税関官制中改正ノ件（大正9年勅令第421号）
- 税務監督局官制中改正ノ件（大正9年勅令第422号）
- 税務署官制中改正ノ件（大正9年勅令第423号）
- 高等官官等俸給令中改正ノ件（大正9年勅令第424号）
- 公有林野官行造林法施行期日ノ件（大正9年勅令第425号）
- 公有林野官行造林法施行令（大正9年勅令第426号）
- 造幣局官制中改正ノ件（大正9年勅令第427号）
- 高等官官等俸給令中改正ノ件（大正9年勅令第428号）
- 賞勲局官制中改正ノ件（大正9年勅令第429号）
- 台湾総督府鉄道部官制中改正ノ件（大正9年勅令第430号）
- 貴族院事務局官制中改正ノ件（大正9年勅令第431号）
- 衆議院事務局官制中改正ノ件（大正9年勅令第432号）
- 大正六年勅令第二百三十五号（台湾総督府巡査看守等ノ給与ニ関スル件）中改正ノ件（大正9年勅令第433号）
- 明治三十九年勅令第二百三十一号（関東庁巡査看守ノ任用及給与ニ関スル件）中改正ノ件（大正9年勅令第434号）
- 明治四十年勅令第百二十四号（樺太庁巡査ノ在勤手当給与品及貸与品ニ関スル件）中改正ノ件（大正9年勅令第435号）
- 大正五年勅令第二百九号（公共団体ノ収入及支払ニ関シ国庫出納金端数計算法準用ノ件）中改正ノ件（大正9年勅令第436号）
- 明治四十二年勅令第五十四号（島庁ヲ置ク島地指定ノ件）中改正ノ件（大正9年勅令第437号）
- 市街地建築物法施行令（大正9年勅令第438号）
- 印刷局官制中改正ノ件（大正9年勅令第439号）
- 海軍省官制中改正ノ件（大正9年勅令第440号）
- 海軍艦政本部令（大正9年勅令第441号）
- 海軍建築本部令（大正9年勅令第442号）
- 海軍建築部令（大正9年勅令第443号）
- 水路部令（大正9年勅令第444号）
- 海軍経理部条例中改正ノ件（大正9年勅令第445号）
- 海軍造兵廠令中改正ノ件（大正9年勅令第446号）
- 海軍火薬廠令中改正ノ件（大正9年勅令第447号）
- 鉱務署官制中改正ノ件（大正9年勅令第448号）
- 朝鮮総督府医院官制中改正ノ件（大正9年勅令第449号）
- 朝鮮総督府地方官官制中改正ノ件（大正9年勅令第450号）
- 高等官官等俸給令中改正ノ件（大正9年勅令第451号）
- 海軍兵備品会計規則中改正ノ件（大正9年勅令第452号）
- 逓信省官制中改正ノ件（大正9年勅令第453号）
- 逓信部内臨時職員設置制中改正ノ件（大正9年勅令第454号）
- 臨時電信電話建設局官制（大正9年勅令第455号）
- 貯金局官制（大正9年勅令第456号）
- 簡易保険局官制（大正9年勅令第457号）
- 電気試験所官制中改正ノ件（大正9年勅令第458号）
- 地方逓信官署官制中改正ノ件（大正9年勅令第459号）
- 海員審判所職員定員及任用令中改正ノ件（大正9年勅令第460号）
- 簡易生命保険審査会規程中改正ノ件（大正9年勅令第461号）
- 高等官官等俸給令中改正ノ件（大正9年勅令第462号）
- 判任官俸給令中改正ノ件（大正9年勅令第463号）
- 明治三十六年勅令第四十八号（通信現業員勤勉手当ノ件）中改正ノ件（大正9年勅令第464号）
- 奏任文官特別任用令中改正ノ件（大正9年勅令第465号）
- 判任文官特別任用令中改正ノ件（大正9年勅令第466号）
- 明治四十二年勅令第百五十一号（通信官署現業員共済組合ニ関スル件）中改正ノ件（大正9年勅令第467号）
- 簡易生命保険特別会計規則中改正ノ件（大正9年勅令第468号）
- 簡易生命保険積立金運用規則中改正ノ件（大正9年勅令第469号）
- 道府県立感化院職員中改正ノ件（大正9年勅令第470号）
- 官国幣社職制中改正ノ件（大正9年勅令第471号）
- 朝鮮総督府中央試験所官制中改正ノ件（大正9年勅令第472号）
- 朝鮮総督府勧業模範場官制中改正ノ件（大正9年勅令第473号）
- 朝鮮公立高等女学校官制中改正ノ件（大正9年勅令第474号）
- 朝鮮公立実業専修学校官制中改正ノ件（大正9年勅令第475号）
- 台湾総督府研究所官制中改正ノ件（大正9年勅令第476号）
- 樺太庁鉄道事務所官制中改正ノ件（大正9年勅令第477号）
- 樺太庁郵便局官制中改正ノ件（大正9年勅令第478号）
- 高等官官等俸給令中改正ノ件（大正9年勅令第479号）
- 樺太庁水産試験場官制中改正ノ件（大正9年勅令第480号）
- 大正九年勅令第三百六十七号（聘用セラレタル官吏及官吏待遇者ニ関スル件）中改正ノ件（大正9年勅令第481号）
- 緯度観測所官制（大正9年勅令第482号）
- 三等郵便局長等ノ給与ニ関スル件制定明治三十一年勅令第百十九号（台湾総督府三等郵便局長手当退官賜金及死亡賜金令）、同四十一年勅令第二百七十九号（関東都督府郵便所長手当退官賜金及死亡賜金給与令）同四十二年勅令第百四十九号（三等郵便局長手当死亡退官等給与金額ヲ樺太庁特定郵便局長ニ準用ノ件）、同四十三年勅令第百六十（大正9年勅令第483号）
- 文武判任官等級令中改正ノ件（大正9年勅令第484号）
- 帝国ト墺地利国トノ間ニ設置スル混合仲裁裁判所ニ関スル件（大正9年勅令第485号）
- 大正九年勅令第百七号（混合仲裁裁判所ノ嘱託ニ因リ司法裁判所ノ為ス法律上ノ補助ニ関スル件）中改正ノ件（大正9年勅令第486号）
- 同盟及聯合国ト墺地利国トノ平和条約ノ実施ニ伴フ流通証券及工業所有権ニ関スル件（大正9年勅令第487号）
- 防疫職員官制中改正ノ件（大正9年勅令第488号）
- 明治四十年勅令第九十九号（港務部設置ノ件）中改正ノ件（大正9年勅令第489号）
- 精神病院法ノ一部施行期日ノ件（大正9年勅令第490号）
- 大正八年勅令第三百六十六号（精神病院法ニ代用精神病院ノ国庫補助及入院費ノ徴収方法ニ関スル件）中改正ノ件（大正9年勅令第491号）
- 外務省官制中改正ノ件（大正9年勅令第492号）
- 大正七年勅令第二百二十二号（電信ニ関スル事務ニ従事セシムル為外務省ニ臨時職員増置ノ件）及同年勅令第三百二十九号（外務省ニ西比利亜ニ関スル事務ニ従事スル臨時職員増置ノ件）廃止ノ件（大正9年勅令第493号）
- 外交官及領事官官制中改正ノ件（大正9年勅令第494号）
- 在外交館職員定員令中改正ノ件（大正9年勅令第495号）
- 高等官官等俸給令中改正ノ件（大正9年勅令第496号）
- 朝鮮総督府部内臨時職員設置制（大正9年勅令第497号）
- 朝鮮総督府営林廠官制中改正ノ件（大正9年勅令第498号）
- 朝鮮総督府監獄官制中改正ノ件（大正9年勅令第499号）
- 関東庁官制中改正ノ件（大正9年勅令第500号）
- 関東庁部内臨時職員設置制（大正9年勅令第501号）
- 関東庁逓信官署官制（大正9年勅令第502号）
- 樺太庁部内臨時職員設置制中改正ノ件（大正9年勅令第503号）
- 樺太庁臨時築港事務所官制中改正ノ件（大正9年勅令第504号）
- 高等官官等俸給令中改正ノ件（大正9年勅令第505号）
- 判任官俸給令中改正ノ件（大正9年勅令第506号）
- 奏任文官特別任用令中改正ノ件（大正9年勅令第507号）
- 判任文官特別任用令中改正ノ件（大正9年勅令第508号）
- 朝鮮総督府営林廠森林主事ノ服制ニ関スル件（大正9年勅令第509号）
- 関東庁逓信官署現業員ノ共済組合ニ関スル件（大正9年勅令第510号）
- 司法部内臨時職員設置制（大正9年勅令第511号）
- 高等官官等俸給令中改正ノ件（大正9年勅令第512号）
- 臨時国勢調査局官制中改正ノ件（大正9年勅令第513号）
- 中央統計委員会官制（大正9年勅令第514号）
- 大蔵省部内臨時職員設置制中改正ノ件（大正9年勅令第515号）
- 台湾総督府医院官制中改正ノ件（大正9年勅令第516号）
- 大正八年勅令第二百五十七号（鉄道省鉄道医ニ関スル件）中改正ノ件（大正9年勅令第517号）
- 大正六年勅令第二百二十一号（拓殖及森林事務ニ従事セシムルタメ北海道庁ニ臨時職員増置ノ件）中改正ノ件（大正9年勅令第518号）
- 公立学校職員年功加俸令（大正9年勅令第519号）
- 師範学校長勤続加俸令（大正9年勅令第520号）
- 実業補習学校教員養成所令（大正9年勅令第521号）
- 樺太庁官制中改正ノ件（大正9年勅令第522号）
- 陸軍軍人服役令中改正ノ件（大正9年勅令第523号）
- 海軍兵学校令中改正ノ件（大正9年勅令第524号）
- 海軍機関学校令中改正ノ件（大正9年勅令第525号）
- 海軍経理学校令中改正ノ件（大正9年勅令第526号）
- 台湾総督府地方官官制中改正ノ件（大正9年勅令第527号）
- 外国在勤警部巡査任用及支給規則中改正ノ件（大正9年勅令第528号）
- 朝鮮教育令中改正ノ件（大正9年勅令第529号）
- 明治四十二年勅令第百七十九号（度量衡器ノ営業免許及検定ニ関スル手数料徴収ノ件）中改正ノ件（大正9年勅令第530号）
- 在外公館費用条例中改正ノ件（大正9年勅令第531号）
- 朝鮮又ハ台湾ニ於テ徴発書ヲ出スノ権ヲ有スル官憲ニ関スル件（大正9年勅令第532号）
- 担保附社債信託法ヲ朝鮮ニ施行スルノ件（大正9年勅令第533号）
- 同盟及聯合国ト墺地利国トノ平和条約ニ依ル財産処理ニ関スル件（大正9年勅令第534号）
- 特殊財産管理局官制中改正ノ件（大正9年勅令第535号）
- 特殊権利審査会官制中改正ノ件（大正9年勅令第536号）
- 特殊権利審査規程中改正ノ件（大正9年勅令第537号）
- 大正四年勅令第二百十四号（特殊財産管理局ノ管理財産中現金ノ取扱ニ関スル件）中改正ノ件（大正9年勅令第538号）
- 市街地建築物法施行期日ノ件（大正9年勅令第539号）
- 市街地建築物法適用区域ノ件（大正9年勅令第540号）
- 朝鮮地方待遇職員令（大正9年勅令第541号）
- 台湾総督府専売局官制中改正ノ件（大正9年勅令第542号）
- 関東州裁判令中改正ノ件（大正9年勅令第543号）
- 大正九年勅令第百十八号（朝鮮軍人ヲ陸軍将校同相当官ニ任用等ニ関スル件）中改正ノ件（大正9年勅令第544号）
- 勤勉手当給与令（大正9年勅令第545号）
- 理事理事試補及陸軍監獄長服制中改正ノ件（大正9年勅令第546号）
- 印刷局ニ於テ三椏ヲ購入スルトキ随意契約ニ依ルコトヲ得ルノ件（大正9年勅令第547号）
- 明治三十三年勅令第三百五十六号（官庁用ノ電信及電話ニ関スル件）中改正ノ件（大正9年勅令第548号）
- 関税定率法第五条ノ二施行ニ関スル件（大正9年勅令第549号）
- 関税定率法第七条第四号ノ二ノ規定ニ依リ輸入税ノ免除ヲ受クルコトヲ得ヘキ礦油ニ関スル件（大正9年勅令第550号）
- 文部省直轄諸学校官制中改正ノ件（大正9年勅令第551号）
- 文部省直轄諸学校職員定員令中改正ノ件（大正9年勅令第552号）
- 台湾総督府警察官吏ノ職務応援ニ関スル件（大正9年勅令第553号）
- 海軍下士官兵服役令中改正ノ件（大正9年勅令第554号）
- 大正九年勅令第五十三号（大豆、生牛肉、鳥卵、綿織糸及綿織物ノ輸入税免除ノ件）中改正ノ件（大正9年勅令第555号）
- 大正六年勅令第百二号（造船造機造兵又ハ土木建築ノ事務ニ従事セシムルタメ海軍造兵廠等ニ臨時職員設置）改正ノ件（大正9年勅令第556号）
- 鉄道省官制中改正ノ件（大正9年勅令第557号）
- 鉄道局官制中改正ノ件（大正9年勅令第558号）
- 高等官官等俸給令中改正ノ件（大正9年勅令第559号）
- 台湾総督府部内臨時職員設置制中改正ノ件（大正9年勅令第560号）
- 賠償金特別会計所属廻航船舶ノ貸付ニ関スル件（大正9年勅令第561号）
- 公立学校職員制中改正ノ件（大正9年勅令第562号）
- 公立学校職員待遇官等等級令中改正ノ件（大正9年勅令第563号）
- 実業学校令中改正ノ件（大正9年勅令第564号）
- 高等官官等俸給令中改正ノ件（大正9年勅令第565号）
- 裁判所職員定員令（大正9年勅令第566号）
- 朝鮮総督府裁判所職員定員令改正ノ件（大正9年勅令第567号）
- 台湾総督府法院職員定員令（大正9年勅令第568号）
- 司法官試補及朝鮮総督府司法官試補ニ関スル件（大正9年勅令第569号）
- 地方測候所職員制（大正9年勅令第570号）
- 地方待遇職員令中改正ノ件明治三十七年勅令第百十一号（地方測候所技師技手及書記休職ノ件）廃止ノ件（大正9年勅令第571号）
- 高等官官等俸給令中改正ノ件（大正9年勅令第572号）
- 海軍兵学校生徒海軍機関学校生徒及海軍経理学校生徒ニ対シ被服調弁費用ヲ補足セシムルタメ大正九年度ニ限リ手当支給スルノ件（大正9年勅令第573号）
- 朝鮮総督府逓信官署現業員共済組合ニ関スル件（大正9年勅令第574号）
- 農商務省官制中改正ノ件（大正9年勅令第575号）
- 大正二年勅令第九号（軍用ノ航空機ニ乗シ航空演習ニ従事スル者ニ一時賜金給与）中改正ノ件（大正9年勅令第576号）
- 大正二年勅令第十一号（潜水艦ニ在リテ勤務スル者ニ一時賜金給与）中改正ノ件（大正9年勅令第577号）
- 国有林野現業員共済組合令中改正ノ件（大正9年勅令第578号）
- 大正三年勅令第百五十七号（請願ニ依ル消防手配置ニ関スル件）中改正ノ件（大正9年勅令第579号）
- 会計規則中改正ノ件明治三十六年勅令第二百八十三号（勧業債券、興業債券等ヲ会計規則第六十九条及第百三条ノ保証金ニ使用スルコトヲ得ル件）廃止ノ件（大正9年勅令第580号）
- 明治四十三年勅令第三百四十号（入札又ハ契約ノ保証金ニ関スル件）中改正ノ件（大正9年勅令第581号）
- 酒造税法施行規則中改正ノ件（大正9年勅令第582号）
- 明治三十四年法律第十号（酒精、酒類其他酒精ヲ含有スル飲料輸出下戻金ニ関スル件）施行規則中改正ノ件（大正9年勅令第583号）
- 砂糖消費税法施行規則中改正ノ件（大正9年勅令第584号）
- 織物消費税法施行規則中改正ノ件（大正9年勅令第585号）
- 石油消費税法施行規則中改正ノ件（大正9年勅令第586号）
- 関税法施行規則中改正ノ件（大正9年勅令第587号）
- 国税徴収法施行規則中改正ノ件（大正9年勅令第588号）
- 明治四十三年勅令第百八十四号〔明治四十三年法律第六号（酒精造石税徴収猶予及免除ニ関スル件）施行ニ関スル件〕中改正ノ件（大正9年勅令第589号）
- 明治四十四年勅令第百八十六号（砂糖消費税織田物消費税等ノ徴収ニ関スル件）中改正ノ件（大正9年勅令第590号）
- 明治四十一年勅令第二百六十九号（砲兵工廠製品代金延納ニ関スル件）中改正ノ件（大正9年勅令第591号）
- 海軍特修兵令中改正ノ件（大正9年勅令第592号）

## 大正10年
- 社会事業調査会官制（大正10年勅令第1号）
- 明治四十五年勅令第百四十五号（台湾総督府庁警察医ノ給与ニ関スル件）中改正ノ件（大正10年勅令第2号）
- 貴族院又ハ衆議院ノ守衛長又ハ守衛副長ニ宿舎料ヲ給スルコトヲ得ルノ件（大正10年勅令第3号）
- 奏任文官特別任用令中改正ノ件（大正10年勅令第4号）
- 朝鮮人ノ多数在留スル地方ヲ管轄スル領事館職員ノ特別任用ニ関スル件（大正10年勅令第5号）
- 台湾総督府部内臨時職員設置制中改正ノ件（大正10年勅令第6号）
- 海軍服装令中改正ノ件（大正10年勅令第7号）
- 台湾総督府外国留学生規程中改正ノ件（大正10年勅令第8号）
- 関東都督府外国留学生規程中改正ノ件（大正10年勅令第9号）
- 大正八年勅令第四百七十四号（道路法第六十二条ノ規程ニ依ル不用物件等ノ管理及処分ニ関スル件）中改正ノ件（大正10年勅令第10号）
- 在外公館費用条例中改正ノ件（大正10年勅令第11号）
- 臨時治水調査会官制（大正10年勅令第12号）
- 史蹟名勝天然紀念物調査会等ノ職員ノ旅費支給ノ件（大正10年勅令第13号）
- 鉄道会議議長議員及臨時議員旅費支給規則改正ノ件（大正10年勅令第14号）
- 朝鮮総督府専門学校官制中改正ノ件（大正10年勅令第15号）
- 公立学校職員俸給令中改正ノ件（大正10年勅令第16号）
- 明治四十四年勅令第二十七号（漁業監督吏員ニ関スル件）中改正ノ件（大正10年勅令第17号）
- 台湾総督府官制中改正ノ件（大正10年勅令第18号）
- 大正五年勅令第百九十四号（帝国大学資金所属森林ノ産物及製品売払代金延納ニ関スル件）中改正ノ件（大正10年勅令第19号）
- 明治三十六年勅令第百四号（文部省ニ於テ著作権ヲ有スル教科用図書ノ発行ニ関スル保証金ノ件）中改正ノ件（大正10年勅令第20号）
- 大正五年勅令第二百三十三号（馬匹去勢執行ノ費用及馬匹去勢償金ニ関スル件）中改正ノ件（大正10年勅令第21号）
- 朝鮮総督府官制中改正ノ件（大正10年勅令第22号）
- 朝鮮総督府地方官官制中改正ノ件（大正10年勅令第23号）
- 高等官官等俸給令中改正ノ件（大正10年勅令第24号）
- 奏任文官特別任用令中改正ノ件（大正10年勅令第25号）
- 朝鮮総督府事務官等ノ特別任用ニ関スル件（大正10年勅令第26号）
- 官有財産管理規則中改正ノ件（大正10年勅令第27号）
- 台湾総督府医院官制中改正ノ件（大正10年勅令第28号）
- 高等官官等俸給令中改正ノ件（大正10年勅令第29号）
- 大正九年勅令第四百五号（交通至難ノ場所ニ在勤スル職員ニ手当給与ノ件）中改正ノ件（大正10年勅令第30号）
- 在外国郵便及電信局官吏手当給与規則中改正ノ件（大正10年勅令第31号）
- 朝鮮総督府逓信官署官制中改正ノ件（大正10年勅令第32号）
- 朝鮮総督府在外研究員規程（大正10年勅令第33号）
- 朝鮮総督府其ノ所属官署職員ノ朝鮮語奨励手当ニ関スル件（大正10年勅令第34号）
- 大正七年勅令第百二十二号（陸軍ニ於テ朝鮮師団営繕及初度調弁費支弁ニ属スル工事施行ノ為朝鮮ニ於テ木材、煉瓦等ノ買入ニ関スル随意契約ノ件）中改正ノ件（大正10年勅令第35号）
- 明治四十二年勅令第二百十五号（船舶内ニ設置シタル通信官署ニ在勤スル職員ニ手当給与ノ件）中改正ノ件（大正10年勅令第36号）
- 内閣所属職員官制中改正ノ件（大正10年勅令第37号）
- 明治四年八月十七日布告（請願伺届等認メ方ノ件）外二十一件廃止ノ件（大正10年勅令第38号）
- 国勢調査評議会官制廃止ノ件（大正10年勅令第39号）
- 朝鮮総督府監獄職員服制（大正10年勅令第40号）
- 海軍燃料廠令（大正10年勅令第41号）
- 帝国領事館附防疫官手当給与令（大正10年勅令第42号）
- 隆煕三年勅令第六十八号ニ依ル恩給ノ増給ニ関スル件（大正10年勅令第43号）
- 朝鮮軍人及朝鮮軍人遺族扶助令中改正ノ件（大正10年勅令第44号）
- 度量衡及工業品規格統一調査会官制廃止ノ件（大正10年勅令第45号）
- 第一回国勢調査ノ事務ニ従事セシムル為国勢院ニ臨時職員増置ノ件（大正10年勅令第46号）
- 大正七年勅令第百四十五号（恩給事務ニ従事セシムルタメ陸軍省ニ臨時職員増置ノ件）中改正ノ件（大正10年勅令第47号）
- 軍馬補充部条例中改正ノ件（大正10年勅令第48号）
- 文部省直轄諸学校官制中改正ノ件（大正10年勅令第49号）
- 文部省直轄諸学校職員定員令中改正ノ件（大正10年勅令第50号）
- 東北帝国大学官制中改正ノ件（大正10年勅令第51号）
- 大正八年勅令第十六号（東北帝国大学各学部ニ於ケル講座ニ関スル件）中改正ノ件（大正10年勅令第52号）
- 朝鮮総督府専売局官制（大正10年勅令第53号）
- 高等官官等俸給令中改正ノ件（大正10年勅令第54号）
- 明治三十五年勅令第十一号（陸軍武官官等表ノ件）中改正ノ件（大正10年勅令第55号）
- 陸軍武官進級令中改正ノ件（大正10年勅令第56号）
- 陸軍給与令中改正ノ件（大正10年勅令第57号）
- 官国幣社及神宮神部署神職任用令中改正ノ件（大正10年勅令第58号）
- 大正九年勅令第百十八号（朝鮮軍人ヲ陸軍将校同相当官ニ任用等ニ関スル件）中改正ノ件（大正10年勅令第59号）
- 公立学校職員年功加俸令中改正ノ件（大正10年勅令第60号）
- 明治三十八年勅令第二百三十号（在外指定学校職員ノ名称待遇及任用解職ニ関スル件）中改正ノ件（大正10年勅令第61号）
- 朝鮮陸接国境地方ニ在勤スル官吏、官吏ノ待遇ヲ受クル者、憲兵補等ノ臨時特別手当給与ニ関スル件（大正10年勅令第62号）
- 明治三十二年勅令第二百一号〔明治二十九年法律第十三号（公立学校職員退隠料等ニ関スル件）ノ施行ニ関スル件〕中改正ノ件（大正10年勅令第63号）
- 明治三十八年勅令第二百二十九号（在外指定学校職員退隠料及遺族扶助料法ニ於ケル学校職員ノ資格及在職年数算定方等ニ関スル件）中改正ノ件（大正10年勅令第64号）
- 明治四十二年勅令第二百十八号（北海道国有林野及未開地並其ノ産物売払代金延納ノ件）中改正ノ件（大正10年勅令第65号）
- 明治四十五年勅令第百三十七号（明治四十五年法律第二十三号ニ依ル石炭採掘ノ許可ニ関スル件）中改正ノ件（大正10年勅令第66号）
- 明治四十三年勅令第二百四号（樺太庁ニ於ケル生産物売払代金延納ノ件）中改正ノ件（大正10年勅令第67号）
- 作業会計規則中改正ノ件（大正10年勅令第68号）
- 所得税法施行規則中改正ノ件（大正10年勅令第69号）
- 大正十年法律第三十三号第二条ニ規定スル憲兵補ノ等級ニ関スル件（大正10年勅令第70号）
- 大蔵部内臨時職員設置制中改正ノ件（大正10年勅令第71号）
- 朝鮮総督府土木会議官制中改正ノ件（大正10年勅令第72号）
- 関東庁中学校官制中改正ノ件（大正10年勅令第73号）
- 関東庁高等女学校官制中改正ノ件（大正10年勅令第74号）
- 旅順師範学堂官制中改正ノ件（大正10年勅令第75号）
- 地方鉄道法及鉄道抵当法ヲ樺太ニ施行スルノ件（大正10年勅令第76号）
- 大正九年勅令第百二十四号（樺太ニ施行スル法律ノ特例ニ関スル件）中改正ノ件（大正10年勅令第77号）
- 艤装員令中改正ノ件（大正10年勅令第78号）
- 高等官官等俸給令中改正ノ件（大正10年勅令第79号）
- 海軍服制中改正ノ件（大正10年勅令第80号）
- 大学特別会計規則（大正10年勅令第81号）
- 官立大学特別会計ノ設置等ニ付一般会計、学校及図書館特別会計等ニ関渉スル規定ノ件（大正10年勅令第82号）
- 明治三十三年勅令第三百四十二号（帝国大学文部省直轄諸学校及帝国図書館資金所属ノ不動産ニシテ一時使用セサルモノヲ貸渡ストキ随意契約ニ依ルヲ得ルノ件）中改正ノ件（大正10年勅令第83号）
- 明治四十一年勅令第百五十八号（帝国大学並学校及図書館資金所属不動産売渡ニ関スル随意契約ノ件）中改正ノ件（大正10年勅令第84号）
- 京都帝国大学官制中改正ノ件（大正10年勅令第85号）
- 大正八年勅令第十五号（京都帝国大学各学部ニ於ケル講座ニ関スル件）中改正ノ件（大正10年勅令第86号）
- 東北帝国大学官制中改正ノ件（大正10年勅令第87号）
- 公立学校職員俸給令中改正ノ件（大正10年勅令第88号）
- 朝鮮台湾関東州ニ於ケル官立公立学校教官ニシテ一年現役ニ服スル者ノ給与ニ関スル件（大正10年勅令第89号）
- 公立学校職員分限令中改正ノ件（大正10年勅令第90号）
- 関東州所得税令中改正ノ件（大正10年勅令第91号）
- 樺太所得税令中改正ノ件（大正10年勅令第92号）
- 大正八年勅令第百八十三号（呉軍港ノ境域ニ関スル件）改正ノ件（大正10年勅令第93号）
- 大正六年勅令第二百一号（産業組合法第四十六条ノ二ノ規定ニ依ル払戻準備金ノ管理ニ関スル件）中改正ノ件（大正10年勅令第94号）
- 法制局官制中改正ノ件（大正10年勅令第95号）
- 内務省官制中改正ノ件（大正10年勅令第96号）
- 港湾調査会官制中改正ノ件（大正10年勅令第97号）
- 中央衛生会官制中改正ノ件（大正10年勅令第98号）
- 保健衛生調査会官制中改正ノ件（大正10年勅令第99号）
- 日本薬局方調査会官制中改正ノ件（大正10年勅令第100号）
- 監獄官制中改正ノ件（大正10年勅令第101号）
- 農事試験場官制中改正ノ件（大正10年勅令第102号）
- 園芸試験場官制（大正10年勅令第103号）
- 畜産試験場官制中改正ノ件（大正10年勅令第104号）
- 獣疫調査所官制（大正10年勅令第105号）
- 種羊場官制中改正ノ件（大正10年勅令第106号）
- 明治二十四年勅令第二百四十八号（府県制郡制又ハ市制町村制ヲ施行セサル地方ニ於テ府県立師範学校長俸給並公立学校職員退隠料及遺族扶助料法及市町村立小学校教員退隠料及遺族扶助料法ノ施行ニ関スル件）中改正ノ件（大正10年勅令第107号）
- 明治二十五年勅令第三十二号（府県立師範学校及公立中学校ノ学校長正教員並市町村立小学校正教員ノ退隠料及遺族扶助料ニ関シ権利ヲ障害セラレタリトスル者ノ件）中改正ノ件（大正10年勅令第108号）
- 市町村立小学校教員恩給審査規程（大正10年勅令第109号）
- 朝鮮総督府専門学校官制中改正ノ件（大正10年勅令第110号）
- 朝鮮総督府中学校官制中改正ノ件明治四十四年勅令第五十一号（朝鮮総督府中学校附属臨時教員養成所生徒学資金支給ノ件）廃止ノ件（大正10年勅令第111号）
- 朝鮮総督府高等普通学校官制中改正ノ件（大正10年勅令第112号）
- 朝鮮総督府師範学校官制（大正10年勅令第113号）
- 高等官官等俸給令中改正ノ件（大正10年勅令第114号）
- 理事主理任用令中改正ノ件（大正10年勅令第115号）
- 文官任用令中改正ノ件（大正10年勅令第116号）
- 明治三十五年勅令第二百十一号（製鉄所製品売払代金延納ニ関スル件）中改正ノ件（大正10年勅令第117号）
- 北海道帝国大学官制中改正ノ件（大正10年勅令第118号）
- 大正八年勅令第十八号（北海道帝国大学各学部ニ於ケル講座ニ関スル件）中改正ノ件（大正10年勅令第119号）
- 九州帝国大学官制中改正ノ件（大正10年勅令第120号）
- 大正八年勅令第十七号（九州帝国大学各学部ニ於ケル講座ニ関スル件）中改正ノ件（大正10年勅令第121号）
- 明治四十二年勅令第四号（海軍所属技師ノ官等ニ関スル件）改正ノ件（大正10年勅令第122号）
- 海軍給与令中改正ノ件（大正10年勅令第123号）
- 大正十年法律第八十四号（畜牛結核病予防法中改正ノ件法律）施行期日ノ件（大正10年勅令第124号）
- 畜牛結核病予防法第十三条ノ規定ニ依リ下付スル手当金ノ最高金額ニ関スル件（大正10年勅令第125号）
- 台湾総督府高等商業学校官制中改正ノ件（大正10年勅令第126号）
- 台湾総督府商業専門学校官制中改正ノ件（大正10年勅令第127号）
- 台湾総督府農林専門学校官制中改正ノ件（大正10年勅令第128号）
- 台湾公立高等女学校官制改正ノ件台湾総督府高等女学校官制廃止ノ件（大正10年勅令第129号）
- 台湾総督府師範学校官制中改正ノ件（大正10年勅令第130号）
- 台湾公立中学校官制（大正10年勅令第131号）
- 台湾小学校官制中改正ノ件（大正10年勅令第132号）
- 台湾公学校官制中改正ノ件（大正10年勅令第133号）
- 台湾公立高等普通学校官制中改正ノ件（大正10年勅令第134号）
- 台湾公立女子高等普通学校官制中改正ノ件（大正10年勅令第135号）
- 台湾公立実業学校官制中改正ノ件（大正10年勅令第136号）
- 台湾実業学校官制（大正10年勅令第137号）
- 台湾公立簡易実業学校官制中改正ノ件（大正10年勅令第138号）
- 明治三十八年勅令第二十七号（台湾ニ於ケル蕃人ノ子弟ヲ就学セシムヘキ公学校ニ関スル件）廃止ノ件（大正10年勅令第139号）
- 台湾総督府図書館官制中改正ノ件（大正10年勅令第140号）
- 高等官官等俸給令中改正ノ件（大正10年勅令第141号）
- 海軍武官任用令中改正ノ件（大正10年勅令第142号）
- 海軍造船生徒、造機生徒及造兵生徒令中改正ノ件（大正10年勅令第143号）
- 航空事業保護奨励ノ為陸海軍軍用ノ航空機又ハ其ノ部品属品ヲ貸付ケ又ハ売渡ス場合ニ於テハ随意契約ニ依ルコトヲ得ルノ件（大正10年勅令第144号）
- 公式令中改正ノ件（大正10年勅令第145号）
- 明治十年勅令第九十七号（大勲位菊花大綬章大勲位菊花章図式大勲位以下略綬ノ件）中改正ノ件（大正10年勅令第146号）
- 褒章条例中改正ノ件（大正10年勅令第147号）
- 明治二十年勅令第十六号（黄綬褒章臨時制定ノ件）中改正ノ件（大正10年勅令第148号）
- 明治二十三年勅令第十一号（金鵄勲章ノ等級製式佩用式）中改正ノ件（大正10年勅令第149号）
- 防疫職員官制中改正ノ件（大正10年勅令第150号）
- 明治四十三年勅令第二百二十九号（道庁府県警察医及警察医員ニ関スル件）改正ノ件（大正10年勅令第151号）
- 明治四十三年勅令第三百四十六号（癩療養所職員名称待遇及任免ニ関スル件）改正ノ件（大正10年勅令第152号）
- 明治三十九年勅令第百七十一号（屠畜取締ニ関スル件）改正ノ件（大正10年勅令第153号）
- 地方待遇職員令中改正ノ件明治四十三年勅令第二百七十三号（庁道府県警察医及警察医員ノ官等等級配当ニ関スル件）及同年勅令第三百四十七号（癩療養所職員ノ官等等級配当ニ関スル件）廃止ノ件（大正10年勅令第154号）
- 明治四十年勅令第九十九号（港務部設置ノ件）中改正ノ件（大正10年勅令第155号）
- 臨時海港検疫所官制中改正ノ件（大正10年勅令第156号）
- 臨時神戸港設備委員会官制中改正ノ件（大正10年勅令第157号）
- 植物検査所官制中改正ノ件（大正10年勅令第158号）
- 特許局官制中改正ノ件（大正10年勅令第159号）
- 工業試験所官制中改正ノ件（大正10年勅令第160号）
- 製鉄所官制中改正ノ件（大正10年勅令第161号）
- 林区署官制中改正ノ件（大正10年勅令第162号）
- 燃料研究所官制中改正ノ件（大正10年勅令第163号）
- 工業品規格統一調査会官制（大正10年勅令第164号）
- 樺太庁中学校官制中改正ノ件（大正10年勅令第165号）
- 高等官官等俸給令中改正ノ件（大正10年勅令第166号）
- 内地産獣毛消毒手数料令（大正10年勅令第167号）
- 朝鮮総督府中枢院官制中改正ノ件（大正10年勅令第168号）
- 高等官官等俸給令中改正ノ件（大正10年勅令第169号）
- 文部省直轄諸学校職員定員令中改正ノ件（大正10年勅令第170号）
- 登録税法ノ一部ヲ樺太ニ施行スルノ件（大正10年勅令第171号）
- 樺太ニ於ケル鉱業砂鉱業及免許漁業ノ登録ニ関スル件（大正10年勅令第172号）
- 大正七年勅令第百二十一号（樺太庁ニ於テ酒精ヲ売渡ス場合ニ於ケル随意契約ニ関スル件）廃止ノ件（大正10年勅令第173号）
- 刑事訴訟費用法及大正十年法律第六十七号（民事訴訟費用法中改正ノ件法律施行期日ノ件）（大正10年勅令第174号）
- 刑事訴訟費用法ヲ樺太ニ施行スルノ件（大正10年勅令第175号）
- 度量衡法施行令中改正ノ件（大正10年勅令第176号）
- 大正五年勅令第九十八号（航路標識管理所職員ノ俸給給料及手当前金渡ノ件）中改正ノ件（大正10年勅令第177号）
- 徴兵事務条例中改正ノ件（大正10年勅令第178号）
- 海軍航空隊練習部令（大正10年勅令第179号）
- 内閣所属職員官制中改正ノ件（大正10年勅令第180号）
- 内務部内臨時職員設置制中改正ノ件（大正10年勅令第181号）
- 衛生試験所官制中改正ノ件（大正10年勅令第182号）
- 栄養研究所官制中改正ノ件（大正10年勅令第183号）
- 朝鮮総督府済生院官制中改正ノ件（大正10年勅令第184号）
- 台湾総督府医院官制中改正ノ件（大正10年勅令第185号）
- 高等官官等俸給令中改正ノ件（大正10年勅令第186号）
- 奏任文官特別任用令中改正ノ件（大正10年勅令第187号）
- 勤勉手当給与令中改正ノ件（大正10年勅令第188号）
- 大正十年法律第五十八号市政中改正ノ件法律及同年法律第五十九号町村制中改正ノ件法律施行期日ノ件（大正10年勅令第189号）
- 明治二十二年勅令第一号（町村制ヲ施行セサル島嶼指定ノ件）改正ノ件大正七年勅令第三百三十五号（島根県隠岐国ニ於ケル町村制度ニ関スル件）廃止ノ件（大正10年勅令第190号）
- 国有林野部分林規則中改正ノ件（大正10年勅令第191号）
- 明治四十二年勅令第三百十八号（国有林野産物及製品売払代金延納ノ件）中改正ノ件（大正10年勅令第192号）
- 奏任文官特別任用令中改正ノ件（大正10年勅令第193号）
- 大正三年勅令第三号（専売用物件及労力供給ニ関スル随意契約等ノ件）中改正ノ件（大正10年勅令第194号）
- 農商務省官制中改正ノ件（大正10年勅令第195号）
- 農商務部内臨時職員設置制中改正ノ件（大正10年勅令第196号）
- 大正七年勅令第九十三号（農商務省ニ臨時外米管理部ヲ置クノ件）廃止ノ件（大正10年勅令第197号）
- 大正九年勅令第三百十四号（大正九年法律第五十七号ノ附則ノ執行ニ関スル事務ニ従事スル臨時職員増置ノ件）廃止ノ件（大正10年勅令第198号）
- 朝鮮総督府警察官講習所官制中改正ノ件（大正10年勅令第199号）
- 朝鮮総督府水産試験場官制（大正10年勅令第200号）
- 樺太庁鉄道事務所官制中改正ノ件（大正10年勅令第201号）
- 樺太庁郵便局官制中改正ノ件（大正10年勅令第202号）
- 高等官官等俸給令中改正ノ件（大正10年勅令第203号）
- 樺太庁部内臨時職員設置制中改正ノ件（大正10年勅令第204号）
- 大正元年勅令第三十二号（蕃地ニ於ケル討伐捜索及警戒従事スル台湾総督府職員又ハ其遺族ニ一時金ヲ給スルノ件）中改正ノ件（大正10年勅令第205号）
- 台湾消防組規則（大正10年勅令第206号）
- 借地法及借家法ノ施行期日ノ件及施行地区ニ関スル件（大正10年勅令第207号）
- 米穀委員会官制（大正10年勅令第208号）
- 朝鮮総督府裁判所職員定員令中改正ノ件（大正10年勅令第209号）
- 関東都督府医院官制中改正ノ件（大正10年勅令第210号）
- 貴族院事務局官制中改正ノ件（大正10年勅令第211号）
- 衆議院事務局官制中改正ノ件（大正10年勅令第212号）
- 貴族院衆議院守衛定員及給与令中改正ノ件（大正10年勅令第213号）
- 税関、朝鮮総督府税関又ハ台湾総督府税関ニ於テ臨時執務スル税関ノ判任官、雇員及傭人ニ手当支給ノ件（大正10年勅令第214号）
- 明治四十三年勅令第三百九十二号（朝鮮総督府及所属官署職員ノ宿舎ニ関スル件）中改正ノ件（大正10年勅令第215号）
- 陸軍給与令中改正ノ件（大正10年勅令第216号）
- 朝鮮満洲駐箚陸軍部隊給与令中改正ノ件（大正10年勅令第217号）
- 台湾駐箚陸軍部隊給与規則中改正ノ件（大正10年勅令第218号）
- 支那駐箚陸軍部隊給与令中改正ノ件（大正10年勅令第219号）
- 水産講習所官制中改正ノ件（大正10年勅令第220号）
- 関東庁税務官吏服制（大正10年勅令第221号）
- 大正六年勅令第二百三十三号（種緬羊ノ売買及貸渡ニ関スル随意契約並無償付与ノ件）中改正ノ件（大正10年勅令第222号）
- 奏任文官及判任文官ノ優遇ニ関スル件（大正10年勅令第223号）
- 米穀需給調節特別会計規則（大正10年勅令第224号）
- 栽培所職員定員令中改正ノ件（大正10年勅令第225号）
- 高等官官等俸給令中改正ノ件（大正10年勅令第226号）
- 大正十年法律第百一号（裁判所構成法中改正）及同年法律第百二号（定年ニ因ル退職判事検事ノ恩給ニ関スル件）施行期日ノ件（大正10年勅令第227号）
- 大正十年法律第七十八号（関税定率法中改正）施行期日ノ件（大正10年勅令第228号）
- 大正十年法律第四十六号〔大正九年法律第五十三号（関税法関税定率法保税倉庫法及仮置場法等ノ朝鮮ニ於ケル特例ニ関スル件）中改正〕施行期日ノ件（大正10年勅令第229号）
- 大蔵省官制中改正ノ件（大正10年勅令第230号）
- 造幣局官制中改正ノ件（大正10年勅令第231号）
- 伝染病研究所官制中改正ノ件（大正10年勅令第232号）
- 文部省直轄諸学校職員定員令中改正ノ件（大正10年勅令第233号）
- 朝鮮総督府税関官制中改正ノ件（大正10年勅令第234号）
- 朝鮮総督府中央試験所官制中改正ノ件（大正10年勅令第235号）
- 朝鮮総督府専売局現業員共済組合ニ関スル件（大正10年勅令第236号）
- 台湾総督府専売局官制中改正ノ件（大正10年勅令第237号）
- 関税定率法第九条ニ依ル命令ノ件（大正10年勅令第238号）
- 関税定率法第十条ニ依ル命令ノ件（大正10年勅令第239号）
- 海軍省官制中改正ノ件（大正10年勅令第240号）
- 台湾総督府評議会官制（大正10年勅令第241号）
- 明治二十八年勅令第百四十号（軍人軍属公務ニ起因シタル傷痍疾病治療ノ後再発シタル者治療ノ件）中改正ノ件（大正10年勅令第242号）
- 朝鮮総督府税関職員服制（大正10年勅令第243号）
- 内務省官制中改正ノ件（大正10年勅令第244号）
- 内務部内臨時職員設置制中改正ノ件（大正10年勅令第245号）
- 防疫職員官制中改正ノ件（大正10年勅令第246号）
- 関東庁官制中改正ノ件（大正10年勅令第247号）
- 関東庁部内臨時職員設置制中改正ノ件（大正10年勅令第248号）
- 警視庁官制中改正ノ件（大正10年勅令第249号）
- 北海道庁官制中改正ノ件（大正10年勅令第250号）
- 地方官官制中改正ノ件（大正10年勅令第251号）
- 高等官官等俸給令中改正ノ件（大正10年勅令第252号）
- 消防組規則中改正ノ件（大正10年勅令第253号）
- 印刷局官制中改正ノ件（大正10年勅令第254号）
- 司法省官制中改正ノ件（大正10年勅令第255号）
- 気象台官制中改正ノ件（大正10年勅令第256号）
- 朝鮮総督府獣疫血清製造所官制中改正ノ件（大正10年勅令第257号）
- 高等官官等俸給令中改正ノ件（大正10年勅令第258号）
- 大正十年度歳出予算中第一予備金ヲ以テ補充シ得ヘキ費途ノ件（大正10年勅令第259号）
- 水産会法施行期日ノ件（大正10年勅令第260号）
- 水産会法第二十六条ニ依ル異議ノ申立、訴願及行政訴訟ニ関スル件（大正10年勅令第261号）
- 文部部内臨時職員設置制中改正ノ件（大正10年勅令第262号）
- 樺太庁築港事務所官制中改正ノ件（大正10年勅令第263号）
- 海軍病院条例改正ノ件（大正10年勅令第264号）
- 鉄道省官制中改正ノ件（大正10年勅令第265号）
- 高等官官等俸給令中改正ノ件（大正10年勅令第266号）
- 朝鮮総督府専売局属ノ特別任用ニ関スル件（大正10年勅令第267号）
- 神宮司庁職員ノ文官退官賜金ニ関スル件（大正10年勅令第268号）
- 大正九年勅令第四百八十七号（同盟及聯合国ト墺地利国トノ平和条約ノ実施ニ伴フ流通証券及工業所有権ニ関スル件）中改正ノ件（大正10年勅令第269号）
- 陸軍給与令中改正ノ件（大正10年勅令第270号）
- 明治四十一年勅令第七十一号（樺太庁立小学校教員退隠料及遺族扶助料支給ニ関スル件）中改正ノ件（大正10年勅令第271号）
- 第一回国勢調査記念章（大正10年勅令第272号）- 第一回国勢調査記念章制定ノ件 - e-Gov法令検索
- 文部省官制中改正ノ件（大正10年勅令第273号）
- 蚕業試験場官制中改正ノ件（大正10年勅令第274号）
- 生糸検査所官制中改正ノ件（大正10年勅令第275号）
- 鉄道省官制中改正ノ件（大正10年勅令第276号）
- 鉄道局官制中改正ノ件（大正10年勅令第277号）
- 台湾総督府部内臨時職員設置中改正ノ件（大正10年勅令第278号）
- 台湾総督府鉄道部官制中改正ノ件（大正10年勅令第279号）
- 台湾総督府地方官官制中改正ノ件（大正10年勅令第280号）
- 樺太庁官制中改正ノ件（大正10年勅令第281号）
- 樺太庁税務吏服制中改正ノ件（大正10年勅令第282号）
- 共通法第三条ノ規定及大正十年法律第四十八号戸籍法中改正ノ件法律施行期日ノ件（大正10年勅令第283号）
- 貯蓄銀行法施行期日ノ件（大正10年勅令第284号）
- 大正十年法律第七十五号銀行条例中改正ノ件法律施行期日ノ件（大正10年勅令第285号）
- 東京博物館官制（大正10年勅令第286号）
- 高等官官等俸給令中改正ノ件（大正10年勅令第287号）
- 臨時国語調査会官制（大正10年勅令第288号）
- 明治四十四年勅令第二百二十一号（朝鮮総督府其所属官署ニ於ケル度量衡器等ノ売払代金延納ニ関スル件）中改正ノ件（大正10年勅令第289号）
- 大正九年勅令第三百十一号〔大正九年法律第五十一号（内地台湾又ハ樺太ヨリ朝鮮ニ移出スル物品ノ内国税免除ニ関スル件）施行ニ関スル件〕中改正ノ件（大正10年勅令第290号）
- 職業紹介法ノ一部施行期日ノ件（大正10年勅令第291号）
- 職業紹介法施行令（大正10年勅令第292号）
- 朝鮮総督府勧業模範場官制中改正ノ件（大正10年勅令第293号）
- 明治三十一年勅令第百四十九号（中央気象台附属測候所勤務ノ者ニ手当給与ノ件）廃止ノ件（大正10年勅令第294号）
- 樺太庁中学校及高等女学校生徒監ノ手当給与ニ関スル件（大正10年勅令第295号）
- 明治四十二年勅令第二十一号（港務部職員服制ノ件）中改正ノ件（大正10年勅令第296号）
- 海軍服装令中改正ノ件（大正10年勅令第297号）
- 明治四十二年勅令第六十一号（台湾総督府通信官署税関支署及登記所経費渡切ニ関スル件）中改正ノ件（大正10年勅令第298号）
- 明治四十四年勅令第六号（沖縄県ニ森林法ヲ施行スルノ件）中改正ノ件（大正10年勅令第299号）
- 専売局官制改正ノ件（大正10年勅令第300号）
- 港務部設置制中改正ノ件（大正10年勅令第301号）
- 高等官官等俸給令中改正ノ件（大正10年勅令第302号）
- 住宅組合法施行期日ノ件（大正10年勅令第303号）
- 農商務部内臨時職員設置制中改正ノ件（大正10年勅令第304号）
- 朝鮮地方待遇職員令中改正ノ件（大正10年勅令第305号）
- 朝鮮総督府監獄官制中改正ノ件（大正10年勅令第306号）
- 関東庁逓信官署官制中改正ノ件（大正10年勅令第307号）
- 鉱業抵当法ヲ樺太ニ施行スルノ件（大正10年勅令第308号）
- 教育評議会官制（大正10年勅令第309号）
- 航空研究所官制（大正10年勅令第310号）
- 航空評議会官制（大正10年勅令第311号）
- 帝国大学高等官官等俸給令中改正ノ件（大正10年勅令第312号）
- 公立学校職員令中改正ノ件（大正10年勅令第313号）
- 大正六年勅令第百六十八号（逓信局職制ニ在支那又ハ香港帝国領事館附ヲ命スル件）中改正ノ件（大正10年勅令第314号）
- 朝鮮総督府部内臨時職員設置制中改正ノ件（大正10年勅令第315号）
- 朝鮮総督府逓信官署官制中改正ノ件（大正10年勅令第316号）
- 高等官官等俸給令中改正ノ件（大正10年勅令第317号）
- 公立学校職員待遇官等等級令中改正ノ件（大正10年勅令第318号）
- 公立学校職員俸給令中改正ノ件（大正10年勅令第319号）
- 帝国領事館附逓信局職員ニ手当給与ノ件（大正10年勅令第320号）
- 大正七年勅令第二百六十七号（時局中臨時特設ノ海軍部隊ニ職員ヲ置クノ件）中改正ノ件（大正10年勅令第321号）
- 海軍省ニ南洋群島ノ民政ニ関スル事務ニ従事セシムルタメ臨時職員設置ノ件（大正10年勅令第322号）
- 大正六年勅令第二百二十一号（拓殖及森林事務ニ従事セシムルタメ北海道庁ニ臨時職員増置等ノ件）中改正ノ件（大正10年勅令第323号）
- 大正九年勅令第三百七十八号（山東省又ハ南洋群島ニ在勤スル海軍軍人軍属及同地所在海軍部隊附属艦船乗員ノ給与ニ関スル件）中改正ノ件（大正10年勅令第324号）
- 海軍警部補、海軍巡査及海軍看守ノ給与ニ関スル件（大正10年勅令第325号）
- 明治三十一年勅令第六十八号（台湾総督府判任文官及巡査看守ニシテ通訳ノ事ヲ兼掌スル者ニ特別手当支給ノ件）中改正ノ件（大正10年勅令第326号）
- 明治四十四年勅令第二百四十四号（市政第六条ノ区ニ関スル件）中改正ノ件（大正10年勅令第327号）
- 東亜同文会ノ設立スル東亜同文書院ニ関スル件（大正10年勅令第328号）
- 陸軍将校馬具制中改正ノ件（大正10年勅令第329号）
- 大正十年法律第五十六号（水道条例中改正）施行期日ノ件（大正10年勅令第330号）
- 水道条例第二十一条ノ二ノ規定ニ依ル職権委任ニ関スル件（大正10年勅令第331号）
- 大正十年法律第七十九号（製鉄業奨励法中改正）施行期日ノ件（大正10年勅令第332号）
- 製鉄業奨励法施行令中改正ノ件（大正10年勅令第333号）
- 東京商科大学官制中改正ノ件（大正10年勅令第334号）
- 帝国図書館官制中改正ノ件（大正10年勅令第335号）
- 公立図書館職員令（大正10年勅令第336号）
- 大正五年勅令第百六十九号（在外国公使館附陸軍武官ノ在勤俸ニ関スル件）中改正ノ件（大正10年勅令第337号）
- 臨時教育行政調査会官制（大正10年勅令第338号）
- 癩療養所職員制中改正ノ件（大正10年勅令第339号）
- 地方待遇職員令中改正ノ件（大正10年勅令第340号）
- 監獄官制中改正ノ件（大正10年勅令第341号）
- 逓信省官制中改正ノ件（大正10年勅令第342号）
- 逓信部内臨時職員設置制中改正ノ件（大正10年勅令第343号）
- 貯金局官制中改正ノ件（大正10年勅令第344号）
- 簡易保健局官制中改正ノ件（大正10年勅令第345号）
- 電気試験所官制中改正ノ件（大正10年勅令第346号）
- 地方逓信官署官制中改正ノ件（大正10年勅令第347号）
- 商船学校官制中改正ノ件（大正10年勅令第348号）
- 高等官官等俸給令中改正ノ件（大正10年勅令第349号）
- 陸軍幼年学校令中改正ノ件（大正10年勅令第350号）
- 台湾総督府税関官制中改正ノ件（大正10年勅令第351号）
- 高等官官等俸給令中改正ノ件（大正10年勅令第352号）
- 大正七年勅令第三百九十五号（海軍軍人軍属ノ戦時増給等ニ関スル件）中改正ノ件（大正10年勅令第353号）
- 陸軍服制中改正ノ件（大正10年勅令第354号）
- 帝国鉄道会計規則中改正ノ件（大正10年勅令第355号）
- 朝鮮総督府官制中改正ノ件（大正10年勅令第356号）
- 朝鮮総督府医院官制中改正ノ件（大正10年勅令第357号）
- 朝鮮総督府林野調査委員会官制中改正ノ件（大正10年勅令第358号）
- 朝鮮総督府地方官官制中改正ノ件（大正10年勅令第359号）
- 台湾総督府官制中改正ノ件（大正10年勅令第360号）
- 台湾総督府部内臨時職員設置制中改正ノ件（大正10年勅令第361号）
- 台湾総督府中央研究所官制（大正10年勅令第362号）
- 台湾総督府医院官制中改正ノ件（大正10年勅令第363号）
- 高等官官等俸給令中改正ノ件（大正10年勅令第364号）
- 奏任文官特別任用令中改正ノ件（大正10年勅令第365号）
- 大正九年勅令第二百十九号（台湾総督府蕃務警視特別任用ノ件）中改正ノ件（大正10年勅令第366号）
- 大正九年勅令第三百六十七号（聘用セラレタル官吏及官吏待遇者ニ関スル件）中改正ノ件（大正10年勅令第367号）
- 明治四十一年勅令第二百六号（台湾総督府警察官服制ノ件）中改正ノ件（大正10年勅令第368号）
- 外交官領事官赴任及賜暇規則中改正ノ件（大正10年勅令第369号）
- 海軍下士官兵服役令中改正ノ件（大正10年勅令第370号）
- 大正十年法律第七十三号産業組合法中改正ノ件施行期日ノ件（大正10年勅令第371号）
- 産業組合法中主務大臣ノ行フ職務ニ関スル件中改正ノ件（大正10年勅令第372号）
- 大正十年法律第三十六号（地方鉄道法中改正）施行期日ノ件（大正10年勅令第373号）
- 政府ヨリ売払フ代金ノ延納ニ関スル件（大正10年勅令第374号）
- 帝国ト洪牙利国トノ間ニ設置スル混合仲裁裁判所ニ関スル件（大正10年勅令第375号）
- 同盟及聯合国ト洪牙利国トノ平和条約ニ依ル財産処理ニ関スル件（大正10年勅令第376号）
- 大正九年勅令第百七号（混合仲裁裁判所ノ嘱託ニ因リ司法裁判所ノ為ス法律上ノ補助ニ関スル件）中改正ノ件（大正10年勅令第377号）
- 特殊財産管理局官制中改正ノ件（大正10年勅令第378号）
- 大正九年勅令第二百十四号（特殊財産管理局ノ管理財産中現金ノ取扱ニ関スル件）中改正ノ件（大正10年勅令第379号）
- 特殊権利審査会官制中改正ノ件（大正10年勅令第380号）
- 特殊権利審査規程中改正ノ件（大正10年勅令第381号）
- 大正九年勅令第四百八十七号（同盟戸聯合国ト墺地利国等トノ平和条約ノ実施ニ伴フ流通証券及鉱業所有権ニ関スル件）中改正ノ件（大正10年勅令第382号）
- 外務省官制中改正ノ件（大正10年勅令第383号）
- 国際聯盟帝国事務局官制（大正10年勅令第384号）
- 外交官及領事官官制中改正ノ件（大正10年勅令第385号）
- 大正五年勅令第百九十六号（外国在勤ノ外務省警察官ニ関スル件）中改正ノ件（大正10年勅令第386号）
- 在外公館職員定員令中改正ノ件（大正10年勅令第387号）
- 高等官官等俸給令中改正ノ件（大正10年勅令第388号）
- 在外公館費用条例令中改正ノ件（大正10年勅令第389号）
- 奏任文官特別任用令中改正ノ件（大正10年勅令第390号）
- 大使館理事官、公使館理事官、副領事、貿易事務官等ノ特別任用ニ関スル件（大正10年勅令第391号）
- 台湾総督府通信官署官制（大正10年勅令第392号）
- 判任官俸給令中改正ノ件（大正10年勅令第393号）
- 大正十年法律第五十三号（会計検査院法中改正）施行期日ノ件（大正10年勅令第394号）
- 会計検査院事務章程中改正ノ件（大正10年勅令第395号）
- 明治四十三年勅令第百十三号（会計検査院勅任検査官、書記及技手ノ定員ニ関スル件）中改正ノ件（大正10年勅令第396号）
- 大蔵部内臨時職員設置制中改正ノ件（大正10年勅令第397号）
- 税関官制中改正ノ件（大正10年勅令第398号）
- 税務監督局官制中改正ノ件（大正10年勅令第399号）
- 税務署官制中改正ノ件（大正10年勅令第400号）
- 外国旅費規則改正ノ件明治三十年勅令第四百四十三号（造船造兵監督官条例ニ依リ米国ニ派遣スル者ニ手当金給与ノ件）外六件廃止ノ件（大正10年勅令第401号）
- 南洋群島関東州南満洲旅費規則（大正10年勅令第402号）
- 台湾総督府医学専門学校官制中改正ノ件（大正10年勅令第403号）
- 海軍給与令中改正ノ件（大正10年勅令第404号）
- 朝鮮総督府道警察官服制中改正ノ件（大正10年勅令第405号）
- 台湾地方待遇職員令（大正10年勅令第406号）
- 庁府県警察医設置制中改正ノ件（大正10年勅令第407号）
- 陸軍軍人服役令中改正ノ件（大正10年勅令第408号）
- 大正九年勅令第五百五十六号（造船造機造兵又ハ土木建築ノ事務ニ常時セシムルタメ海軍艦政本部等ニ臨時職員設置ノ件）中改正ノ件（大正10年勅令第409号）
- 高等官官等俸給令中改正ノ件（大正10年勅令第410号）
- 明治二十二勅令第百二十一号（旅費其外概算渡前渡金ノ件）中改正ノ件（大正10年勅令第411号）
- 大正元年勅令第十八号（市制第百六十九条及町村制第百四十九条ニ依ル命令ノ件）改正ノ件（大正10年勅令第412号）
- 国勢院官制中改正ノ件（大正10年勅令第413号）
- 屠畜取締職員制中改正ノ件（大正10年勅令第414号）
- 陸軍ニ於ケル予備馬ノ無償貸渡及無償付与ノ件（大正10年勅令第415号）
- 都市計画法施行令中改正ノ件（大正10年勅令第416号）
- 登録税法施行規則中改正ノ件（大正10年勅令第417号）
- 関東州取引所令中改正ノ件（大正10年勅令第418号）
- 商務職員官制（大正10年勅令第419号）
- 高等官官等俸給令中改正ノ件（大正10年勅令第420号）
- 商務職員ノ給与及経費等ニ関スル件（大正10年勅令第421号）
- 府県税戸数割規則（大正10年勅令第422号）
- 監獄官制中改正ノ件（大正10年勅令第423号）
- 特許局官制中改正ノ件（大正10年勅令第424号）
- 台湾総督府監獄官制中改正ノ件（大正10年勅令第425号）
- 明治二十二年勅令第百二十一号（旅費其ノ外概算渡前金渡ノ件）中改正ノ件（大正10年勅令第426号）
- 台湾総督府法院職員定員令中改正ノ件（大正10年勅令第427号）
- 朝鮮咸鏡北道ニ於ケル陸軍軍用軽便鉄道ノ貸付ニ関スル随意契約ノ件（大正10年勅令第428号）
- 造船造兵監督官条例中改正ノ件（大正10年勅令第429号）
- 明治三十九年勅令第百四十二号（南満洲鉄道株式会社ニ関スル件）第十一条ノ二改正ノ件（大正10年勅令第430号）
- 文部部内臨時職員設置制第三条追加ノ件（大正10年勅令第431号）
- 文部省直轄諸学校官制第一条中改正ノ件（大正10年勅令第432号）
- 文部省直轄諸学校職員定員令中改正ノ件（大正10年勅令第433号）
- 在外逓信官吏賜暇帰朝ニ関スル件（大正10年勅令第434号）
- 庁府県衛生職員制（大正10年勅令第435号）
- 地方待遇職員令中改正ノ件（大正10年勅令第436号）
- 台湾ニ於ケル官立公立学校教員ノ休職ニ関スル件（大正10年勅令第437号）
- 奏任文官特別任用令中改正ノ件（大正10年勅令第438号）
- 栄養研究所官制中改正ノ件（大正10年勅令第439号）
- 陸軍倉庫条例中改正ノ件（大正10年勅令第440号）
- 海軍火薬廠令中改正ノ件（大正10年勅令第441号）
- 航空ニ関スル勤務ニ服セシムヘキ陸軍下士ノ特別補充及其ノ服役等ニ関スル件（大正10年勅令第442号）
- 外交官領事官赴任賜暇規則中改正ノ件（大正10年勅令第443号）
- 陸軍所属ノ文官等ノ休暇ニ関スル件（大正10年勅令第444号）
- 司法省官制中改正ノ件（大正10年勅令第445号）
- 大正六年勅令第五十九号（税関支署名称位置及管轄区域）中改正ノ件（大正10年勅令第446号）
- 米及籾ノ輸入税免除ノ件（大正10年勅令第447号）
- 大正九年勅令第五十三号（大豆、生牛肉、鳥卵、綿織糸及綿織物ノ輸入税免除ノ件）中改正ノ件（大正10年勅令第448号）
- 東京帝国大学官制中改正ノ件（大正10年勅令第449号）
- 東京天文台官制（大正10年勅令第450号）
- 大正八年勅令第十四号（東京帝国大学各学部ニ於ケル講座ニ関スル件）中改正ノ件（大正10年勅令第451号）
- 明治三十五年勅令第二百十八号（台湾総督府税関長、税関事務官、税関監視官、税関鑑定官、税関属、税関監視、税関鑑定官補及税関監吏ノ服制）中改正ノ件（大正10年勅令第452号）
- 大正十年法律第五十一号（函館控訴院ノ移転ニ関スル件）及同年法律第五十二号（裁判所管轄区域中改正）施行期日ノ件（大正10年勅令第453号）
- 明治三十三年法律第七十七号ニ依ル退隠料及遺族扶助料ノ審査ニ関スル件（大正10年勅令第454号）
- 貯蓄銀行法ヲ台湾及樺太ニ施行スルノ件（大正10年勅令第455号）
- 文部省直轄諸学校官制中改正ノ件（大正10年勅令第456号）
- 文部省直轄諸学校職員定員令中改正ノ件（大正10年勅令第457号）
- 労働保険調査会官制（大正10年勅令第458号）
- 特許法、実用新案法、意匠法、商法登録法及弁理士法施行期日ノ件（大正10年勅令第459号）
- 特許法施行令（大正10年勅令第460号）
- 特許登録令改正ノ件（大正10年勅令第461号）
- 軍事上秘密ヲ要スル実用新案並実用新案ニ関スル審判其ノ他ノ手続ノ費用及登録ニ関スル件（大正10年勅令第462号）
- 意匠ニ関スル審判其ノ他ノ手続ノ費用及登録ニ関スル件（大正10年勅令第463号）
- 商標ニ関スル審判其ノ他ノ手続ノ費用及登録ニ関スル件（大正10年勅令第464号）
- 明治四十二年勅令第三百三号（特許、意匠、商標及実用新案ニ関スル手数料ノ件）改正ノ件（大正10年勅令第465号）
- 弁理士法施行令（大正10年勅令第466号）
- 神宮司庁官制中改正ノ件明治三十一年勅令第百八十九号（神宮衛士長衛士副長衛士ニ関スル件）、大正二年勅令第二百八十九号（神宮伶人ニ関スル件）廃止ノ件（大正10年勅令第467号）
- 神宮神部署官制中改正ノ件（明治四十五年勅令第八十六号（神宮神部署長ノ官等等級配当ニ関スル件）廃止ノ件）（大正10年勅令第468号）
- 明治四十三年勅令第百四十号（神宮司庁職員官等等級ノ件）改正ノ件（大正10年勅令第469号）
- 高等官官等俸給令中改正ノ件（神宮皇学館職員官等俸給令廃止ノ件）（大正10年勅令第470号）
- 文武判任官等級令中改正ノ件（大正10年勅令第471号）
- 神宮司庁職員任用令廃止ノ件（大正10年勅令第472号）
- 奏任文官特別任用令中改正ノ件（大正10年勅令第473号）
- 判任文官特別任用令第四条ノ二追加ノ件（大正10年勅令第474号）
- 大正四年勅令第十三号（神宮神部署職員及神宮衛士長衛士副長衛士並官国幣社職員ノ休職ニ関スル件）中改正ノ件（大正10年勅令第475号）
- 神宮衛士長衛士副長及衛士服制（大正10年勅令第476号）
- 商務職員官制中改正ノ件（大正10年勅令第477号）
- 製鉄所官制中改正ノ件（大正10年勅令第478号）
- 逓信省官制中改正ノ件（大正10年勅令第479号）
- 明治四十一年勅令第二百六十六号（二省以上交渉ノ事項ニ関スル件）中改正ノ件（大正10年勅令第480号）
- 陸軍現役軍人ノ婚姻ニ関スル件（大正10年勅令第481号）
- 船舶満載吃水線法施行期日ノ件（大正10年勅令第482号）
- 海軍現役士官現役特務士官候補生及現役准士官ノ婚姻ニ関スル件（大正10年勅令第483号）
- 海軍参考館令（大正10年勅令第484号）
- 営業税法施行規則中改正ノ件（大正10年勅令第485号）
- 会計法施行期日ノ件（大正10年勅令第486号）

## 大正11年
- 旅順工科大学官制（大正11年勅令第160号）
- 公有水面埋立法施行令（大正11年勅令第194号）- 公有水面埋立法施行令 - e-Gov法令検索
- 関東州ニ於ケル租税ニ関シ事犯アリタルトキノ処罰ニ関スル件（大正11年勅令第200号）
- 関東州間接国税犯則者処分令（大正11年勅令第201号）
- 関東州及南満洲鉄道附属地ニ於ケル銀行ニ関スル件（大正11年勅令第207号）
- 関東州及南満洲鉄道附属地ニ於ケル貯蓄銀行ニ関スル件（大正11年勅令第208号）
- 関東州及南満洲鉄道附属地ニ於ケル神社廟宇及寺院等ニ関スル件（大正11年勅令第262号）

## 大正12年
- 対支文化事務局官制（大正12年勅令第209号）
- 政府ニ於テ物品ノ販売ヲ問屋業者ニ委託スルコトヲ得ル場合ニ関スル件（大正12年勅令第299号）- 政府ニ於テ物品ノ販売ヲ問屋業者ニ委託スルコトヲ得ル場合ニ関スル件 - e-Gov法令検索
- 恩給給与規則（大正12年勅令第369号）- 恩給給与規則 - e-Gov法令検索
- 恩給金額分担及国庫納金収入等取扱規則（大正12年勅令第439号）- 恩給金額分担及国庫納金収入等取扱規則 - e-Gov法令検索
- 関東州監獄令（大正12年勅令第461号）
- 対支文化事業調査会官制（大正12年勅令第527号）
- 司法警察官吏及司法警察官吏ノ職務ヲ行フヘキ者ノ指定等ニ関スル件（大正12年勅令第528号）- 司法警察官吏及司法警察官吏ノ職務ヲ行フヘキ者ノ指定等ニ関スル件 - e-Gov法令検索

## 大正13年
- 米貨公債及英貨公債ノ発行ニ関スル件（大正13年勅令第17号）- 米貨公債及英貨公債ノ発行ニ関スル件 - e-Gov法令検索
- 関東州阿片令（大正13年勅令第53号）
- 関東州市制（大正13年勅令第130号）
- 関東州ニ於テ財物劫掠ノ目的ヲ以テ多衆結合スル者ノ処罰ニ関スル件（大正13年勅令第259号）
- 関東州裁判令（大正13年勅令第465号）

## 大正14年
- 関東州ニ行ハルル命令ニ依ル日本船舶ニ関スル件（大正14年勅令第137号）
- 関東州及南洋諸島ニ於テハ治安維持ニ関シ治安維持法ニ依ルノ件（大正14年勅令第176号）
- 関東州会制（大正14年勅令第238号）
- 関東州及南満洲鉄道附属地ニ於ケル行政執行ニ関スル件（大正14年勅令第316号）
- 関東州及南満洲鉄道附属地ノ治安警察ニ関スル件（大正14年勅令第317号）

## 大正15年
- 関東州土地収用令（大正15年勅令第2号）
- 関東州水産会令（大正15年勅令第107号）
- 旅順工科大学官制（大正15年勅令第119号）
- 関東州公立学校官制（大正15年勅令第194号）
- 健康保険法施行令（大正15年勅令第243号）- 健康保険法施行令 - e-Gov法令検索
- 関東州無尽業令（大正15年勅令第265号）
- 位階令（大正15年勅令第325号）- 位階令 - e-Gov法令検索